# 히노 블루 리본
블루 리본(일본어: 日野・ブルーリボン 히노 부루우리본[*], 영어: Hino Blue Ribbon)은 히노 자동차가 판매하고 있는 대형 버스의 명칭이다. 1951년부터 1975년까지, 1982년부터 2000년까지 제조되었다(하이브리드 차량은 제외).
2000년 6월에는 '블루 리본 시티'로 대폭 마이너 체인지 하고, 또한 하이브리드 버스 이외에는 2005년 1월부터 2005년 9월에 걸쳐 이스즈 엘가의 통합 차종인 '블루 리본 II'로 이행했다. 본 문서에서는 이들을 포함하여 히노가 발매해온 대형 시내버스·9m 대형 시내버스를 일괄적으로 다룬다.
생산 회사는 과거 히노 차체 공업이었지만 현재는 2002년 10월에 히노 자동차·이스즈 자동차가 공동 설립한 회사 J버스이다. '블루 리본 시티'는 옛 히노 차체 공업의 사업소인 코마츠 사업소, '블루 리본 II'는 구 이스즈 버스 제조 사업소인 우쓰노미야 사업소에서 생산되고 있다.
그중 블루 리본 RT/RU, HT/HU 모델은 아시아 자동차의 AM 시리즈 원형으로 알려져있다.

## RT/RU, HT/HU

### K-(P-)RT/RU22, P-HT/HU22계
1982년에 관광 버스 RS계열에서 채용된 스켈레톤 바디를 노선 버스에서도 채용하고 RU6계열 관광 버스와 같은 블루 리본의 명칭이 부여되었다.
RT/RU22계로 불리는 이 시리즈는 기존 RE/RC계로 바뀌는 도시형 노선 차량으로 등장했지만, 수직 탑재된 소배기량 엔진의 EM100형의 평가가 좋지 않아 RE/RC계가 병행 생산되고 있던 관계로 판매가 저조해 1985년 HT/HU 마이너 체인지에 수반하여 생산은 중단되었다. RT/RU22계열에서 문제가 된 EM100형은 RC3계의 ER200형 11.6L(225ps)에 비해 높은 연비를 목표로 9.4L(225ps)라는 소배기량(RE계열의 EB400형 9.8L(190ps)보다 배기량이 적다)이었는데 소배기량 때문에 회전수가 높지 않으면 힘이 나지 않고 그 때문에 소음이 커서 실용 연비가 나쁘다는 문제가 있었다. 또한 종래의 RE/RC계는 수평식 엔진(리어 언더 플로어 엔진)을 뽑았지만, 수평식 엔진은 버스 전용 부품이 많았던데다 비용 삭감을 목표로 한 트럭과 공통의 수직형 엔진을 채용했는데 차내 후부에 사용할 수 없는 공간이 발생하여 엔진 바로 위인 차체 마지막 끝까지 좌석을 마련하지 못하고, 보수 측면에서도 수평 엔진에 익숙한 현장에서는 평이 좋지 못했다.
RT/RU22계의 바디는 히노 차체 제품들이 압도적으로 많았지만, 서일본 차체 공업 제품들이 서일본 철도, 오사카 시 교통국, 나가사키 현 교통국 등 서일본의 일부 사업자에게 납품되고 있다. 대부분이 스켈레톤 바디의 58MC이지만 초기에는 모노코크 보디의 53MC에 가장된 예도 존재한다. 후지 중공업제 열거할 수 없을 정도로 고미나토 철도용 2대가 유일한 사례로 추측된다.
또한 히노 차체제 바디에는 RU60/63계와 같은 관광형 프론트 마스크도 설정되어 있었다(KC-차의 중간까지).

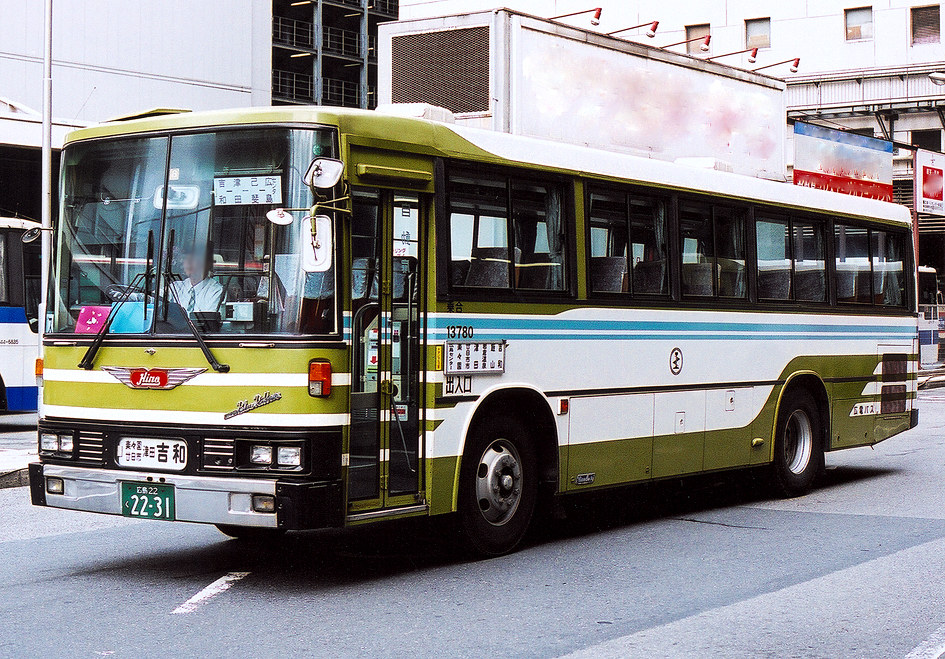
히로시마 전철 K-RU223AA 전문 사양, RU6A계에 준한 맵시를 가장한 것
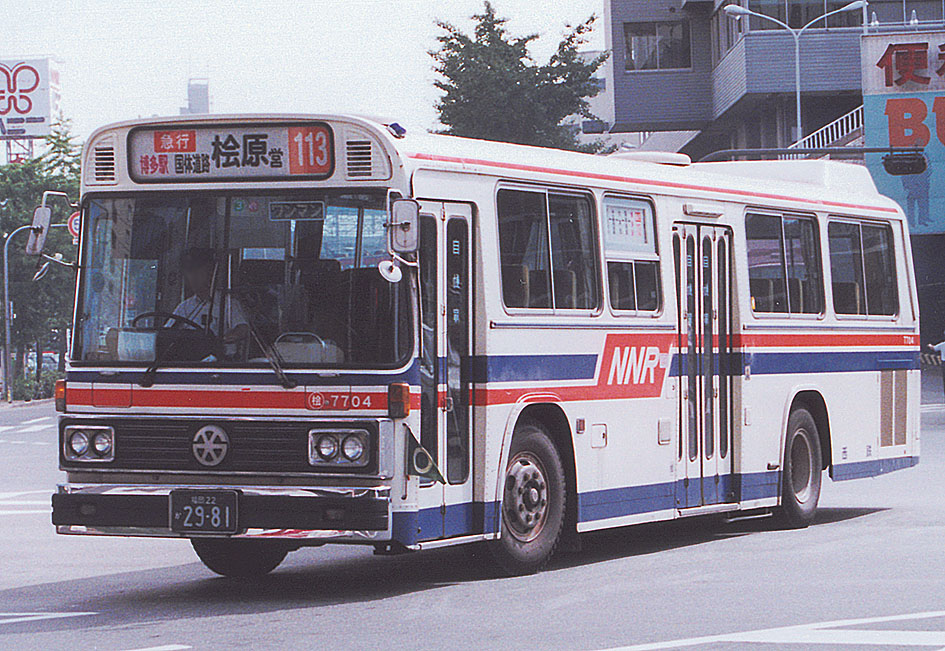
서일본 철도 K-RU225AA 서일본 차체제 차량(53MC)

그 뒤 1984년에 RE/RC계의 후계 차량으로 기존 RC3계가 탑재되어 있던 ER200형 엔진을 그대로 RT/RU22계의 스켈레톤 보디에 탑재한 리어 언더 플로어 엔진의 HT/HU22계가 등장하고 판매의 메인은 이쪽으로 옮겨지나, RT/RU계열과의 균형인지 생산 기간은 짧다. 차체는 히노 차체 이외에 후지 중공업과 서일본 차체공업제가 존재한다.

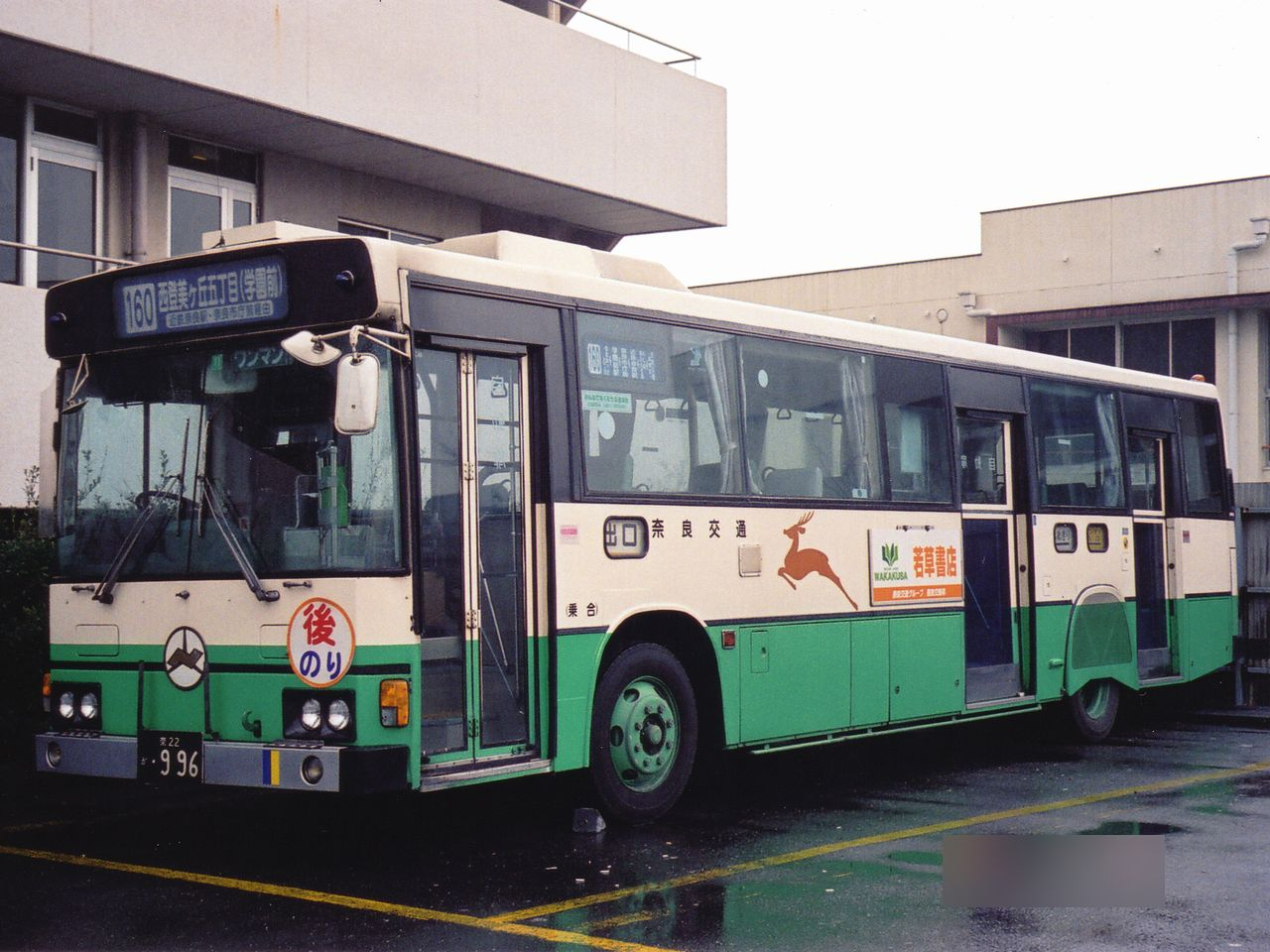
나라 교통 P-HU226AA 3도어 사양
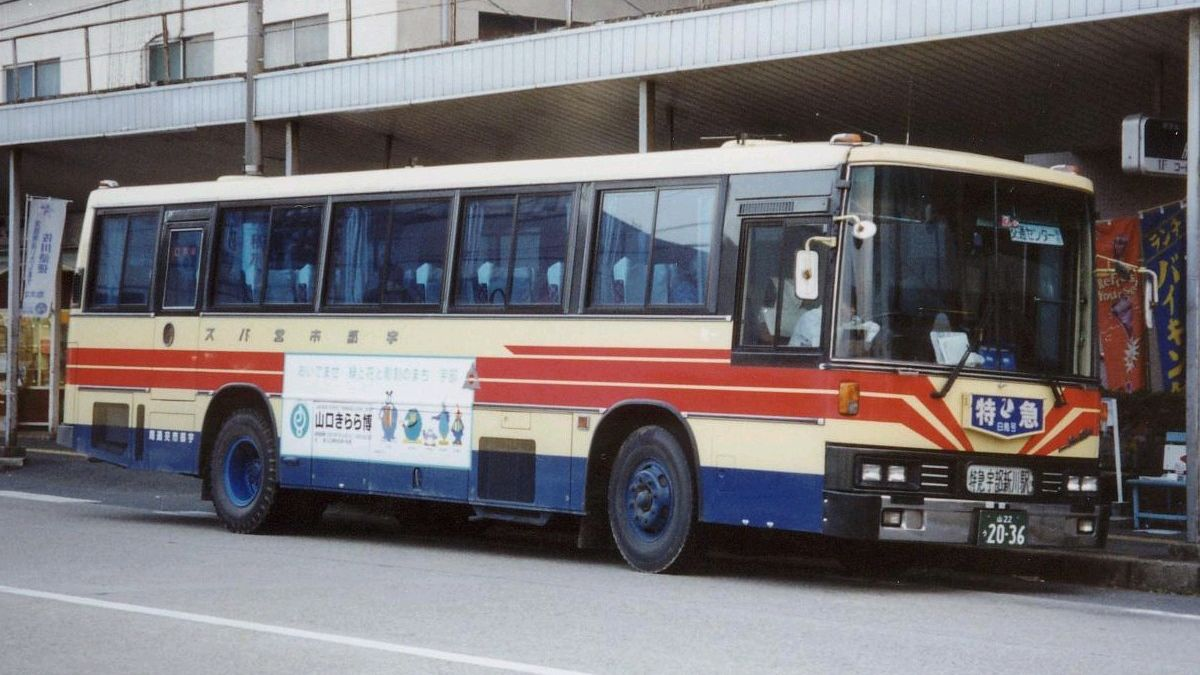
우베 시 교통국 P-HU225AA 전문 사양, RU6A계에 준한 맵시를 가장한 것
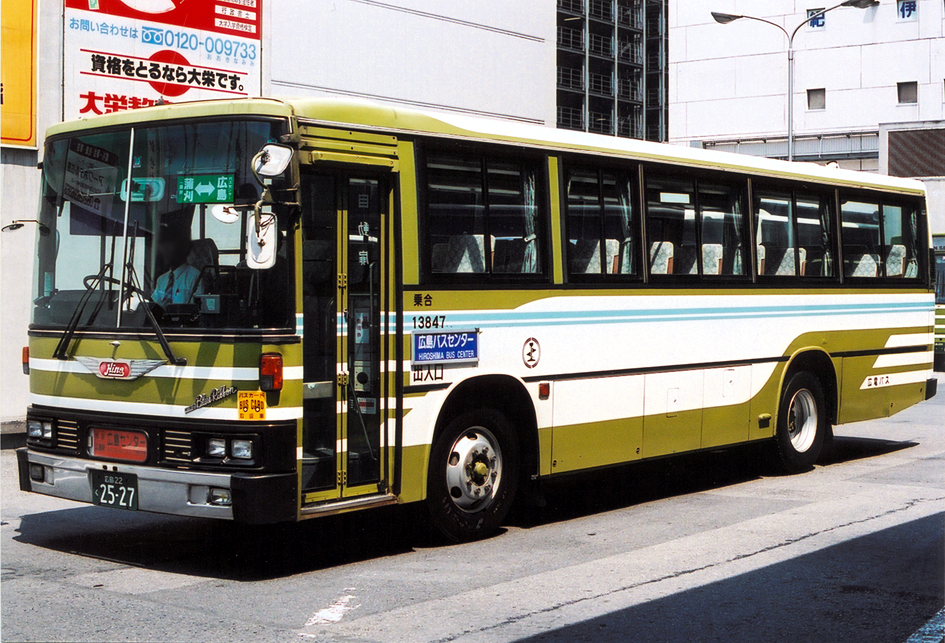
히로시마 전철 P-HU223AA 전문 사양, RU6A계에 준한 맵시를 가장한 것

### P-HT/HU23, HT/HU27계
1985년 RT/RU22계와 HT/HU22계열을 통합하는 형태로 HT/HU23계가 등장했다. 엔진은 RT/RU계의 엔진, EM100형을 개량하여 수평식으로 한 M10U형 9.9L(230ps)이다. 이 엔진은 개량됐다고는 하지만 소배기량으로 회전수를 높이지 않으면 힘이 나오지 않는 엔진이었다. 진정한 히노 차체 제조의 바디는 리어 스타일의 변경이 이루어지고 모난 형상으로 둥그스름한 형상이다. 휠 베이스는 단척(맨 끝이 3, 4.8m), 중간척(맨 끝이 5, 5.2m), 장척(맨끝이 6, 5.67m)의 3종류, 서스펜션은 HT(리프 사스)와 HU(에어 서스)의 2종류, 노선용은 바닥의 높이가 3종류(표준, 일반 저상, 도시 저상), 엔진은 전술한 M10U형 HT/HU23계와 고출력 엔진의 RC7계열의 EK200형 엔진 13.3L(270ps)를 탑재한 HT/HU27계의 2종류가 설정되었다. 거의 동시에 전기와 공기 압력을 사용한 핑거 시프트의 'FF전환'이 설정되고 그 가벼운 변속 조작으로 운전자의 부담 경감에 기여했다. 특히 변속시 에어 소리가 그 후의 히노제 버스의 특징이기도 했다.
게다가 이지 드라이브화를 목표로 전자 기계식 자동식 'EE드라이브'를 1986년부터 추가하여 긴키 일본 철도를 시작으로 게이오 제도 전철, 간토 버스, 도쿄 도 교통국, 요코하마 시 교통국, 오사카 시 교통국 등에 투입되었다. 토크 컨버터식 오토매틱과 달리 매뉴얼 시프트를 베이스로 변속을 자동화한 것으로 고 토크 사양만의 설정이었다. 실제로는 운전자가 의도하는 변속이 안되는 등의 결점도 많고 상기의 사업자를 제외하면 교토 버스, 나라 교통, 서일본 철도, 교토 시 교통국, 고베 시 교통국, 센다이 시 교통국 등에서 소수 채용에 머물 정도로 보급되지는 않았다. 또한 채용 사업자도 보통 HOLD단계에 넣어 두고 수동으로 변속하는 것이 일반화되었는데 그 때 충격 등 시간차에 의한 승차감의 악화를 초래했으며 KC-HT/HU2M계에도 EE드라이브를 탑재된 차량이 존재하지만, 이쪽은 요코하마 시 및 오사카 시 교통국에 여러대가 재적하고 있을 뿐이라고 생각된다. 그리고 1998년 KC-HT/HU2M계의 초기 개량시 EE드라이브의 설정은 폐지되었다.
또한 1980년대에는 해외 수출이 활발하며 싱가포르와 라오스에 해당 차량이 수출되었다. 먼저 싱가포르에는 HT228K와 HT238이 수출된 일본 사양에는 존재하지 않는 12m급 장척이었다. 또한 리어 라이트는 쌀알형 라이트에서 중앙의 위치가 아닌 범퍼 위에 설치되어 있었다. 전중문 사양으로 당초는 비냉방 사양+흑색 고무가 달린 차량이었으나 후에 냉방+후기 변속기가 도입된 1989년경까지 도입되었다. 2013년 기준으로는 전부 폐지되고 있다. 후자의 라오스에서는 히노 블루 리본의 우측 통행 대응판으로 수출되었다. 문은 전후문에 비냉방이다. 지붕에는 짐을 싣는 선반이 붙어 있다. 또한 기존 RC와 동일한 캡 오버 버스 사양으로 되어 있다.

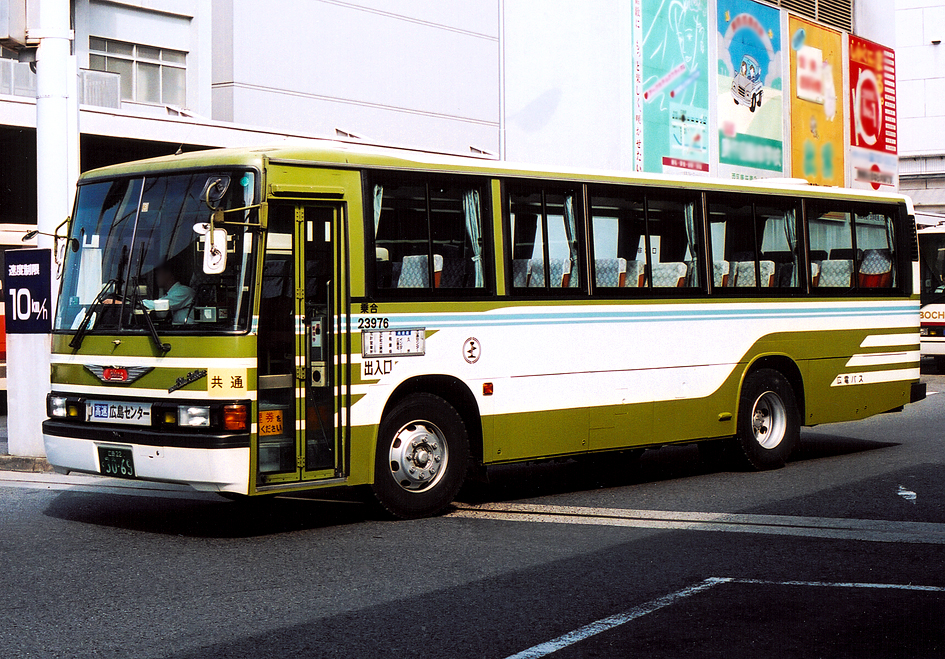
히로시마 전철 P-HU273BA 전문형 사양, RU6B계에 준한 맵시를 가장한 것
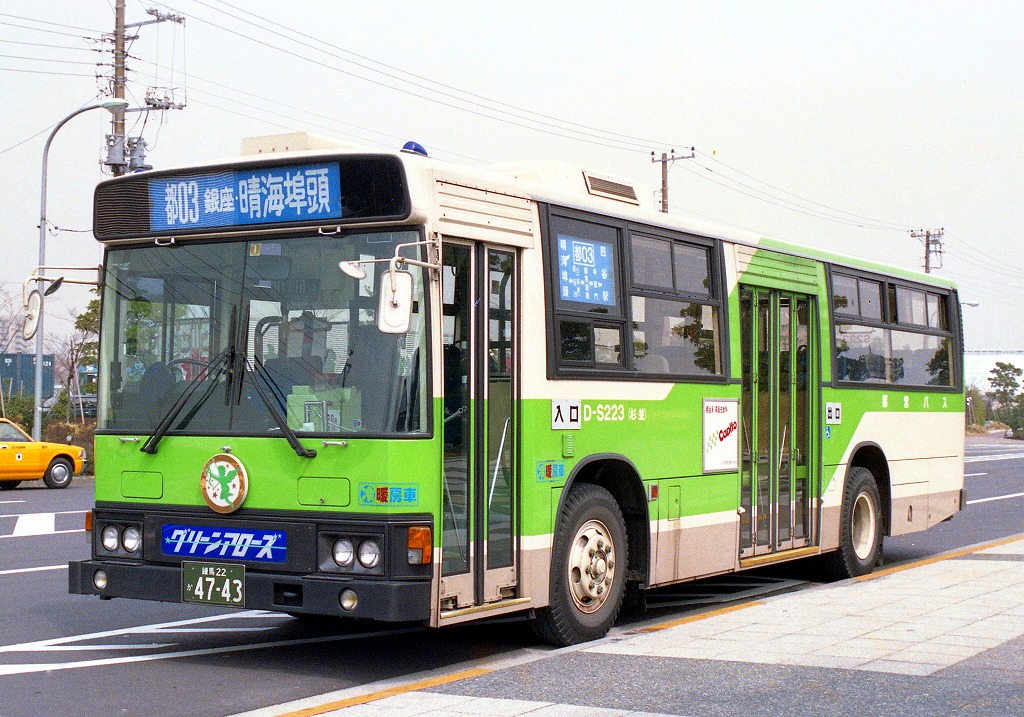
도영 버스 P-HU233BA 전문 글라이드슬라이드 도어, 반대 T자 창
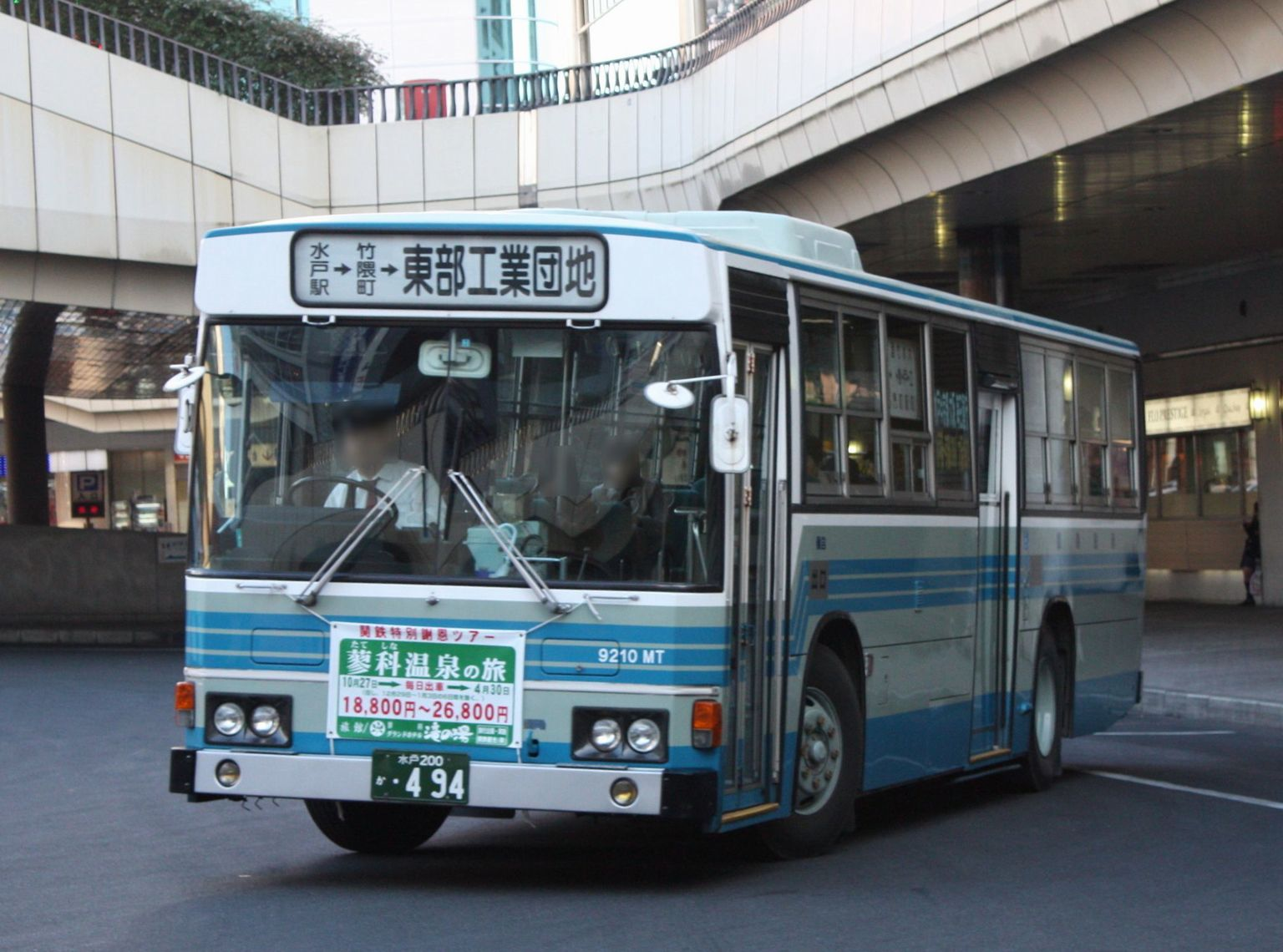
간토 철도 P-HT235BA
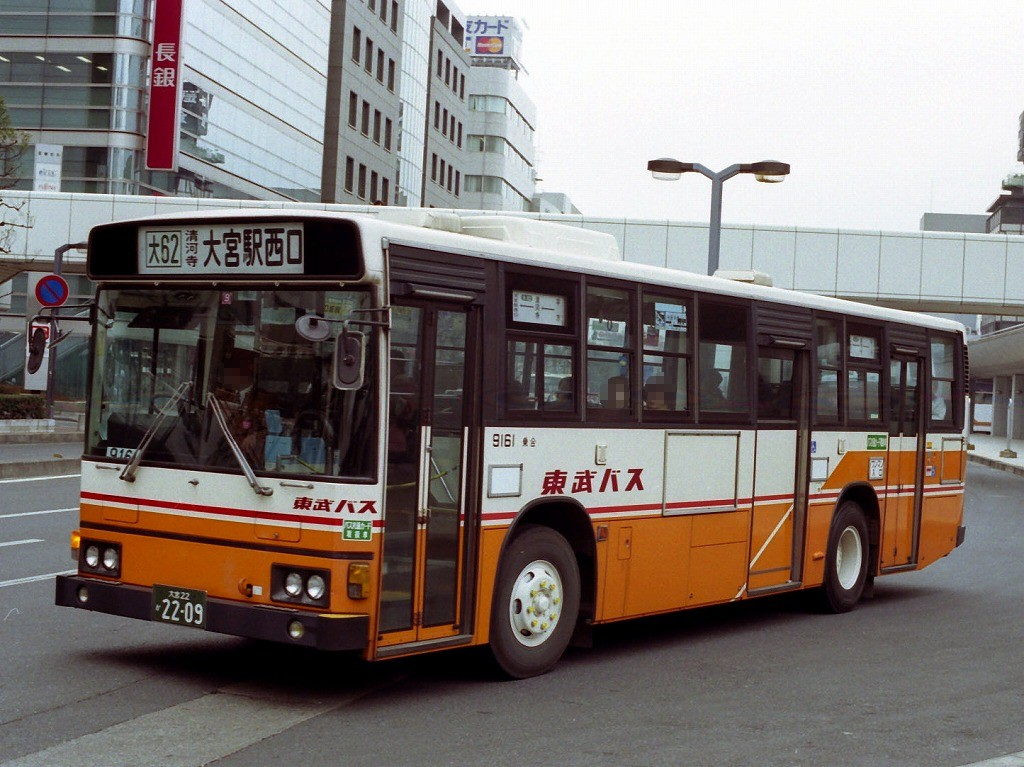
도부 버스 P-HT235BA 3도어 사양, 중간문 미닫이(슬라이딩) 도어, 후문 접이식
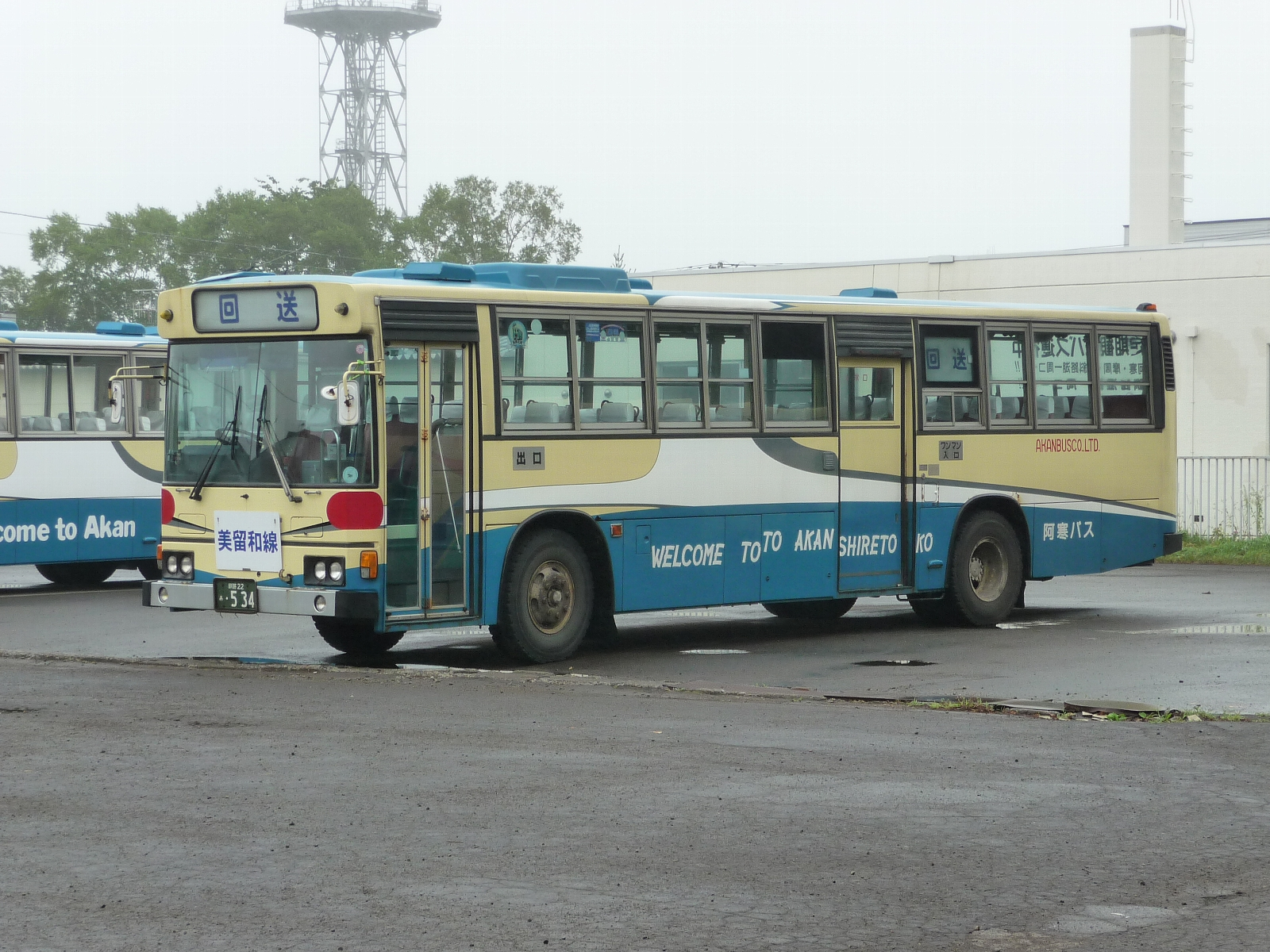
아칸 버스 P-HU276BA
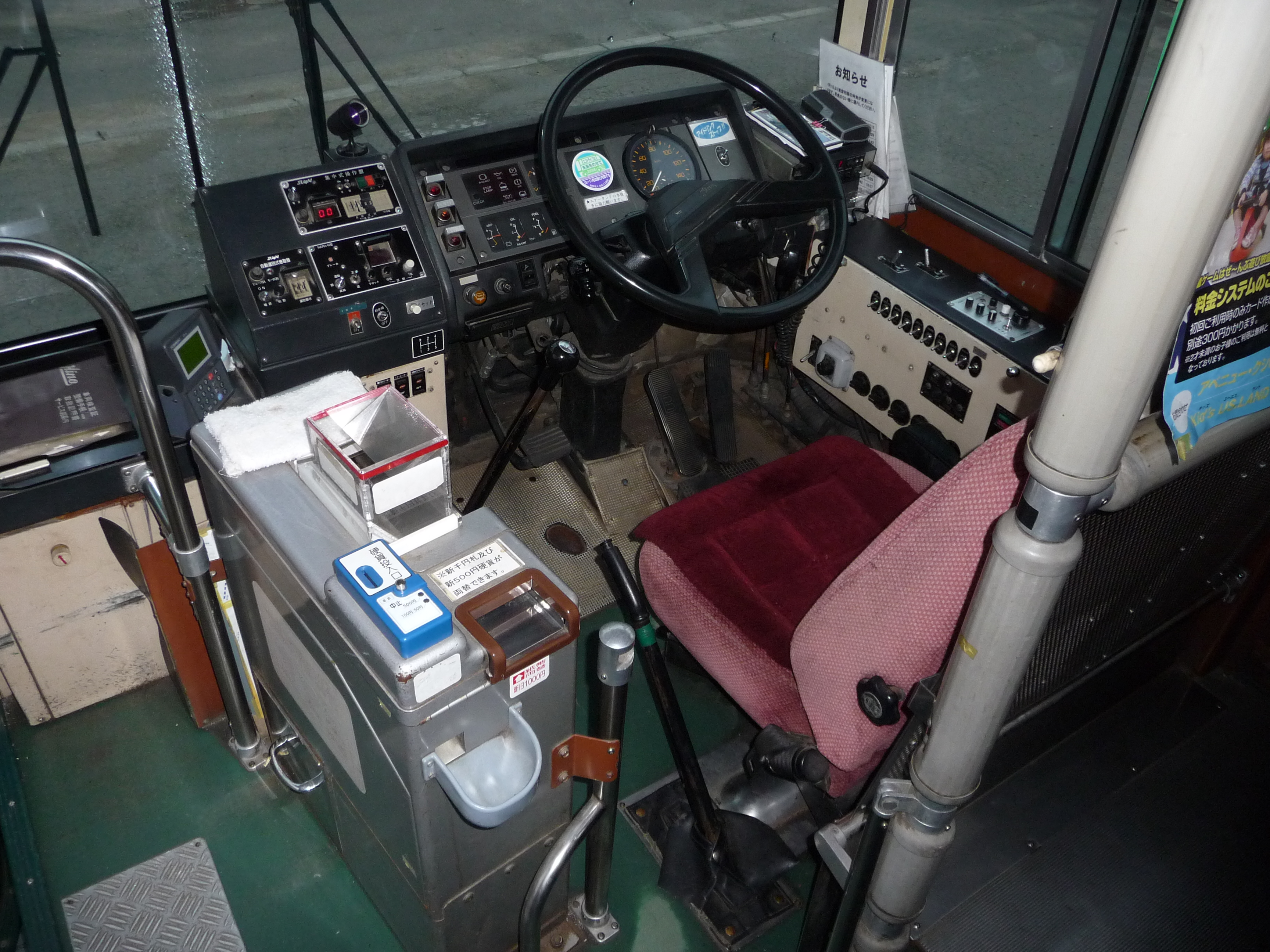
아칸 버스 P-HU276BA의 운전석
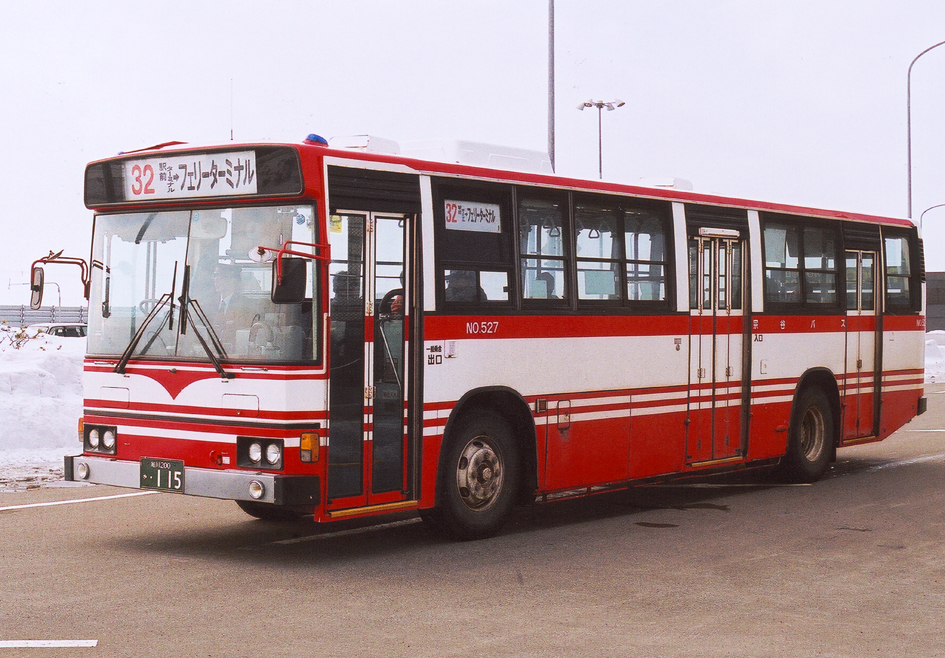
소야 버스 P-HT276BA 3도어 사양, 중간문 2중 접이식(폴딩), 후문 접이식
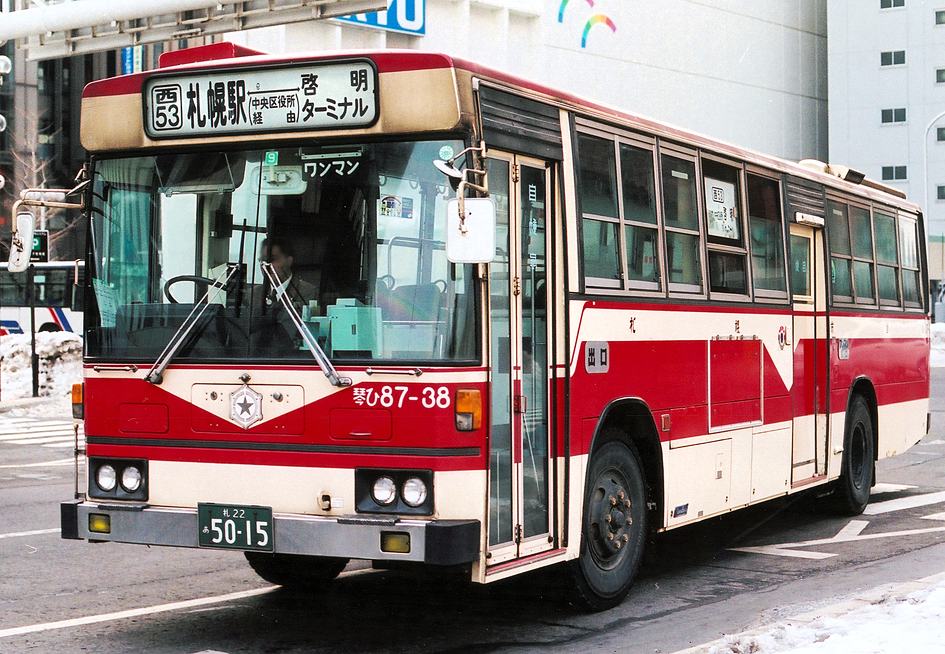
삿포로시 교통국 P-HU236BA
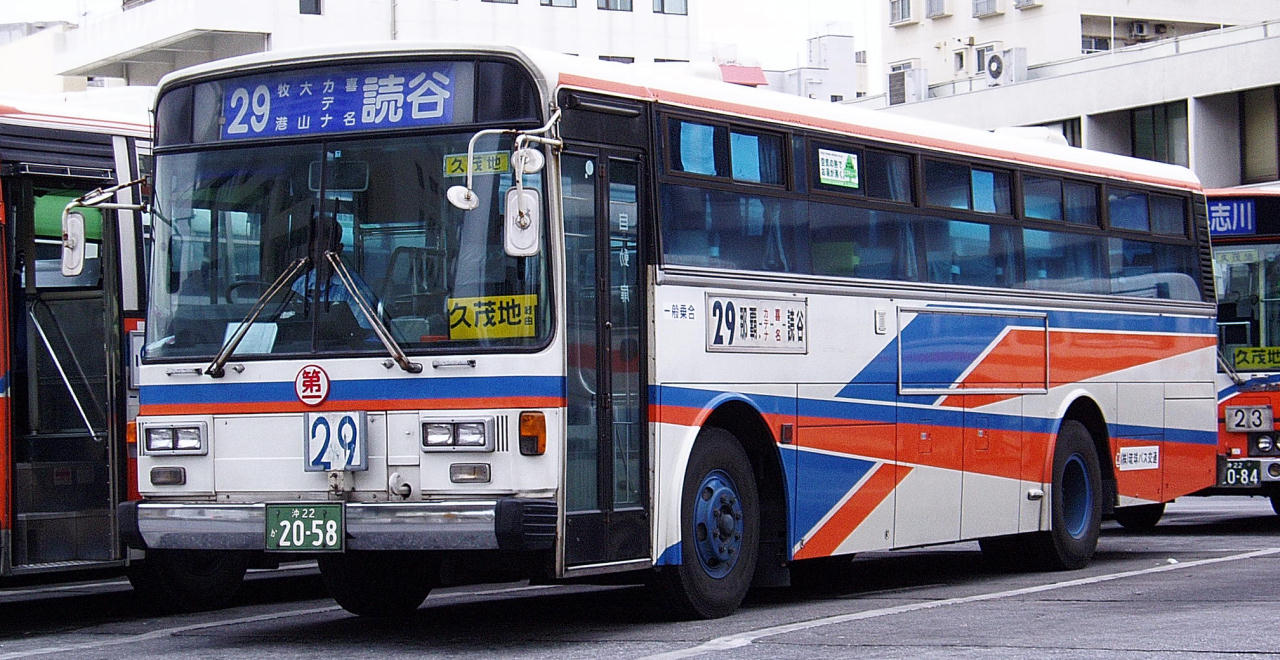
류큐 버스 교통 P-HT235BA 전문형 사양, 후지 중공업제 차체(5E)
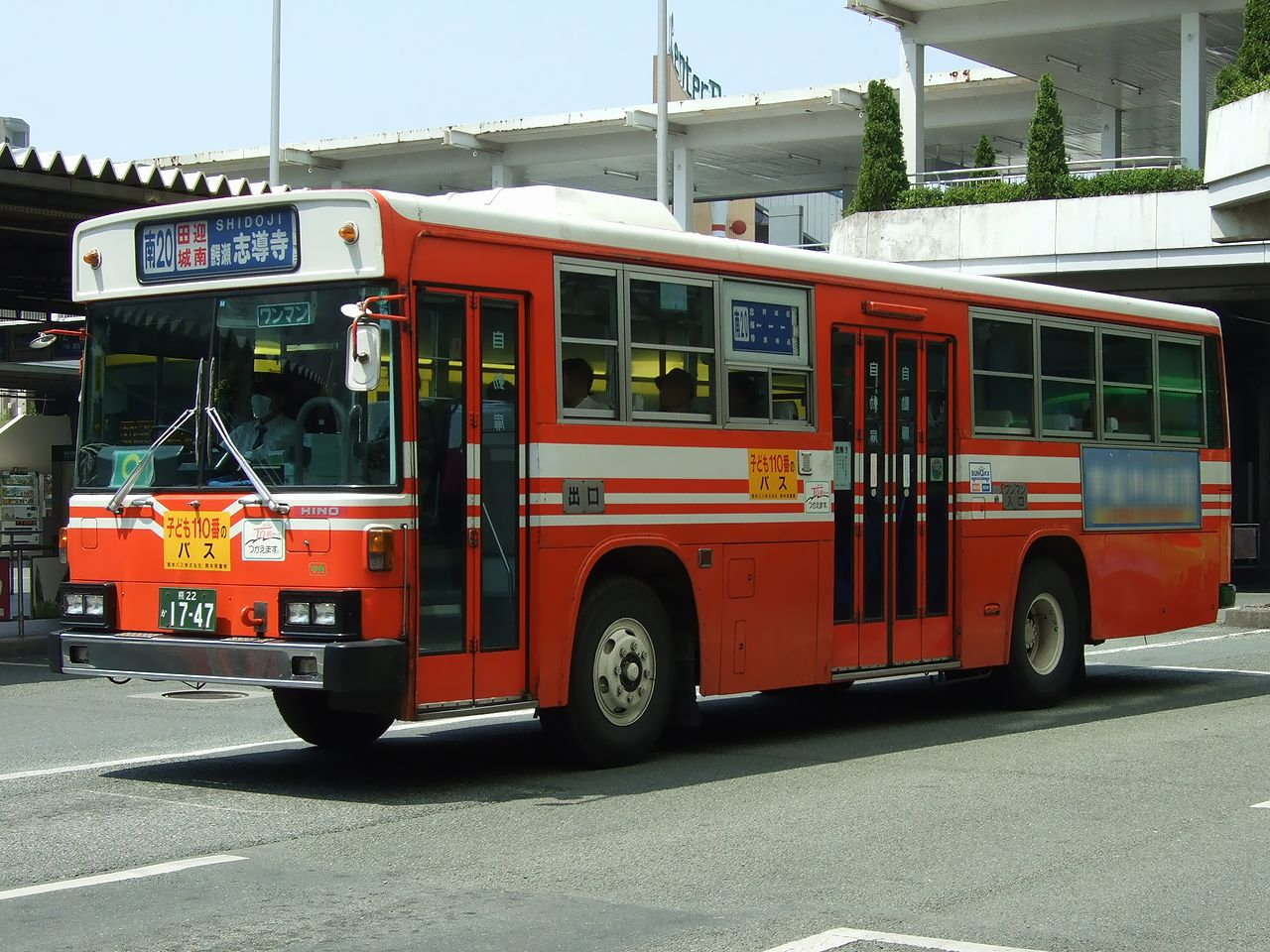
구마모토 버스 P-HT233BA 서일본 차체공업제 차체(58MC)
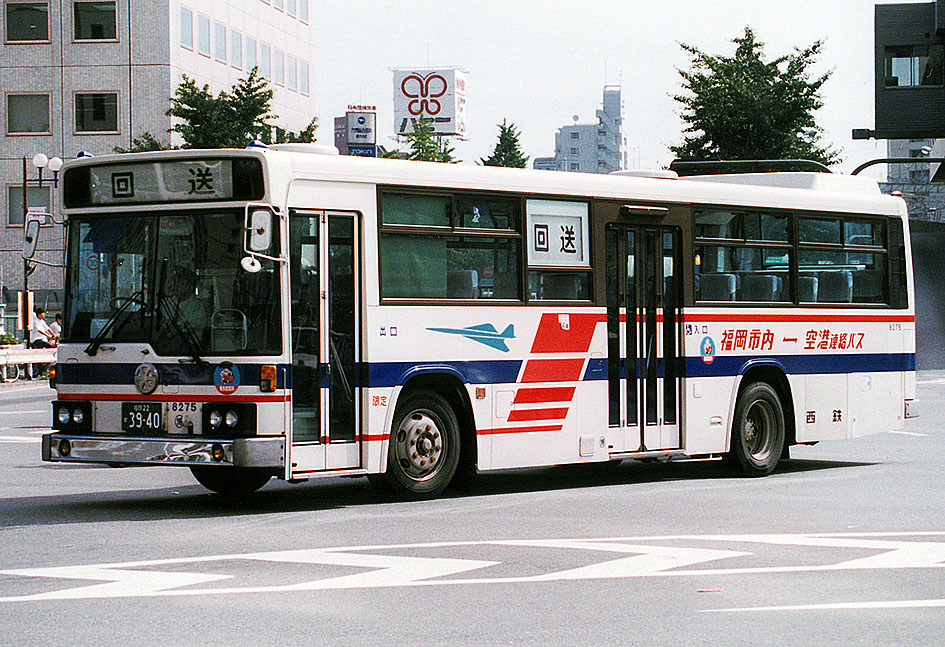
서일본 철도 P-HU235BA 서일본 차체공업제 차량(58MC)

### U-HT/HU2M, HT/HU3K계
1990년 1989년 배출 가스 규제에 적합한 U-HT/HU2M계로 탄생했다. 히노 차체 바디의 경우 U-이후는 전면 행선판부 양쪽 끝의 형상이 앞으로 풀려나오게 되었다.
EK200형 엔진은 호칭이 K13U형으로 변경되어 HT/HU3K계로 되었지만, 출력에는 변화가 없다. 엔진 원터치 조작이 표준으로 설정되었다.

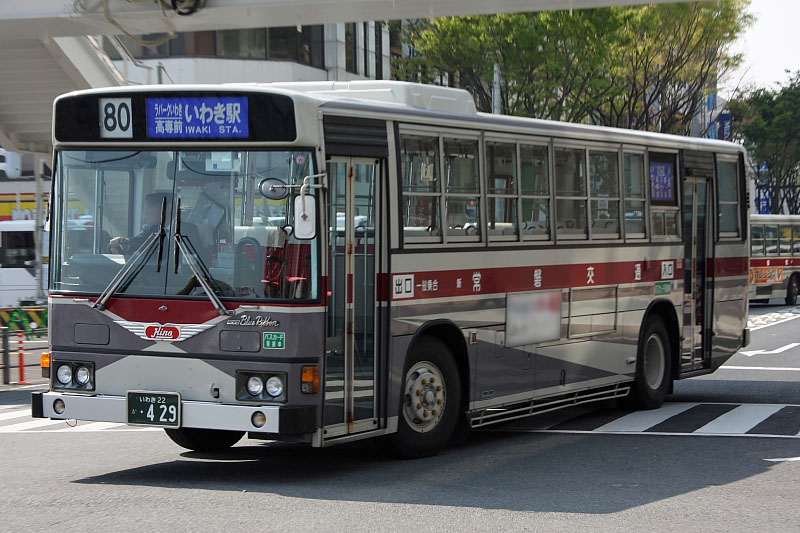
신조반 교통 U-HT2MMAA
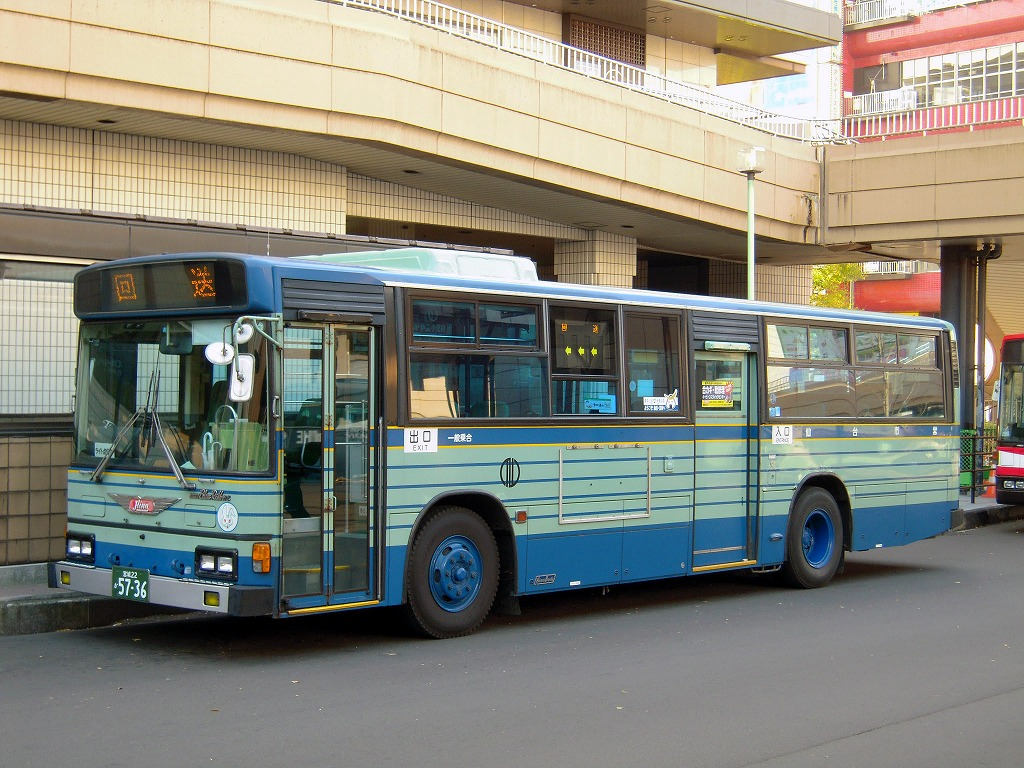
센다이 시 교통국 U-HU2MMAA
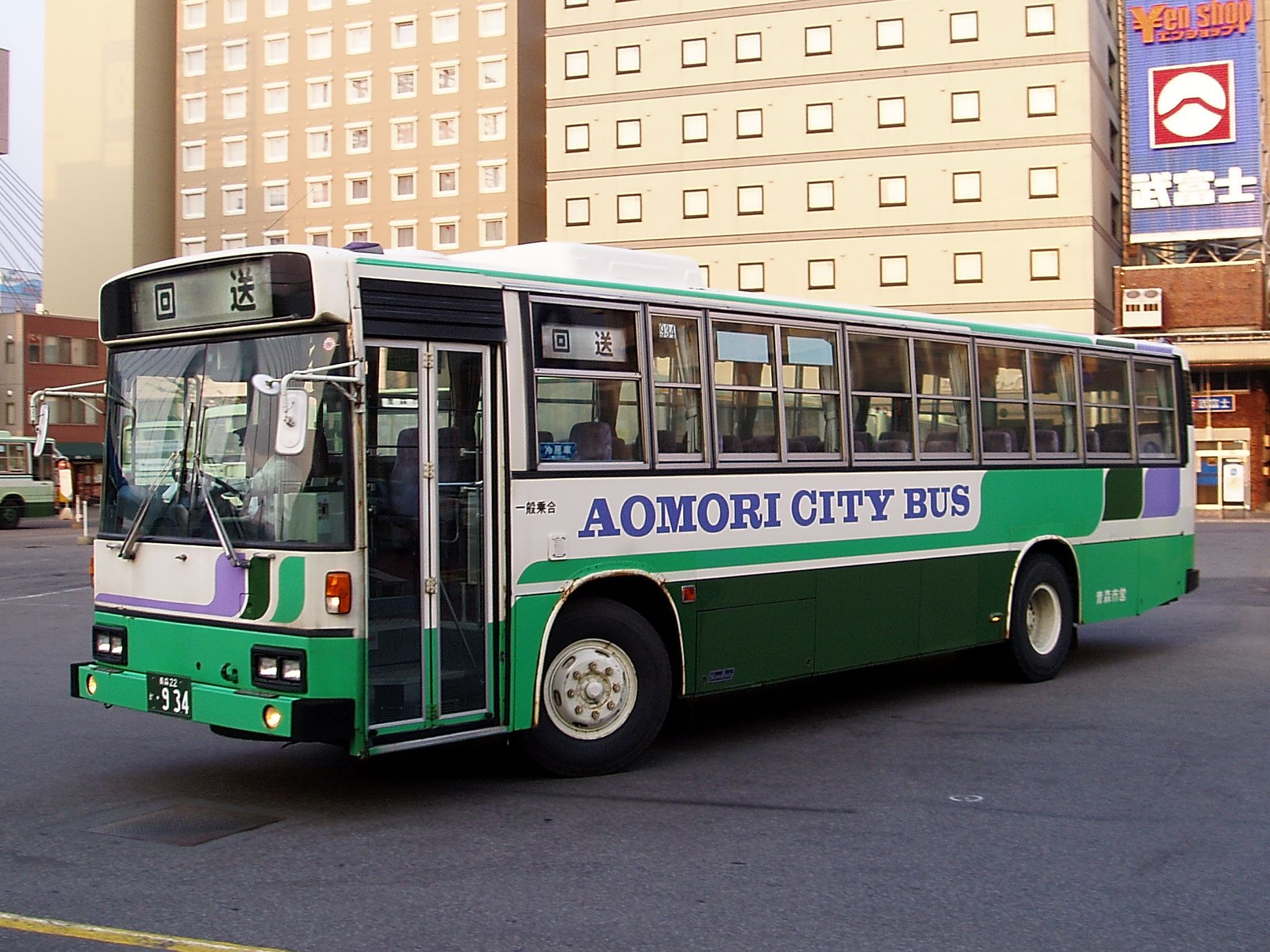
아오모리 시영 버스 U-HU3KMAA
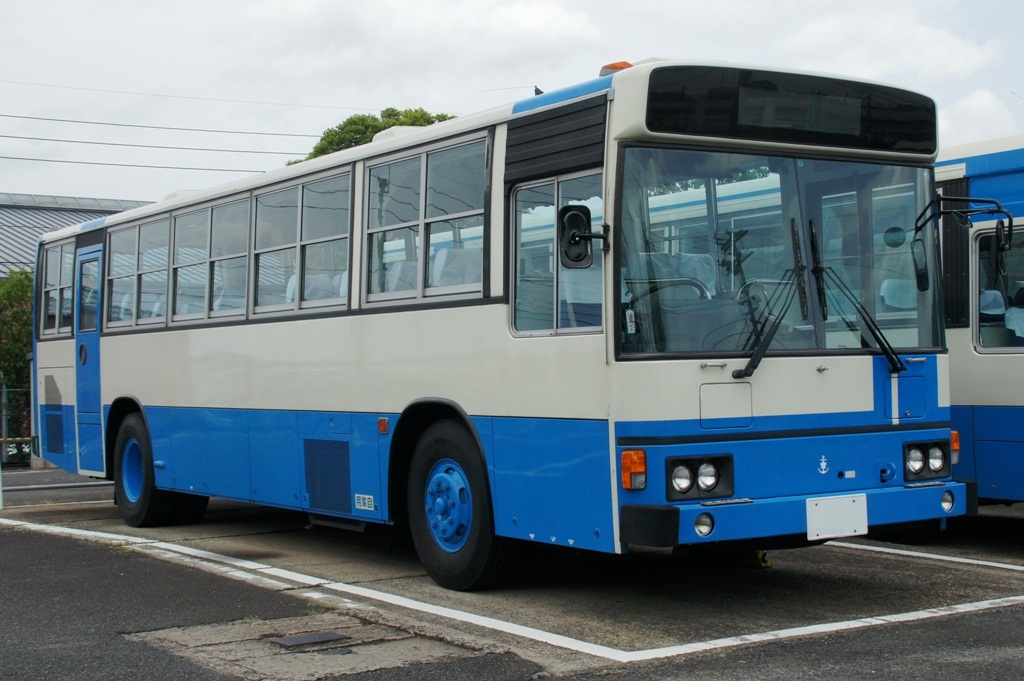
해상 자위대 U-HT2KPAA
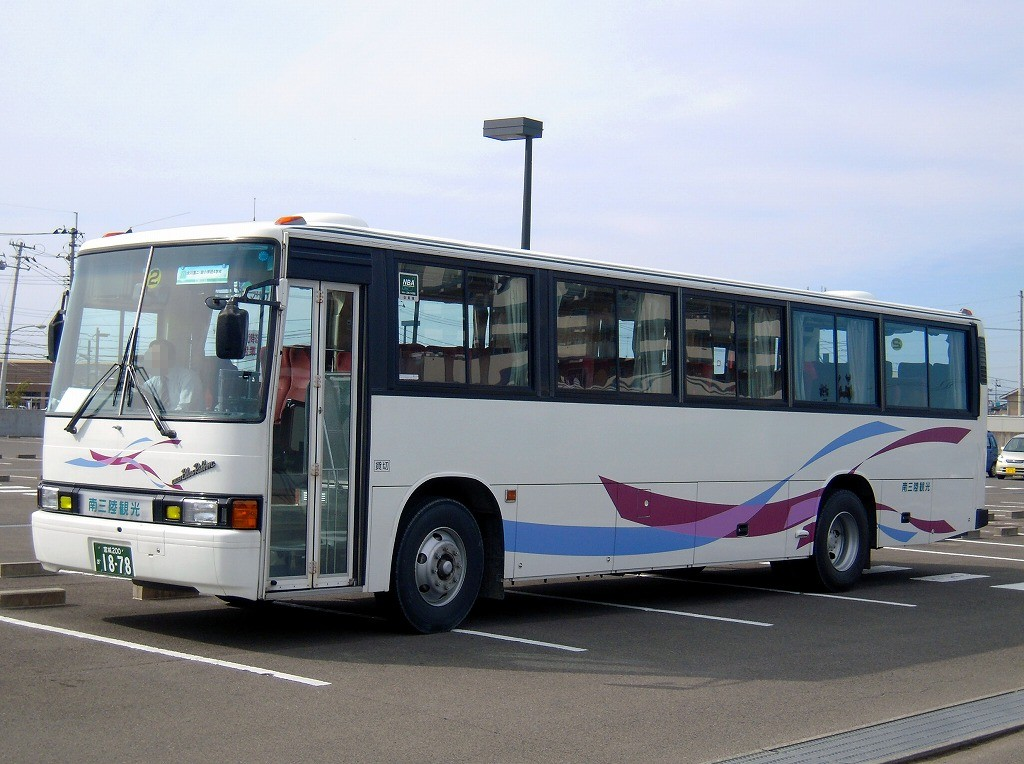
미나미산리쿠 관광 U-HU3KPAA 전문형 사양, RU6B계에 준한 맵시를 가장한 것
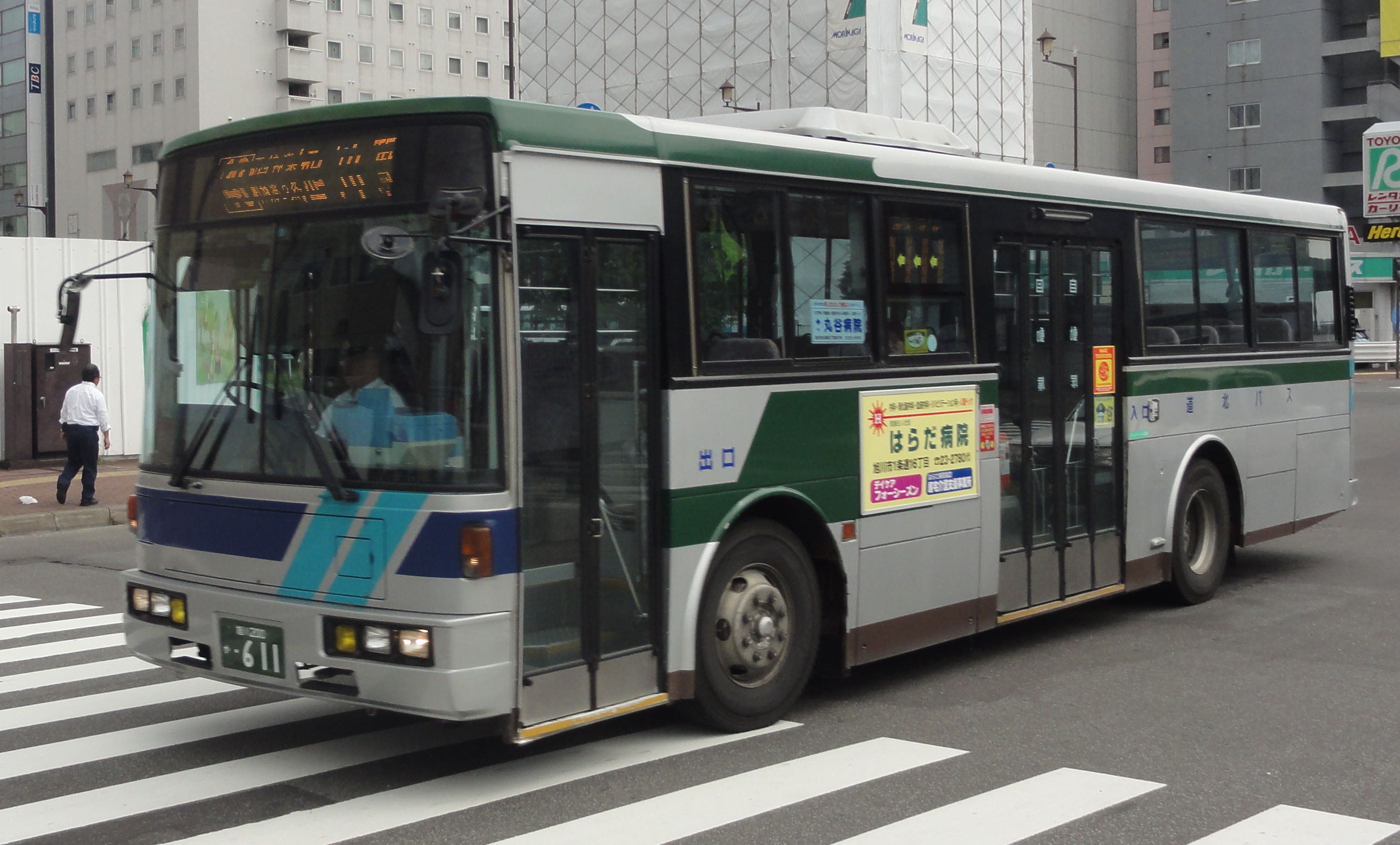
도호쿠 버스 U-HT2MMAA개 후지 중공업(7E) 가장 차

### KC-HT/HU2M, HT/HU3K계
1995년 배출 가스 규제에 적합한 KC-HT/HU계로 이행되었다. 전조등이 각형 4등으로 통일되었다.
1998년에 충격 흡수식 스티어링 휠이 탑재되었다. 그 이전의 모델에서는 히노 자동차의 회사 로고가 교체된 후라도 지금까지의 로고가 들어간 스티어링 휠이 계속되었다. 또 일부 세레가 초기 모델과 같은 디자인의 스티어링 휠이 채용된 차량도 있었다.
또 KC-차의 중간부터 관광형의 프론트 마스크는 블루 리본 관광형 RU60/63계 타입에서 세레가 형태로 변경되었다.

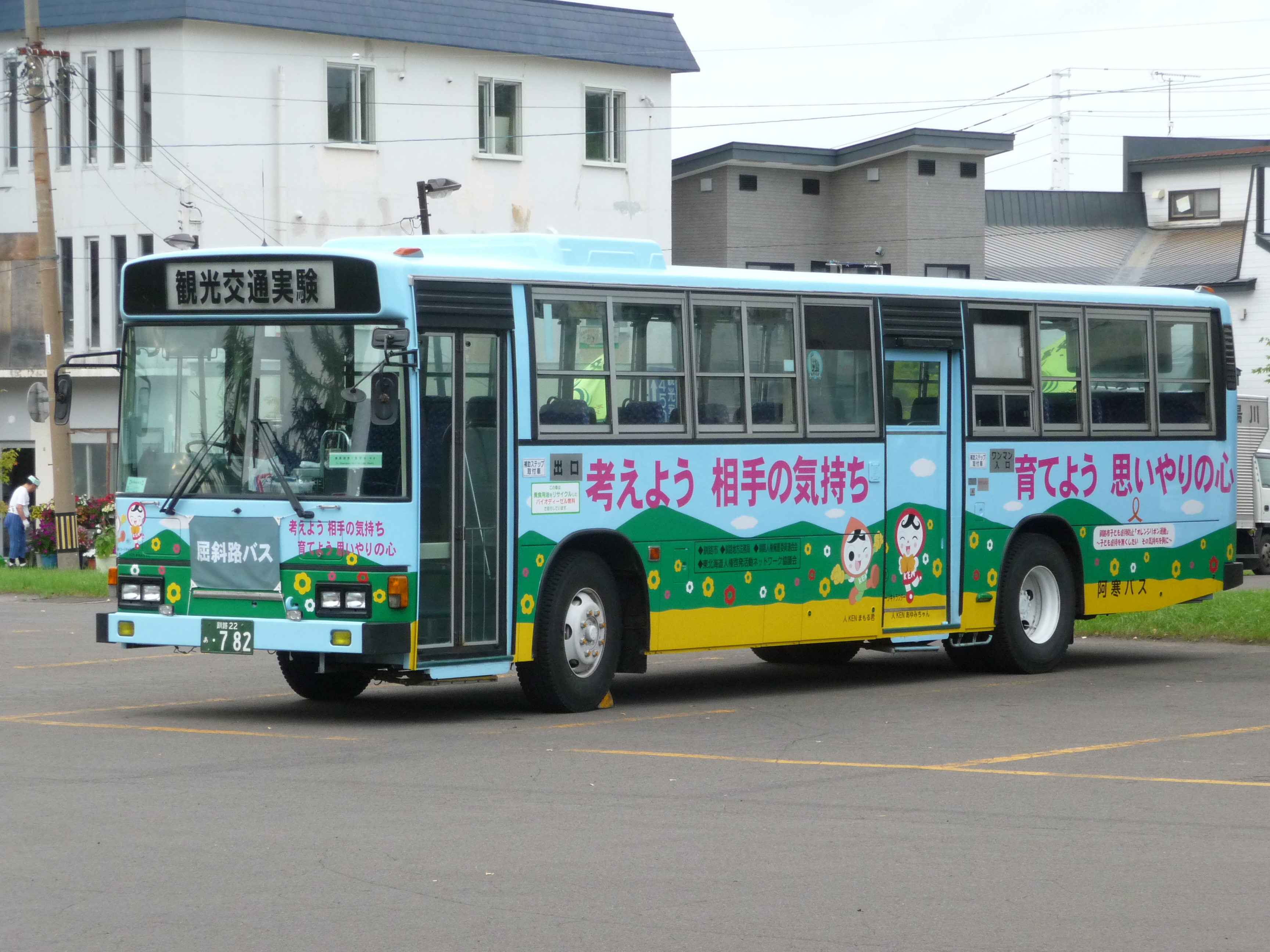
아칸 버스 KC-HU3KPCA
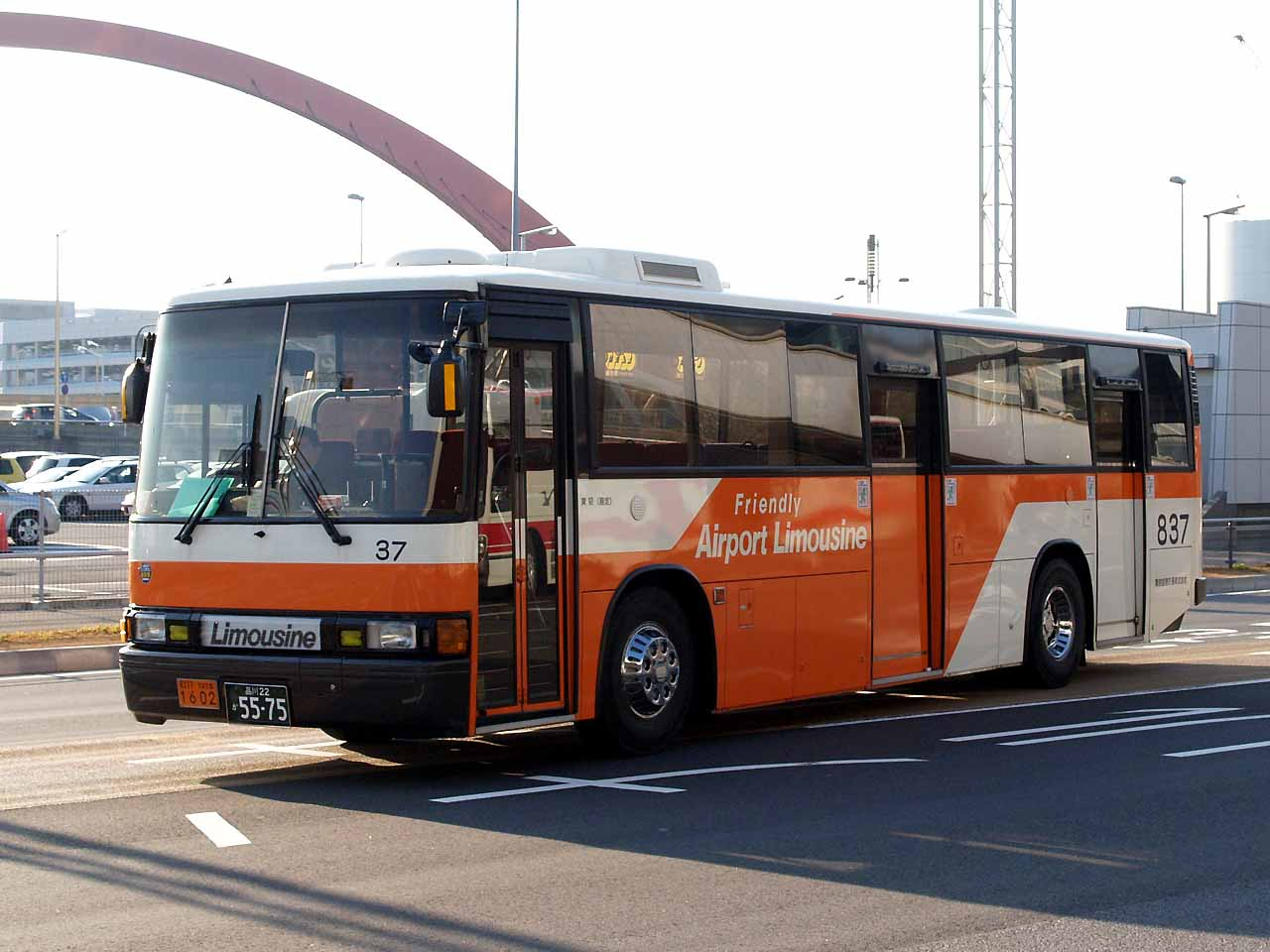
도쿄 공항 교통 KC-HU2MPCA 3도어, RU6B계에 준한 프론트 마스크를 채용
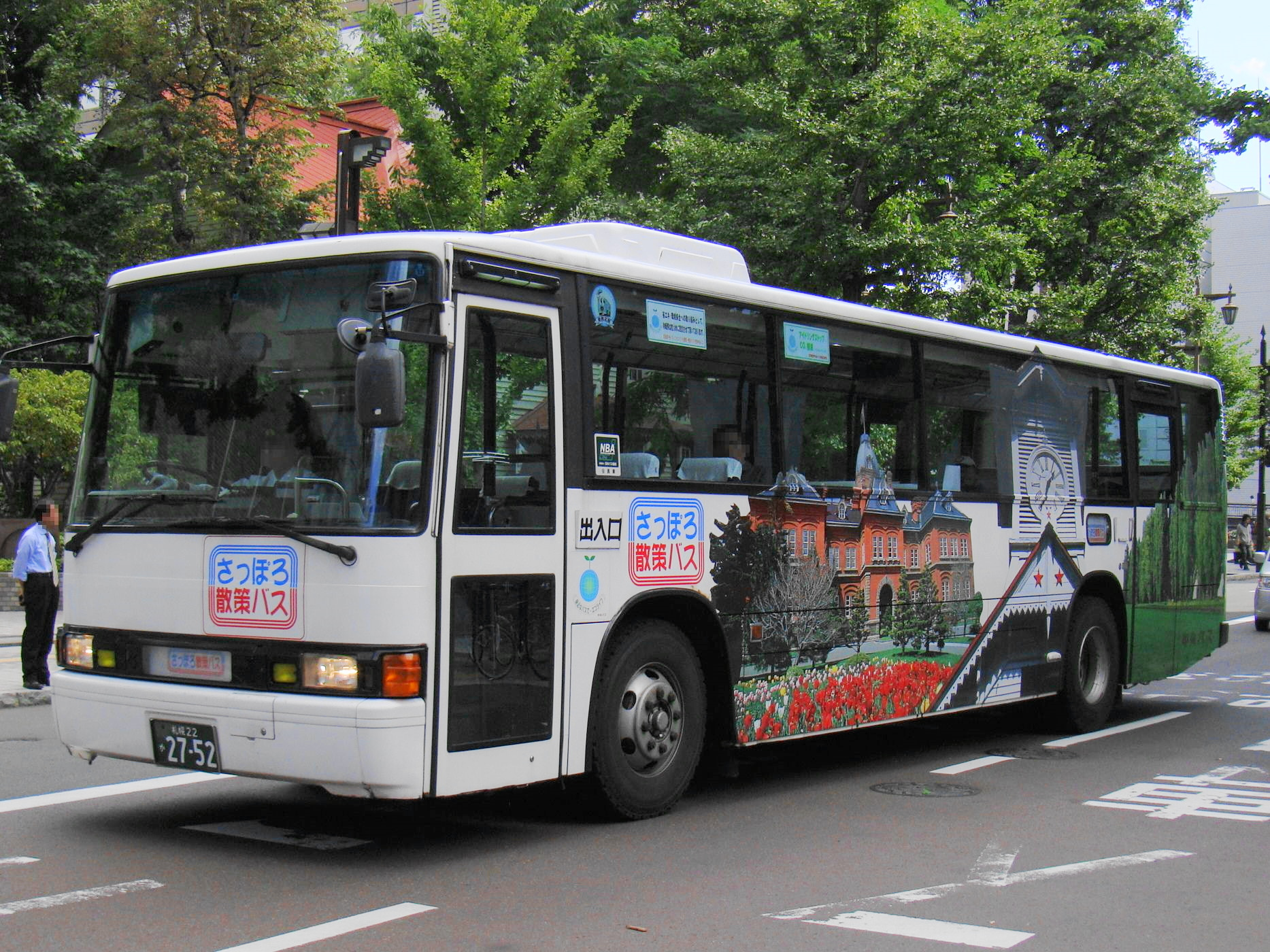
홋카이도 주오 버스 KC-HU3KPCA 2도어, 동일사양
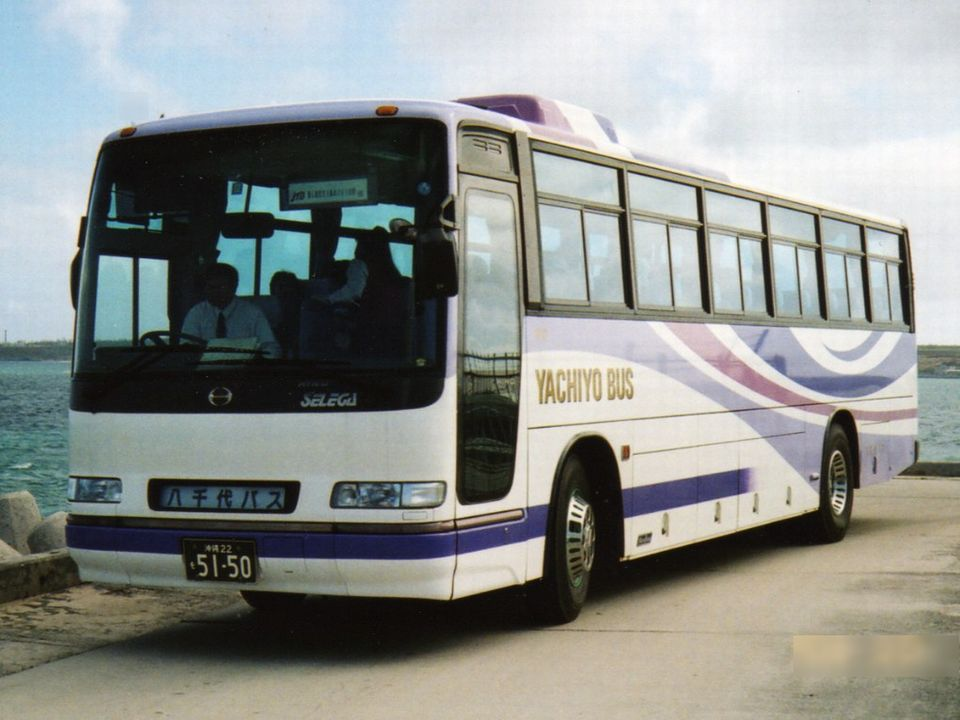
야치요 버스 KC-HU3KPCA 세레가에 준한 프론트 마스크를 채용

### 리프트장착 버스·게이큐형 원스텝 버스
1991년 도쿄 도 교통국용으로 처음 원스텝 초저상 차량이 조립 자동차로 등장한다. 후부까지 원스텝 저상으로 3도어가 최대의 특징이었다.
1992년에는 2도어화되면서 출입문에 휠체어 리프트가 설치되었다. 이른바 리프트 부가 초저상 버스라고 불리는 차량이다. 특별 주문의 비싼 가격 때문에 도쿄 도 경영 이외의 도입 사례는 오사카 시 교통국(전·후문 차량, 현재는 간토 자동차에 양도)와 구마모토 시 교통국 뿐이다. 1996년까지 생산되었다.
차체의 구조가 통상의 투스텝 버스와 크게 다르고 엔진을 오른쪽에 배치했다. 구동 계열의 동력 부분도 오른쪽에 배치되었고 공간이 없어진 라디에이터는 팬을 전동 2기로 하여 왼쪽으로 이전했다. 리어 서스펜션을 소형 벨로즈 4개의 와이드 에어 서스펜션으로 하고 드롭 액슬로 후부까지 저상에 대응하고 있다. 요쿠 엔진을 '직립한'이라고 하는데 이것은 잘못된 표현이며, 횡방향으로 배치된 형태이다. 조립 자동차(차) 취급을 위해 배기 가스 규제 기호가 부가되고 형식은 'HU2ML'이다.
덧붙여 1988년에 게이힌 급행 전철(현: 게이힌 급행 버스)용으로 도시형 저상차를 베이스로 한 전중문 간의 원스텝 버스를 개조차(차) 취급으로 납품했다. 이른바 게이큐형 원스텝 버스라고 불리는 차량이다. 당초는 개조 취급으로 형식 말미에 '개'라는 문구가 붙어 있었으나 1993년부터 정식 발매되었다(당초는 HT계열만이고 HU계는 1996년에 추가되면서 KC-HU2MLCS가 되었다).

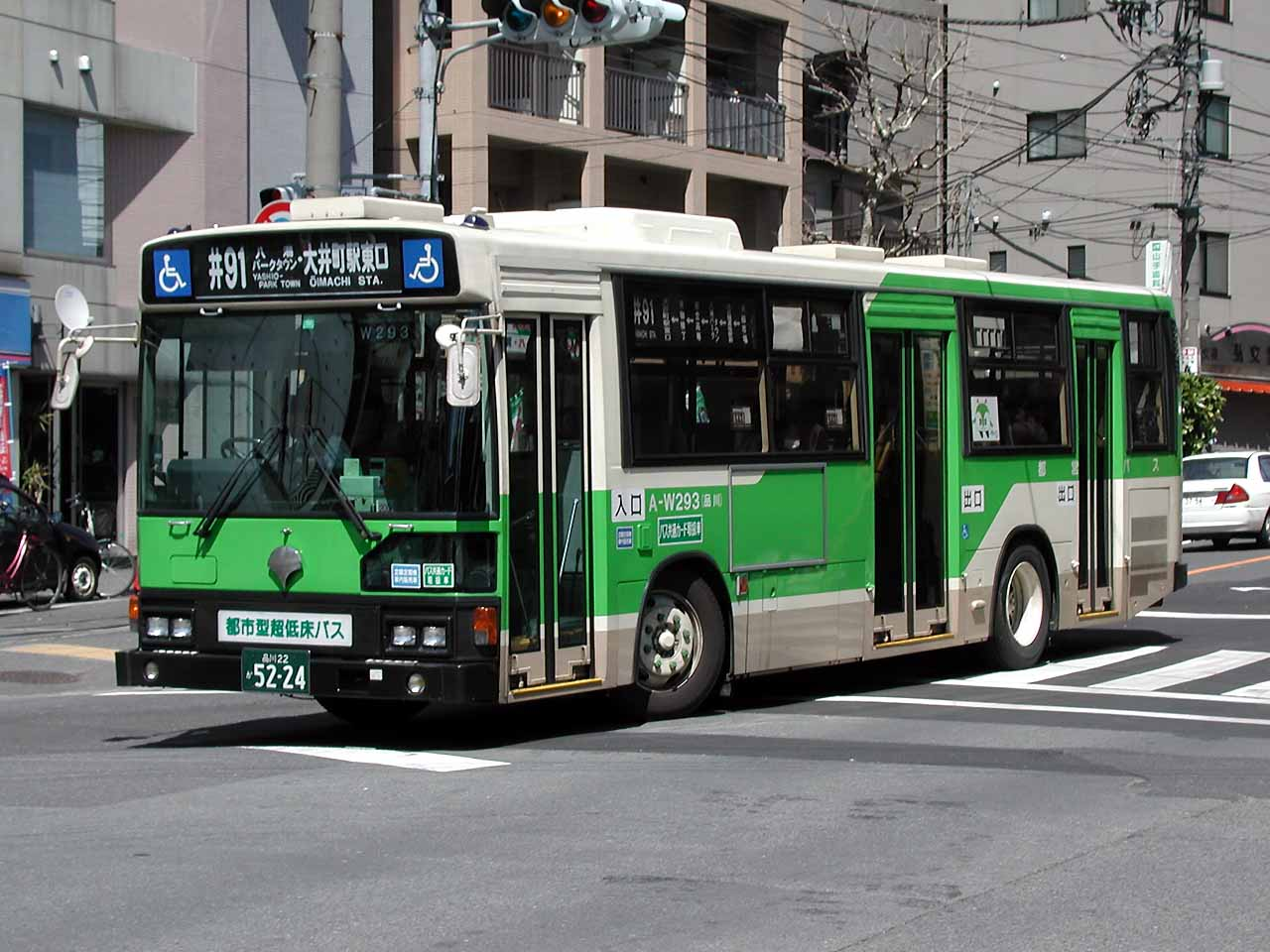
도쿄 도 교통국 리프트가 달린 버스 HU2ML
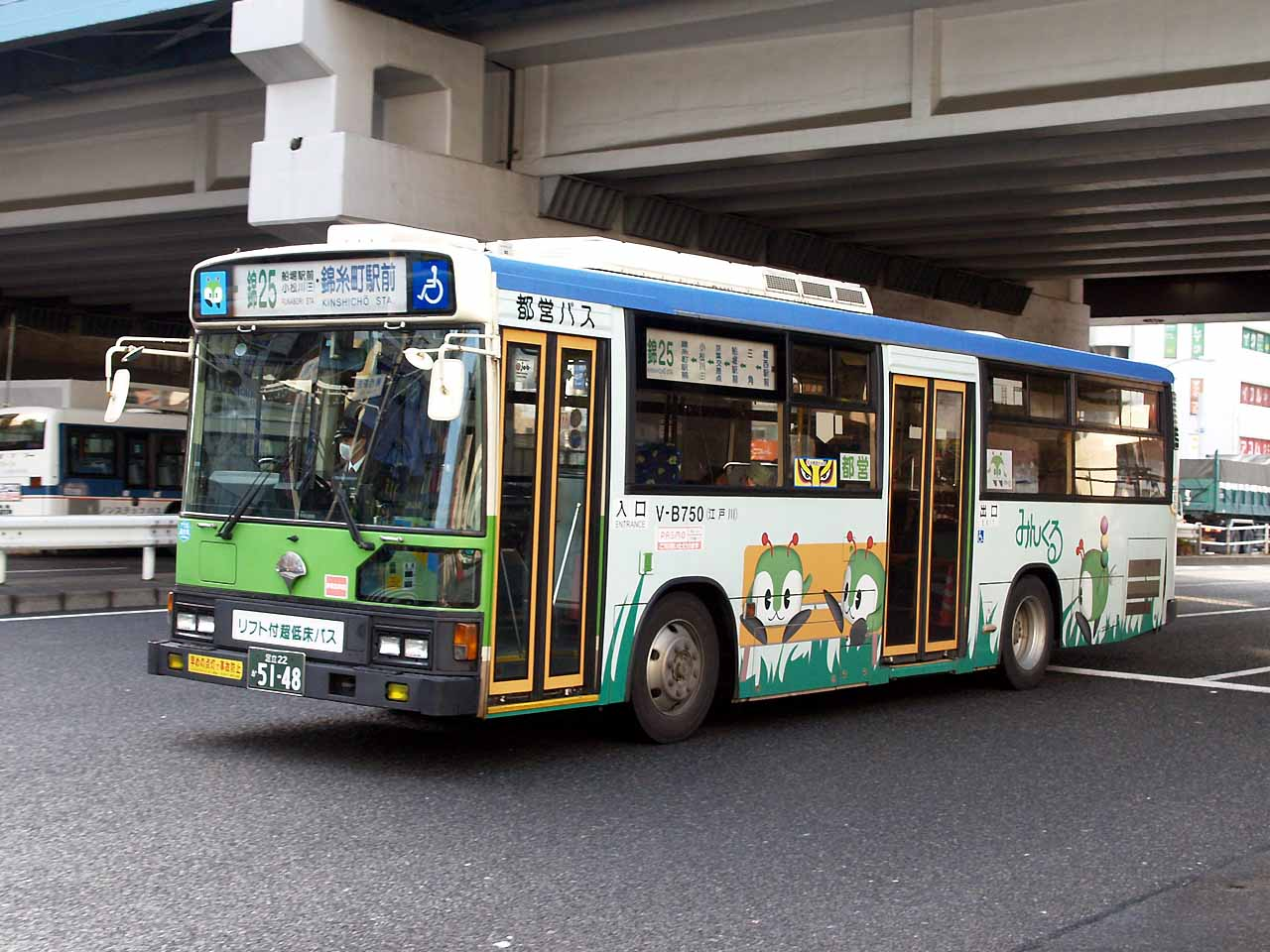
도쿄 도 교통국 리프트가 달린 버스 KC-HU2MLCS
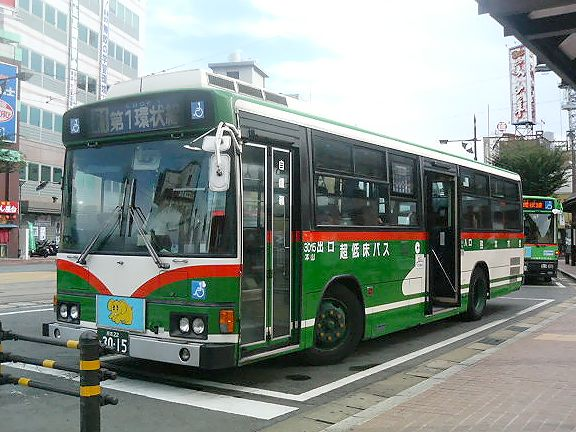
구마모토 시 교통국 리프트가 달린 버스 HU2ML

### 논스텝 버스(초저상 버스)
1997년 도쿄 모터쇼에 히노 자동차 첫 논스텝 버스가 출품된다. 당초는 조립식 자동차 취급으로 일부 사업자에게 판매되었다. 이 당시의 형식 이름은 HU2PM/HU2PP(규제 기호 없음). 그 뒤 1998년 10월에 배기 가스 규제에 적합한 정식 형식 증명을 취득하여 발매되었다.
차체 구조는 전년에 등장한 닛산 디젤 UA 논스텝에 가까운 엔진을 최후부 수직 가로 배치의 리어 오버항 부분을 단축하고 휠 베이스(축간 거리)를 미는 방식으로 휠 베이스 간의 논스텝 영역을 확대하고 있지만 그 영향으로 중간문 뒤는 3열 13석밖에 배치하지 못하고 앞뒤의 간격을 좁혀 4줄로 하지도 못하는 설계가 되어 다른 논스텝 버스에 비하면 별로 보급되지 않았다. 형식은 KC-HU2PMCE가 길이 10.52m(휠 베이스 5.11m), KC-HU2PPCE가 길이 10.98m(휠 베이스 5.57m)이다. 엔진은 해당 모델까지 트럭 전용인 P11C-TI(250ps)을 탑재하고, 트랜스미션은 ZF제 자동 트랜스미션 'ECOMAT'를 채용하고 있다. 덧붙여 선행 판매된 형식은 측면 후부의 비상구창 주위(오른쪽)와 냉각수 급수구 주위(왼쪽)가 수지산 부품으로 블랙 아웃되어 있지 않다는 점에서 식별할 수 있다.
또한 차체 후부에 출입문을 마련한 3도어 사양도 존재하고 있어 고베 시 버스와 난카이 버스에 도입되었다.

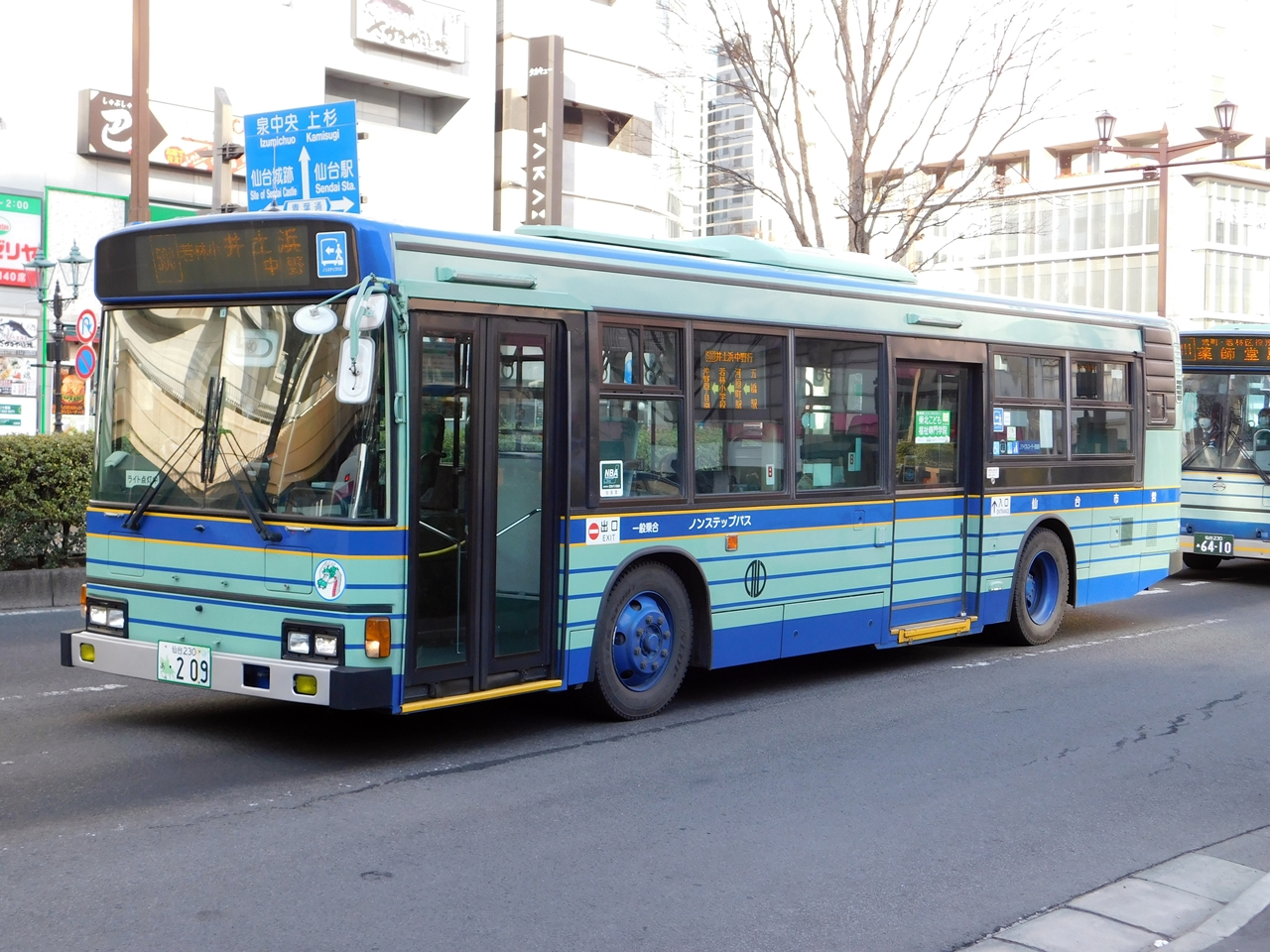
논스텝 차 센다이 시 교통국 KC-HU2PMCE
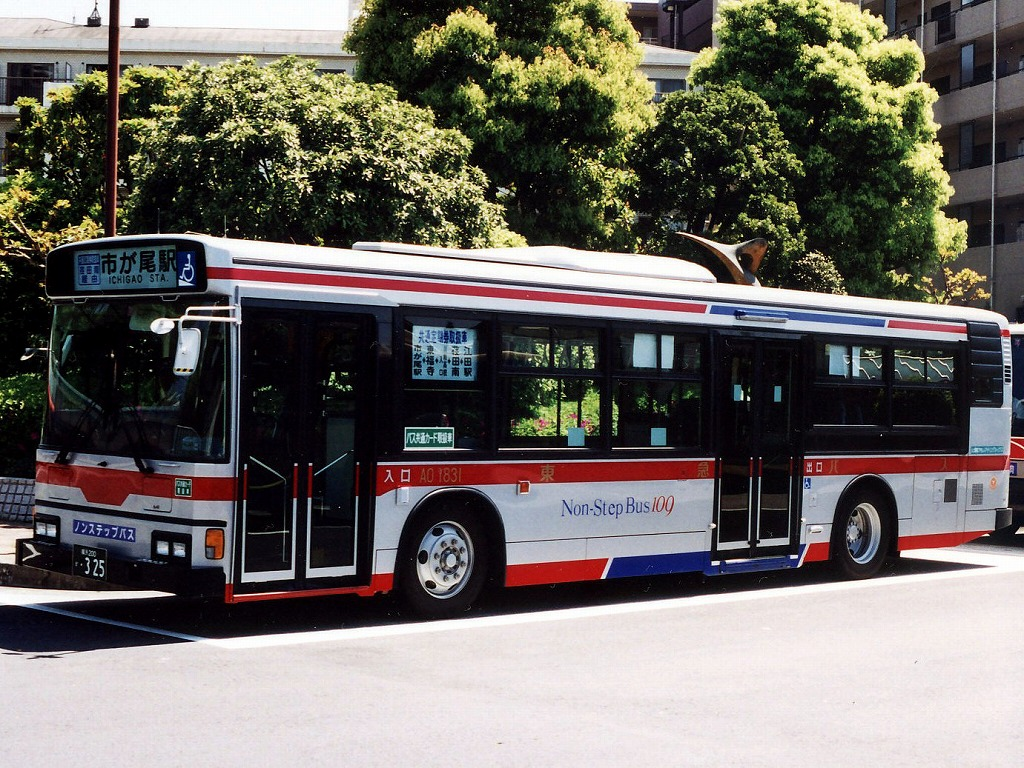
논스텝 차 도큐 버스 KC-HU2PPCE
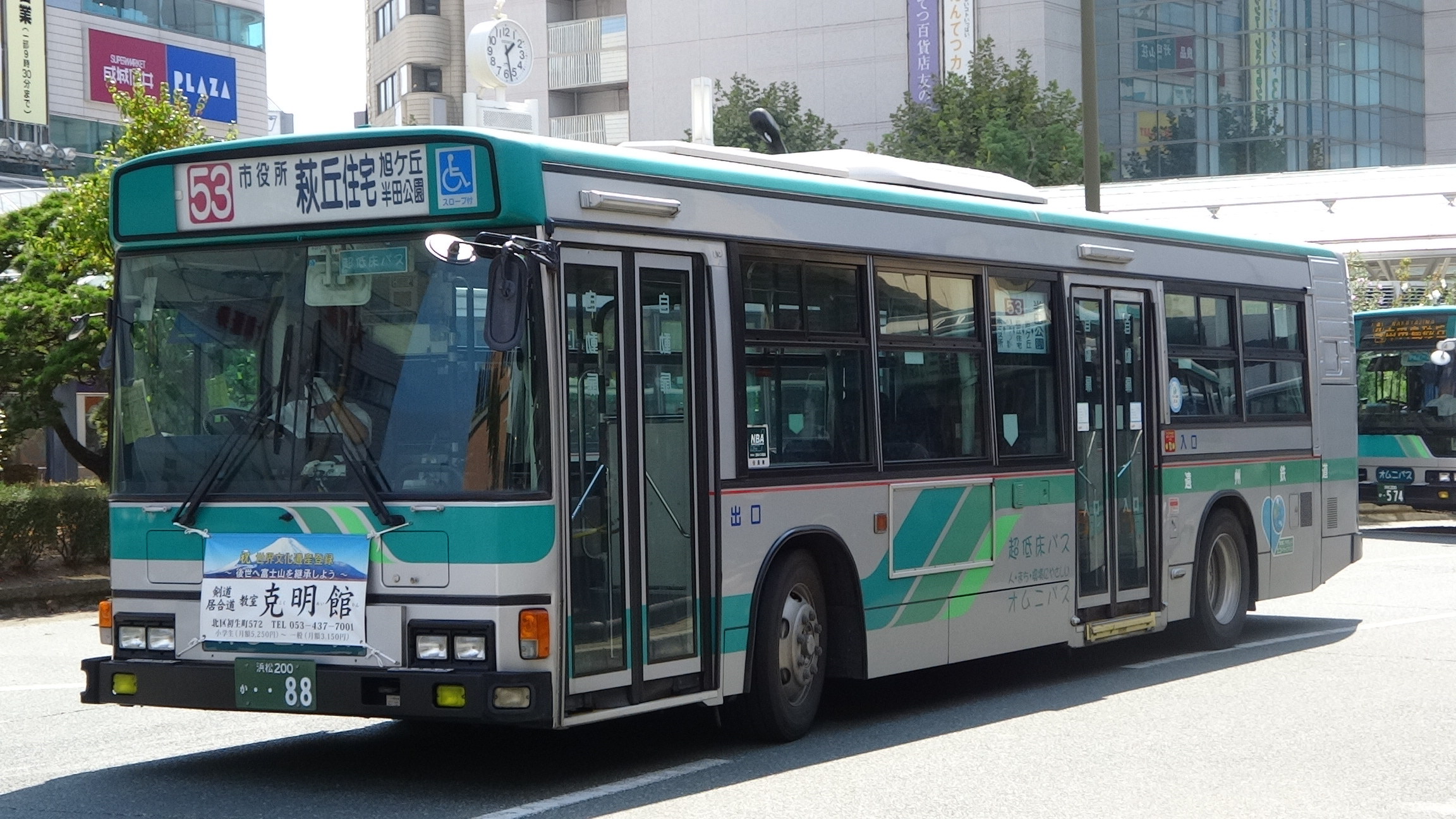
논스텝 차 후부 은빛 외관(2000년) 엔테쓰 버스 KC-HU2PPCE

#### CNG 논스텝 버스
이 논스텝 버스에서 처음 설정된 CNG 차량(KC-HU2PMCE 개)는 도쿄 도 교통국에 1대만 도입되었다(국번 N-F463→ S-F463). 변속기는 ZF ECOMAT 자동변속기를 사용했다. 2000년 3월 기타 영업소에 신조 배치되어 2011년 2월에 후카가와 영업소에 전적했다가 2012년 12월에 차적에서 소멸했다.

### HIMR
1991년에 본격적인 전기 디젤 하이브리드 버스로 HIMR(하이엠알)이 시험 제작되었다. 공공교통 등에서 시험 운행이 실시되어 1994년부터 정식 발매되었다. 엔진은 통상의 HT/HU2M계열과 같은 M10U형을 이용하고 있었다. 초기 개조 취급을 위해 'U-HT2MLA계'에 형식 말미에 '개'의 문자가 들어가 형식 지정을 받은 뒤로는 U-HT2MLAH가 되었다.
1995년에 HIMR는 1995년 배출 가스 규제 대응에 맞출 제2세대로 이행하며 중형용 엔진을 이용한 버스로 변경되었다. 종래의 대형차와 공통인 M10U형 엔진에서 중형차용 J08C형(240ps)에 과급기를 설치하여 사용하고 있다. 그래서 엔진은 수직 실린더형인 형식으로 KC-RU1JLCH(휠 베이스 4.8m)/RU1JMCH(동일 5.2m)/RU1JPCH(동일 5.67m. 아시카가 공업 대학의 스쿨 버스용으로 1999년에 1대만 납입)가 되었다.
덧붙여 간토 버스에선 전국에서 유일하게 후지 중공업 7E의 차체를 가장한 HIMR을 2대 보유하고 있었다(2008년 7월까지 재적, 1대가 이와테 현 교통에 이적 후 2010년 12월 폐차). 또한 한큐 버스는 전국에서 유일하게 HIMR에 서일본 차체 공업제 차체(58MC 및 96MC)를 가장하고 있다.
사용된 변속기는 전기공압식 5단 수동변속기이다.

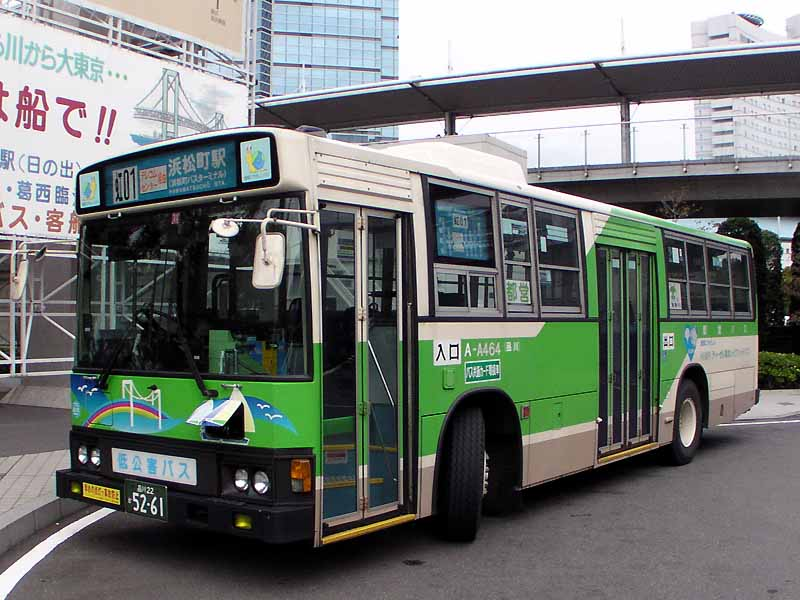
도쿄 도 교통국 HIMR U-HT2MLAH
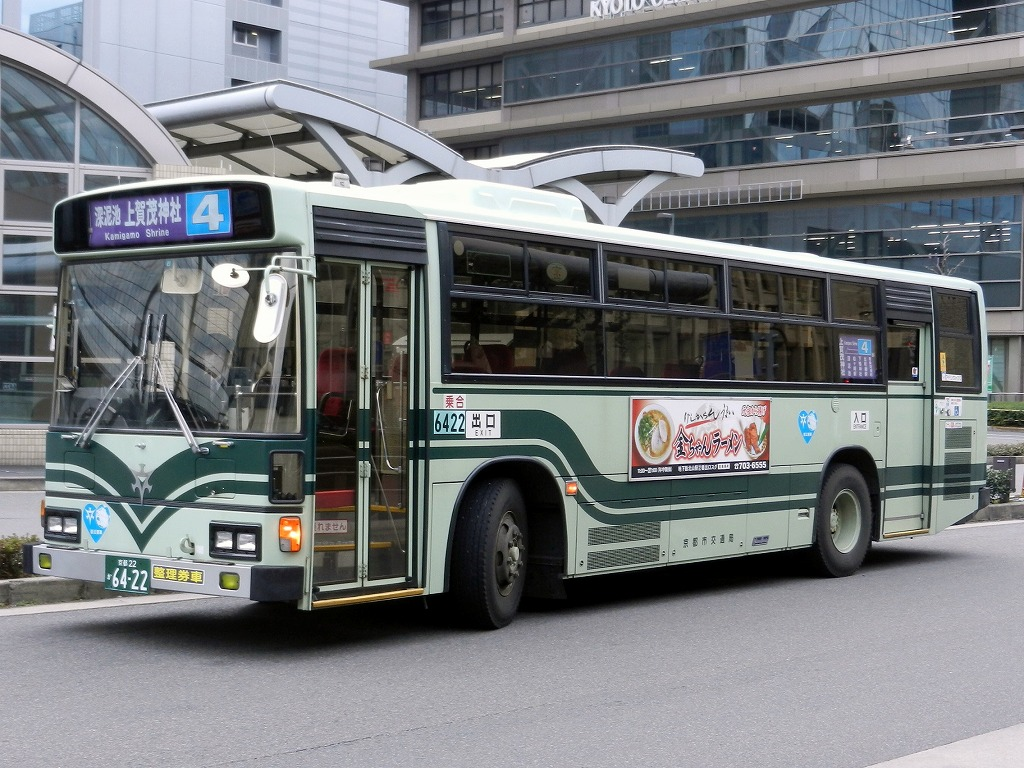
교토 시 교통국 HIMR KC-RU1JLCH
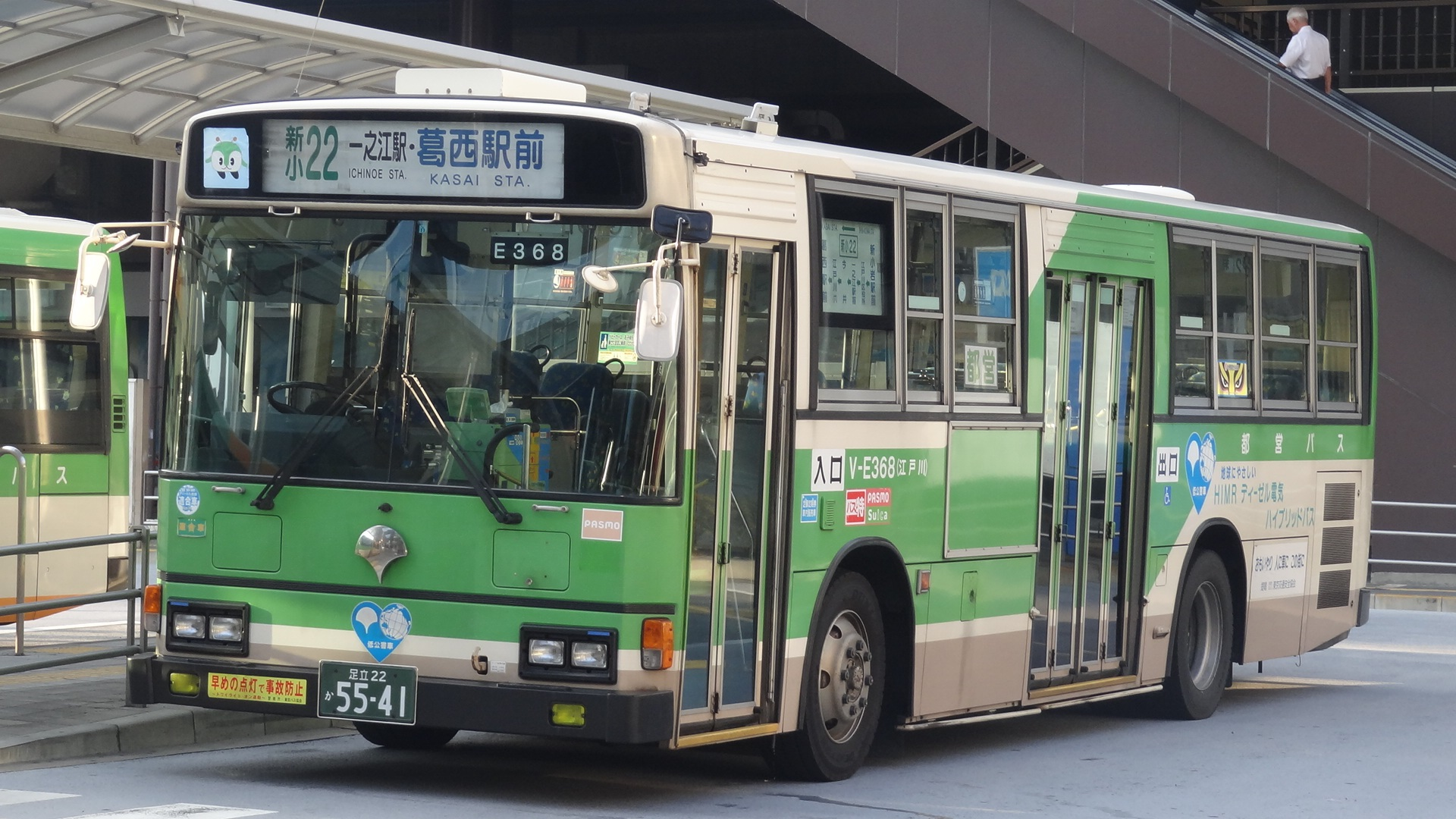
도쿄 도 교통국 HIMR KC-RU1JLCH 덴소 빌트인 에어컨 탑재 차
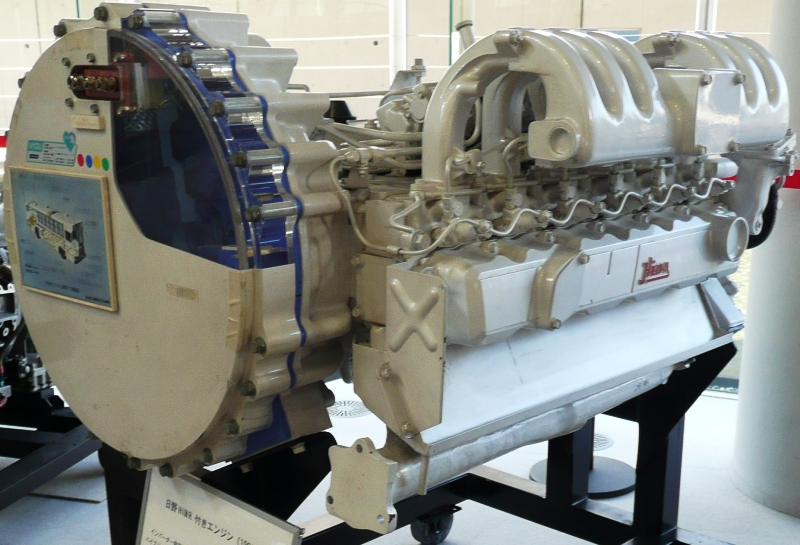
HIMR.M10U형 엔진

### 9m 대형버스
블루 리본 시리즈의 길이 9m, 차체 폭 2.5m의 9m 대형 버스는 1984년에 RD계의 후계로 RK계(형식: P-RK172AA)가 등장했다. RK계열은 중형차 레인보우 RJ계열의 섀시(바퀴와 서스펜션 등)을 넓혀 사용하여 9m 대형 버스보다는 2.5m 폭 중형 버스라는 것이 올바른 표현이었다. RU17계 등장 이후에도 1990년까지 설정되었다. 엔진은 중형차용 H07C형(175ps)을 이용하고 있다.
1986년에 RT/RU17계(형식: P-RT174AA/P-RU174AA)가 등장했다. 섀시는 통상 대형차의 섀시를 사용하고, 엔진은 RK계열과 같은 중형차용 H07C형(180ps)을 이용하고 있다. RT/RU17계는 989년 배출 가스 규제(U-)에 맞춰 1990년에 RU3H계(형식: U-RU3HJAA)로 변경되었다. 리프 서스의 설정이 없어지면서 에어 서스만의 설정이 되었다. 엔진은 중형차와 공통의 H07D형(195ps)을 이용하고 있다.
또한 RU3H계는 1995년에 1994년 배기 가스 규제에 맞추어 RU1J계(형식: KC-RU1JJCA)로 변경되었다. 엔진은 배기 가스 규제에 적합한 J08C〈j-ii〉형(215ps)으로 변경되었다. 이 세대에 만들어진 RU1J계열이며 1996년 가을에 홋카이도 주오 버스에 납품된 차량에는 후지 중공업제 노선용 바디(17E계열)을 가장한 차량이 1대만 존재하고 있다.
2000년의 2000년 배기 가스 규제 대응시에는 대형차에 어울리는 외관의 변경으로 블루 리본 시티의 차체 디자인이 되었다. 형식은 KL-HU1JJEA로 엔진은 그대로 J08C형이 탑재된 수직 배치에도 불구하고 HU가 되었다. 투스텝 차량만의 설정으로 교통 배리어 프리법에 대한 부적합으로 생산은 이루어지지 않고 자가용도 포함하여 2002년에 생산이 중단되었다. 노선용 차량의 차량도 홋카이도 주오 버스가 수십 여대 도입한 정도이다.

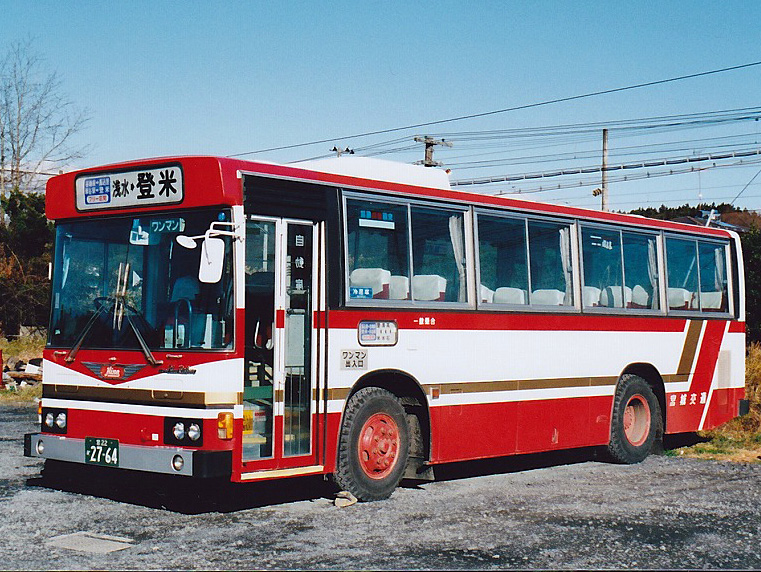
미야기 교통 (전문형 사양) P-RU174AA
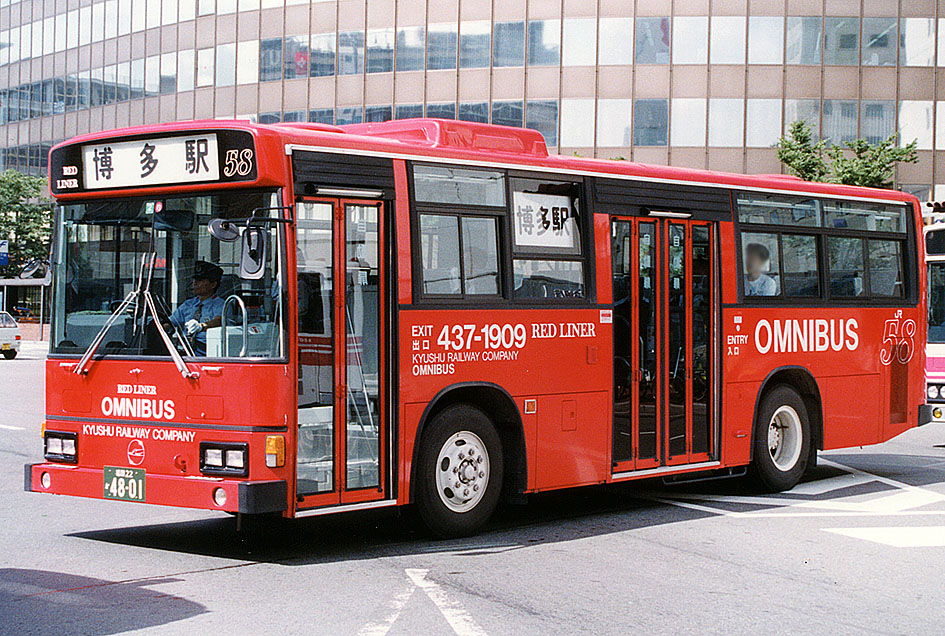
큐슈 여객 철도(당시) U-RU3HJAA
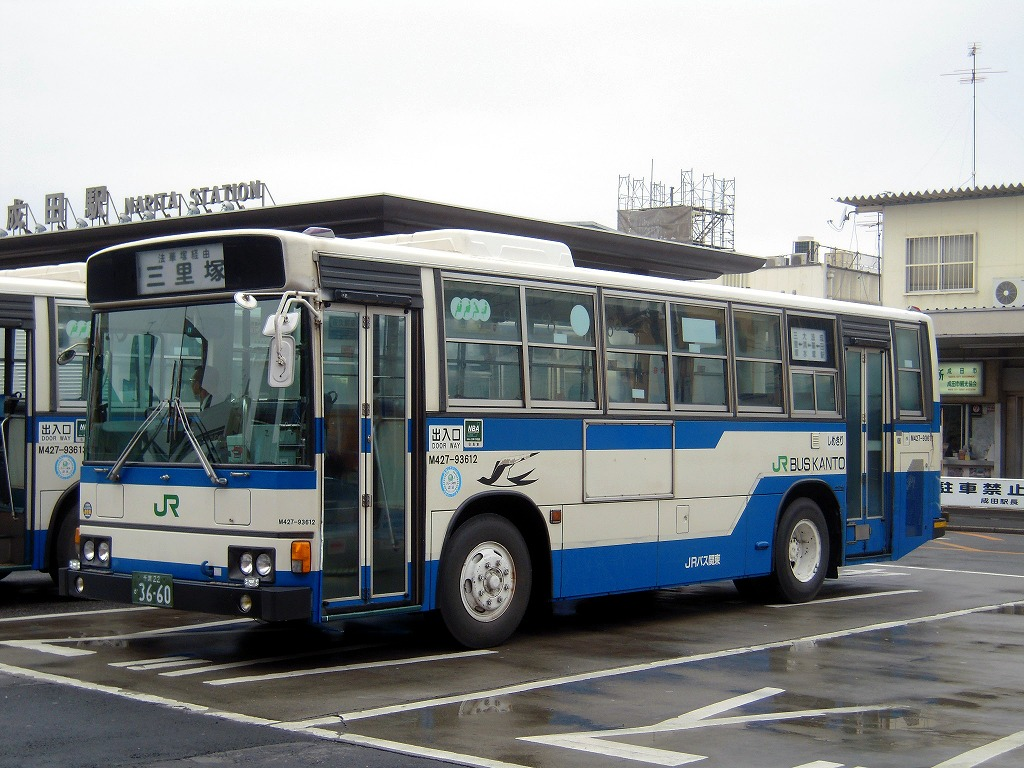
JR 버스 간토 U-RU3HJAA
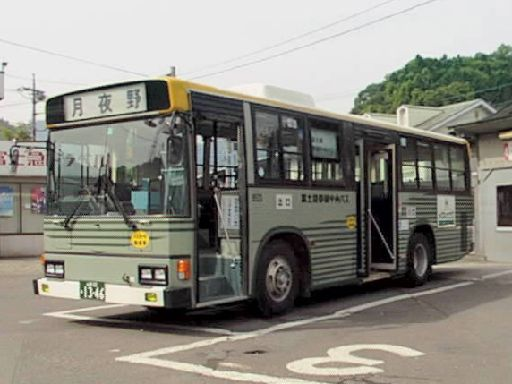
후지큐 야마나시 버스 (리프트 버스 사양) KC-RU1JJCA

## 블루 리본 시티
블루 리본 시티(Blue Ribbon City)는 2000년 6월에 블루 리본 HT/HU2M계와 HT/HU3K계에 2000년 배기가스 규제에 적합한 1985년에 이은 두번째 큰 마이너 체인지를 하는 형태로 등장했다. 버스 동호인 등에서는 정식 명칭을 생략하고 BRC나 블루시치 등으로 불리고 있다. 여기에서는 어느 모델에도 공통된 사항 및 초기 노선 버스라 해도 극소수 제조된 투스텝 모델에 대해서만 말하고 논스텝 모델(초저상)·원스텝 모델(중저상)에 대해서는 대형 논스텝 버스·원스텝 버스에서 설명한다.
차종은 도시형 버스로서는 논스텝 버스와 원스텝 버스가 설정되어 있다. 투스텝 버스는 나고야 가이드웨이 버스, 지바 플라워 버스, 한신 전철(한신의 차량은 사카바네, 전후문), 난고쿠 교통 등 전용으로 초기 노선 버스로서 제조되었지만 2002년 이후에는 자가용 및 고속용으로만 납품되고 있다. 덧붙여 나고야 가이드 웨이 버스는 리프트 차량도 도입했다.
HT/HU2M계에서의 모델 체인지 내용은 전면 형상 및 엔진의 변경이다.
차체 전면 하부의 출입문 쪽으로 지금까지 옵션 취급한 작은 창(시야 확대 창·세이프티 윈도)이 표준 탑재되어 지금까지의 직선적인 형상에서 세레가 R을 연상시키는 곡선이 많은 형상으로 되면서 범퍼와 헤드 라이트가 일체화되어 외부 출입문 코크가 번호판의 뒤에 설치되어 있다. 전면 하부 이외의 변화는 HT/HU2M계열에서는 거의 이루어지지 않았다.

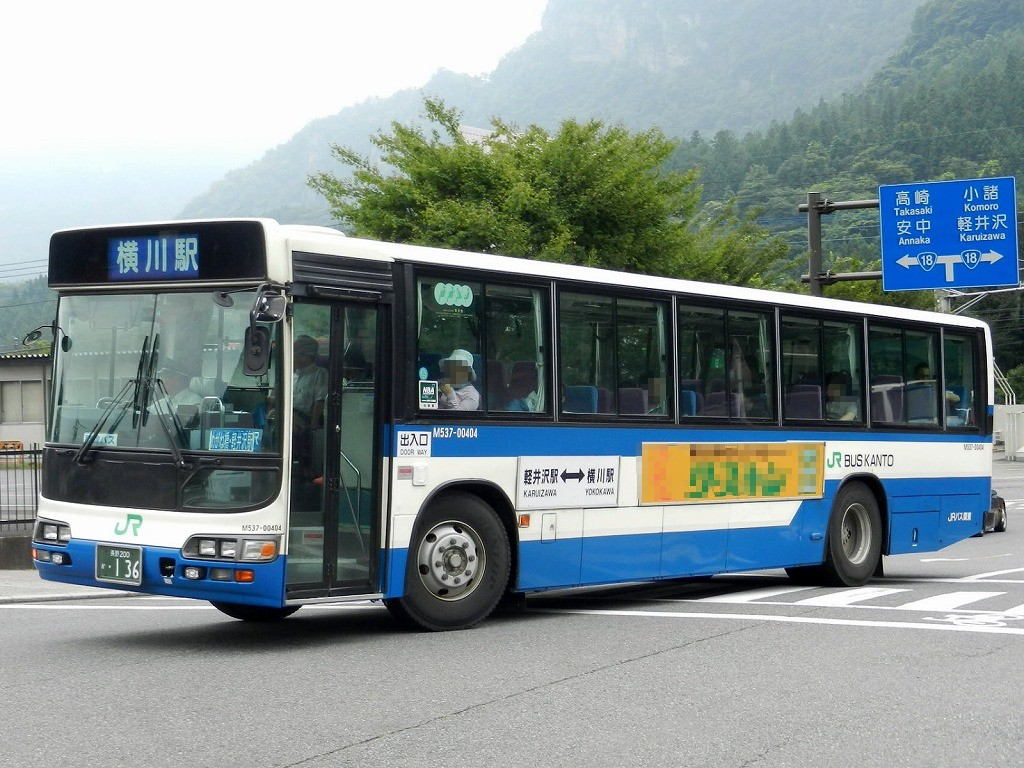
투스텝(전기형 전문형) JR버스 간토 KL-HU2PREA
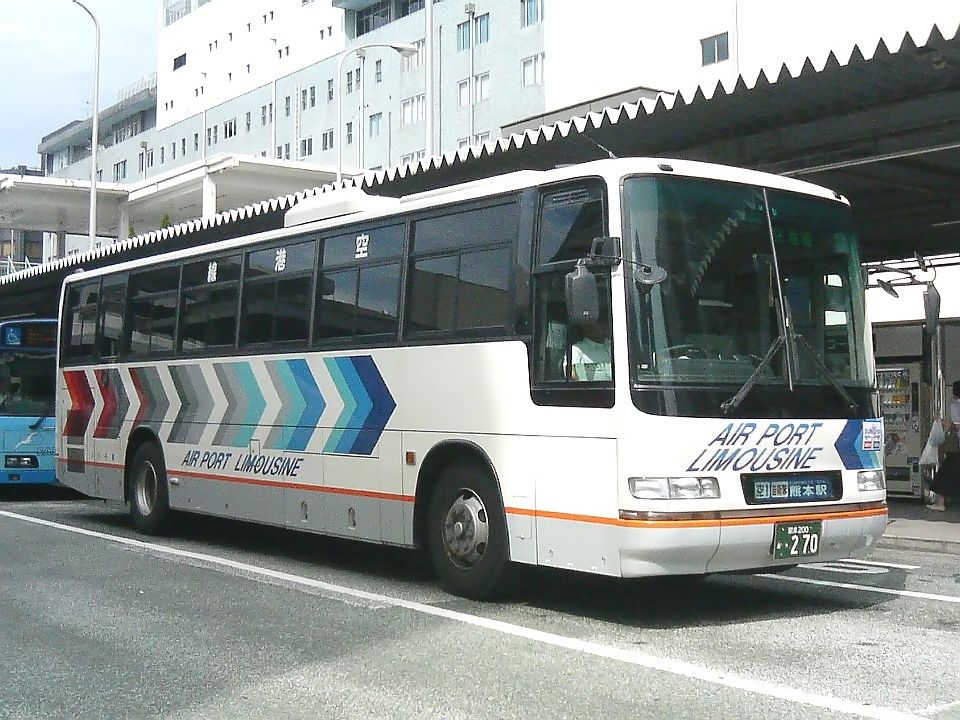
투스텝(세레가에 준한 차체를 채용) 큐슈 산쿄 버스 KL-HU2PREA

### 블루 논스텝 버스
블루 리본 논스텝의 등장으로부터 2년여 지난 2000년에 배기 가스 규제에 맞춘 개량이 이루어졌다. 등장으로부터 2년을 위해 구동 시스템 등의 구조면에서 큰 변경은 실시되지 않고 차체의 일부 개량에 그쳤으며 다른 블루 리본의 원스텝 버스 모델 등과 공통으로 전면 하부의 변경, 세이프티 윈도우 표준 탑재였다. 형식은 KL-HU2PMEE가 휠 베이스 5.11m, KL-HU2PPEE가 휠 베이스 5.57m로 엔진은 배기 가스 규제 대응 이외는 전 모델에서 변화 없이 P11C-TI〈 pt-i〉(250PS)을 차체의 최후부에 수직 횡방향으로 탑재하고 있다. 덧붙여 트랜스미션도 변경이 이루어지지 않고 ZF제 자동 트랜스미션 'ECOMAT'의 채용 외에 측면 후방의 비상구창 주위와 냉각수 급수구 주위도 계속 수지제 부품에서 블랙 아웃되어 있다.
연료전지 차량 'FCHV-BUS'는 2005년 일본 국제 박람회 협회 IMTS-00계 동차의 베이스 차량이기도 하다.

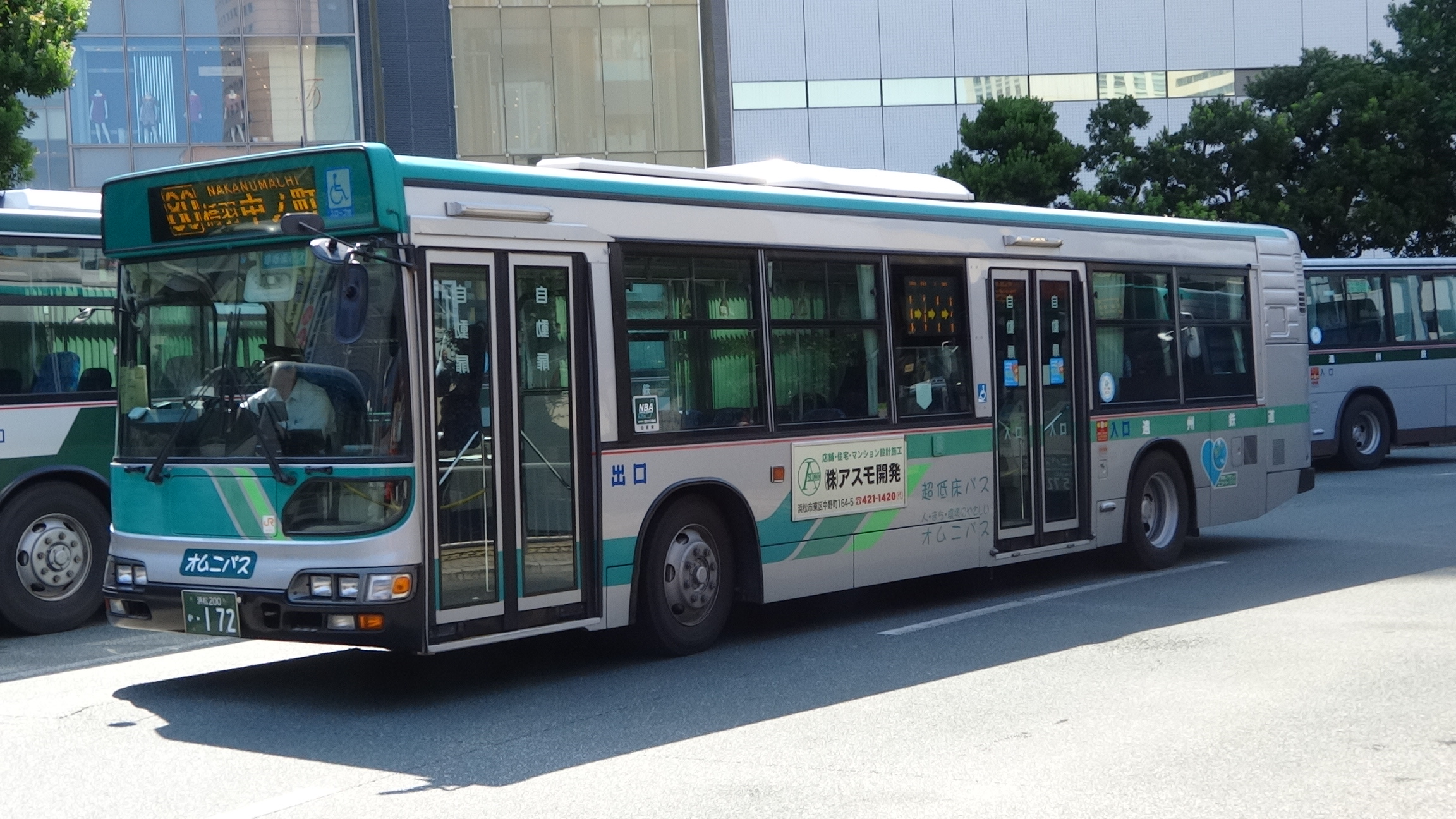
논스텝 후부 실버 아웃사(2001년) 엔테쓰 버스 KL-HU2PPEE
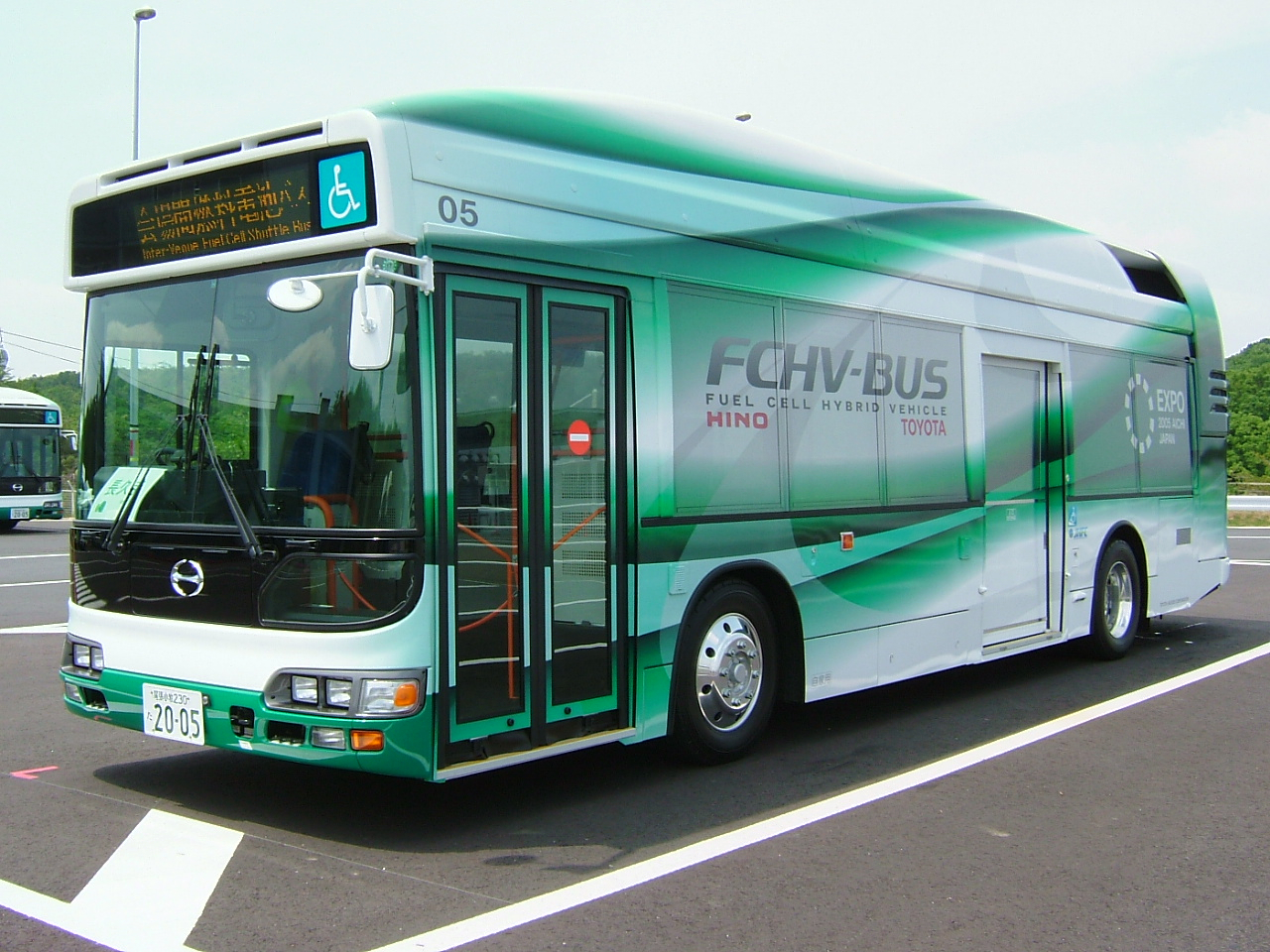
FCHV 연료 전지 버스 (2005년 세계 박람회 사양)

### 원스텝 버스
엔진은 기존의 M10U형과 K13U형이 배기 가스 규제에 대응할 수 없도록 한 기존 논스텝 버스에 사용된 P11C형이 수직 세로형 배치로 탑재되고 있다. P11C-TI〈PT-I〉형은 배기량 10.5L, 출력 250ps의 과급기 엔진이다.
엔진이 수직으로 탑재되어 차체 후부에 데드 스페이스가 발생하고 있지만, 엔진의 소형화에 의해 차내에 엔진 공간은 크지 않다. 히노 자동차로서는 저상화가 진행되었기 때문에 수평식의 리어 언더 플로어 엔진의 장점이 희미해진 관계로 수직식 엔진이 RT/RU계 이후 오랜만에 노선 버스로 채용되었다.
덧붙여 HT/HU3K계에 대응하는 고출력 엔진으로 하여 충전 압력을 변경한 최고 출력 300ps의 P11C-TI〈pt-v〉형이 탑재되어 있다.
형식은 KL-HU2P*EA로 엔진이 수직 배치에도 불구하고 HT/HU계가 되었다. 또한 휠 베이스는 HT/HU2M계열에서 변화하여 HU2PL이 4.8m, HU2PM이 5.2m, HU2PR이 5.915m가 되었다.
변속기는 전자식 5단 수동변속기를 사용한다.
2005년 1월 블루 리본 II의 출시 이후에도 생산되고 있었지만 새로운 단기 배출 가스 규제로 2005년 8월에 다음 절에서 기술하는 하이브리드 차량을 제외한 생산을 종료했다. 이것은 블루 리본 II에 고출력 차량, 자가용 차량, 교습차량이 2005년 9월 1일까지 설정되지 못했기 때문이다.

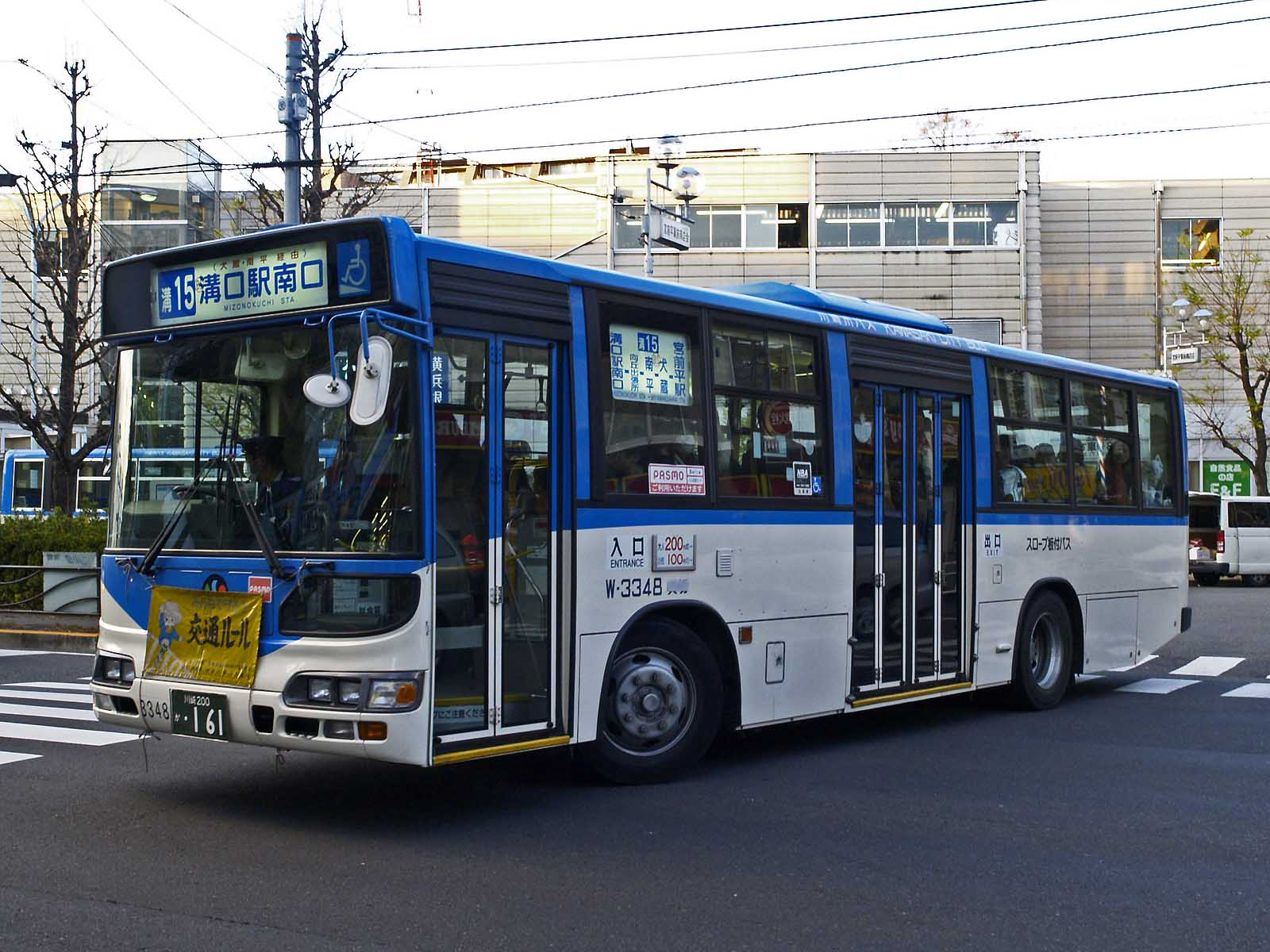
원스텝(전기형) 가와사키 시 교통국 KL-HU2PLEA
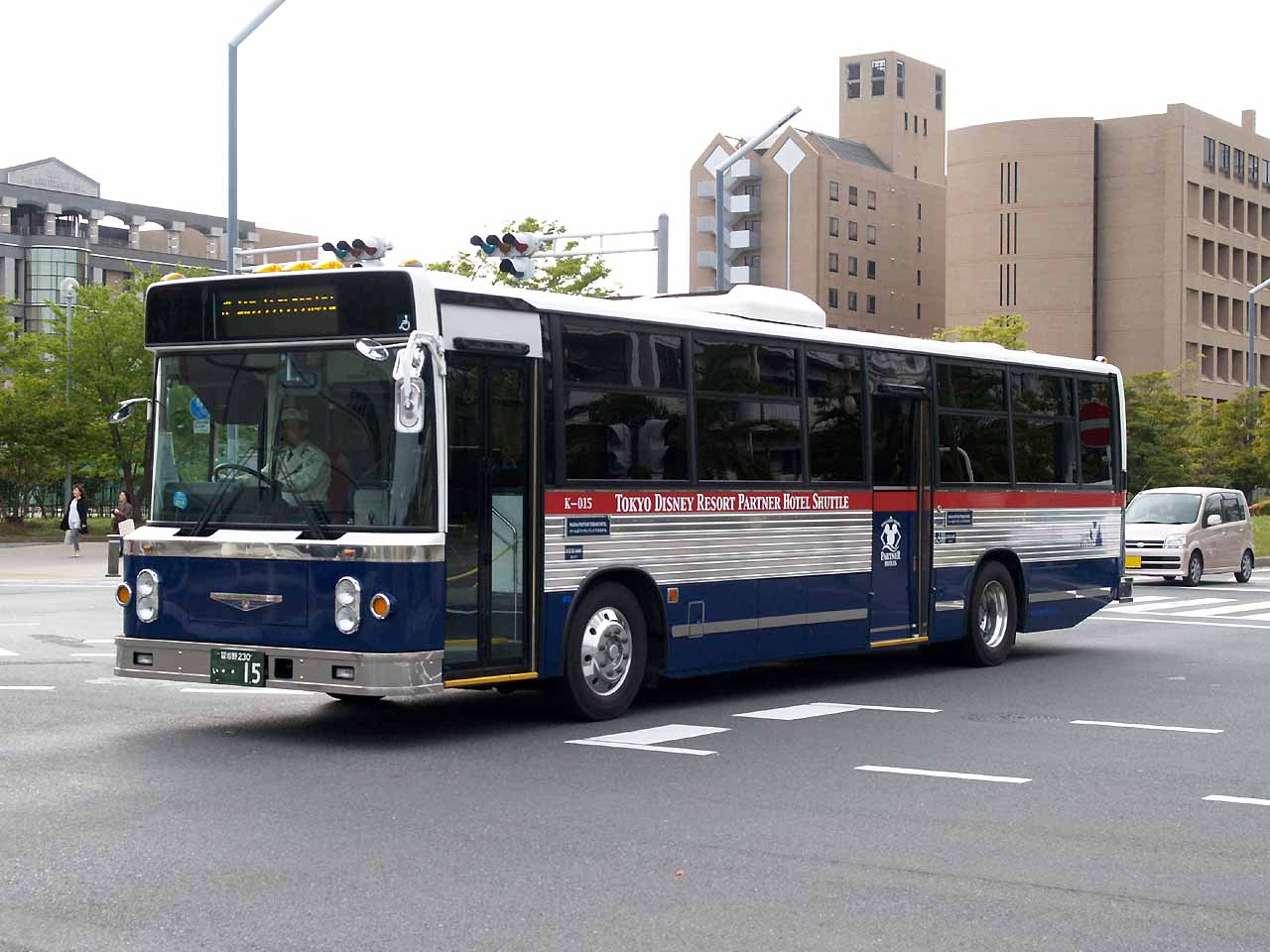
원스텝 게이세이 트랜싯 버스 KL-HU2PREA개 도쿄 특수 차체 개조

### CNG
CNG차량(KL-HU2P*EE계)은 긴테츠 버스·게이한 버스·나고야 시 교통국·난카이 버스에 도입되었다.

### HIMR/하이브리드 시리즈

#### HM-HU1J계열
블루 리본 시티로의 이행에서 1년 3개월 후인 2001년 9월 HIMR차도 라인업 되었다. 엔진은 이전 모델(KC-)부터 계속 J08C-1M형(TI자 240PS)를 탑재하지만 형식이 다시 HU로 돌아왔다. 본 모델보다 원스텝 버스화(플로어 높이 555mm)되었으며, 게다가 내장재 색, 시트 배치, 실내등, 스티어링 휠 등에 논스텝 버스 표준화 사양이 재빨리 채택되었다.
사용된 변속기는 전기공압식 5단 수동변속기이다.
형식은 휠 베이스 4.8m차량이 HM-HU1 JLEP, 휠 베이스 5.2m차가 HM-HU1 JMEP이다.

#### ACG/BJG-HU8J계열
2005년 1월 블루 리본 시티 HIMR은 논스텝 버스로 진화하며 세레가 R과 함께 HIMR에서 '하이브리드 버스'로 명칭을 변경했다(현재는 '블루 리본 시티 하이브리드 시리즈'가 되고 있다). 배터리를 도요타·프리우스의 니켈 수소 전지(4기)로 변경하고, 인버터 장치를 소형화하여 이를 지붕위에 탑재함으로써 전륜에서 중간문 간 논스텝화가 실현되어 CNG 논스텝 차가 힌트를 얻어 지붕상에 배터리를 탑재했다. 엔진은 7,700cc의 J08E-1M형(TI자 240PS)으로 변경되어 1996년 새 장기 배출 가스 규제에 적합하다. 하이브리드 차 이외의 블루 리본 시티가 생산 중단이 된 지금도 J버스 코마쓰 사업소에서 계속 계속 생산되고 있으며 2006년 생산분부터 국토교통성 2005년 이후 표준 사양 논스텝 버스 인정 제도에 적합(표준 사양 논스텝 버스 인정 스티커가 녹색으로 되어 있다)에 이어 조명 기구의 안전 기준 변경에 따라 바디 측면에 반사재를 붙여 리어 콤비네이션 램프의 위치가 범퍼 바로 위로 변경되었다. 차내는 후부를 단상으로한 원스텝차와 동일하나 중간문에서 뒤로 5줄을 확보했으며, ACG-차와 BJG-차에서는 최후부의 좌석은 중앙 대형 팔걸이 등으로 4석(통상은 5석)이다. 사용된 변속기는 5단 수동변속기이다.
또한 2007년 7월 18일에는 2015년 기한 중량차 연비 기준에 적합한 차종으로 마이너 체인지 되었다.
형식은 중량차 연비 기준 달성 이전 WB 4.8m 차량이 ACG-HU8JLFP, WB 5.2m 차가 ACG-HU8JMFP, 중량차 연비 기준 달성 이후의 WB 4.8m 차량이 BJG-HU8JLFP, WB 5.2m 차가 BJG-HU8JMFP이다.

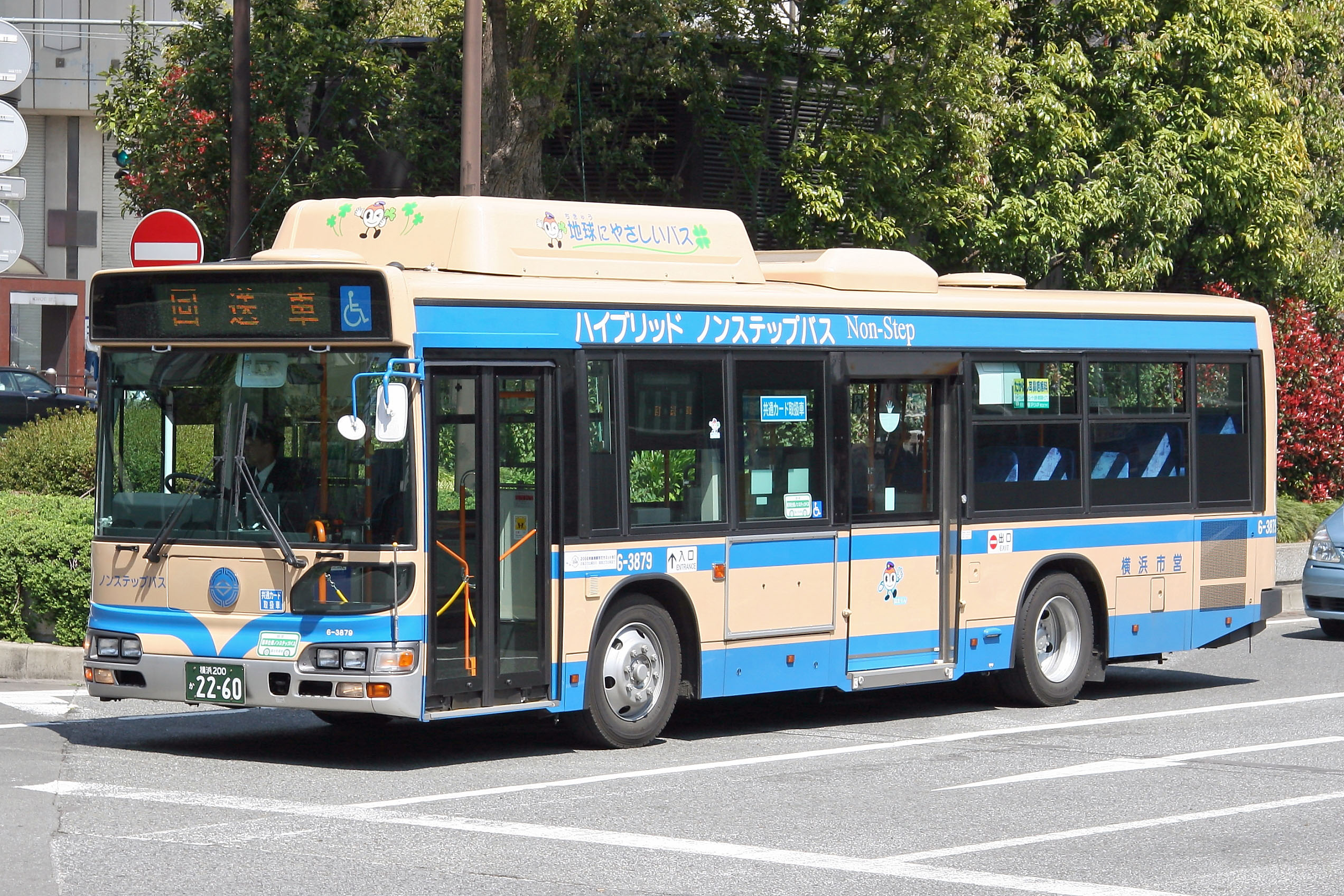
하이브리드 논스텝 (안전등화 규제 적합 후) 요코하마 시 교통국 ACG-HU8JLFP
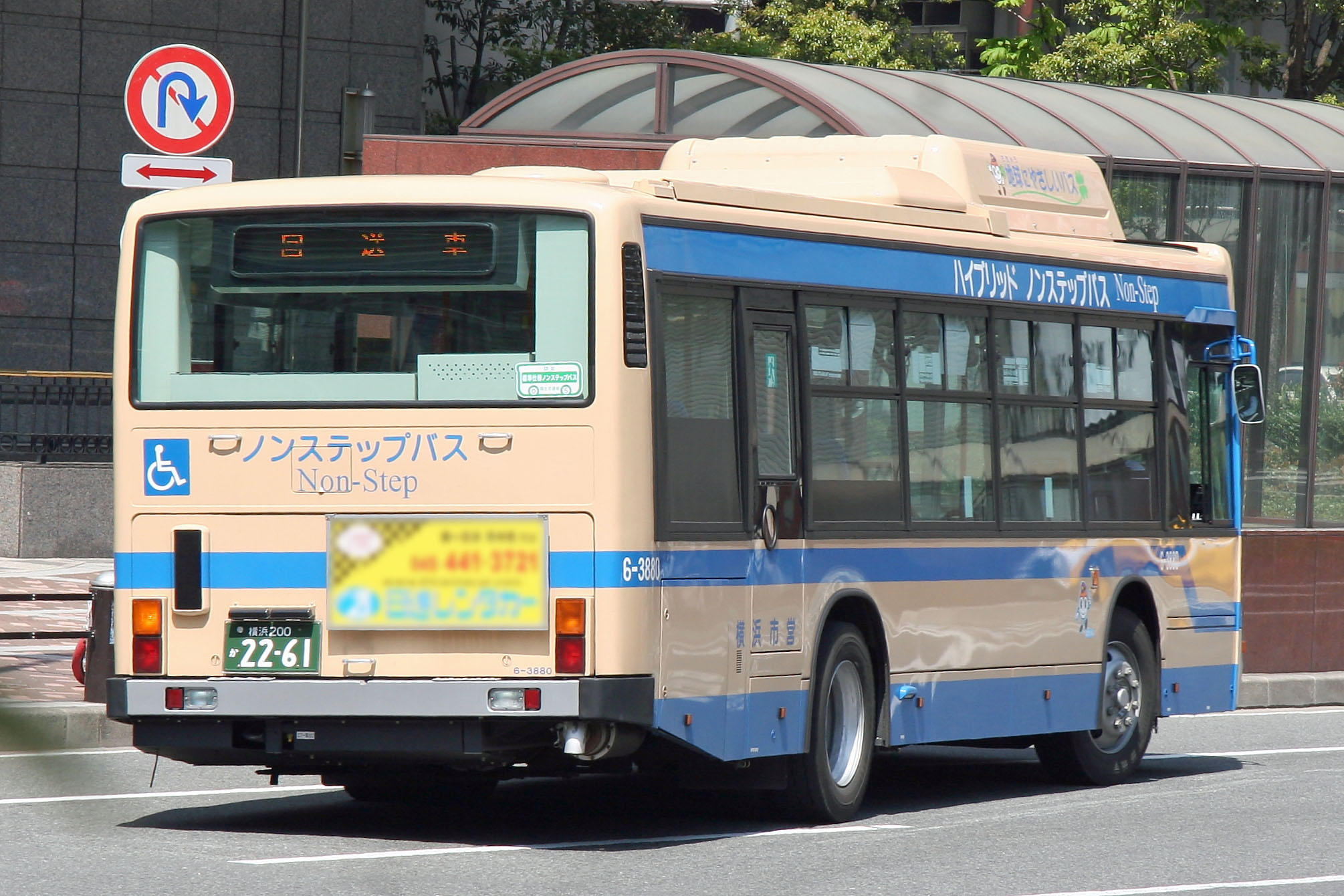
하이브리드 논스텝 (안전등화 규제 적합 후) 요코하마 시 교통국 ACG-HU8JLFP(후기)
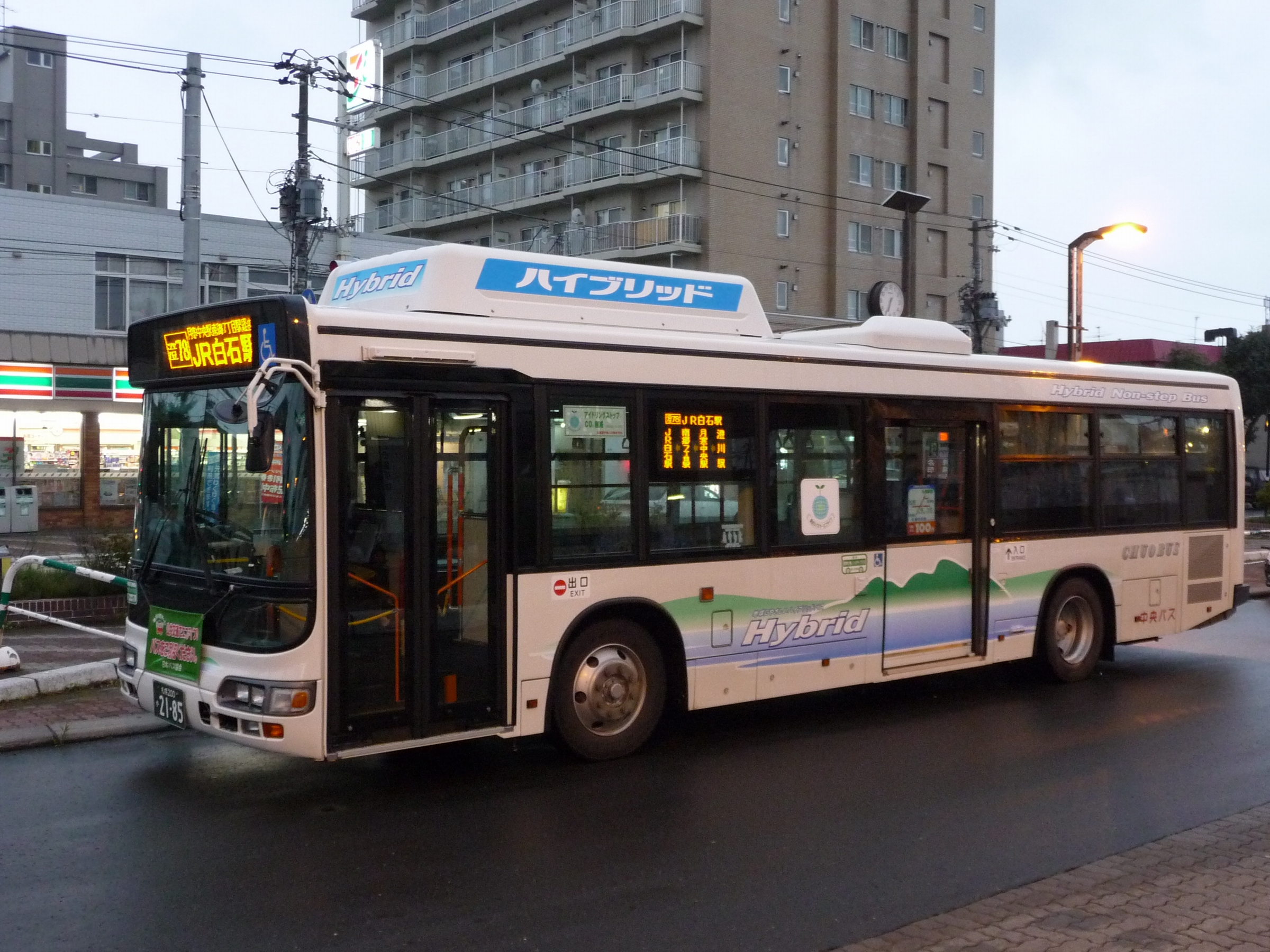
하이브리드 논스텝 (안전등화 규제 적합 후) 홋카이도 주오 버스 BJG-HU8JMFP
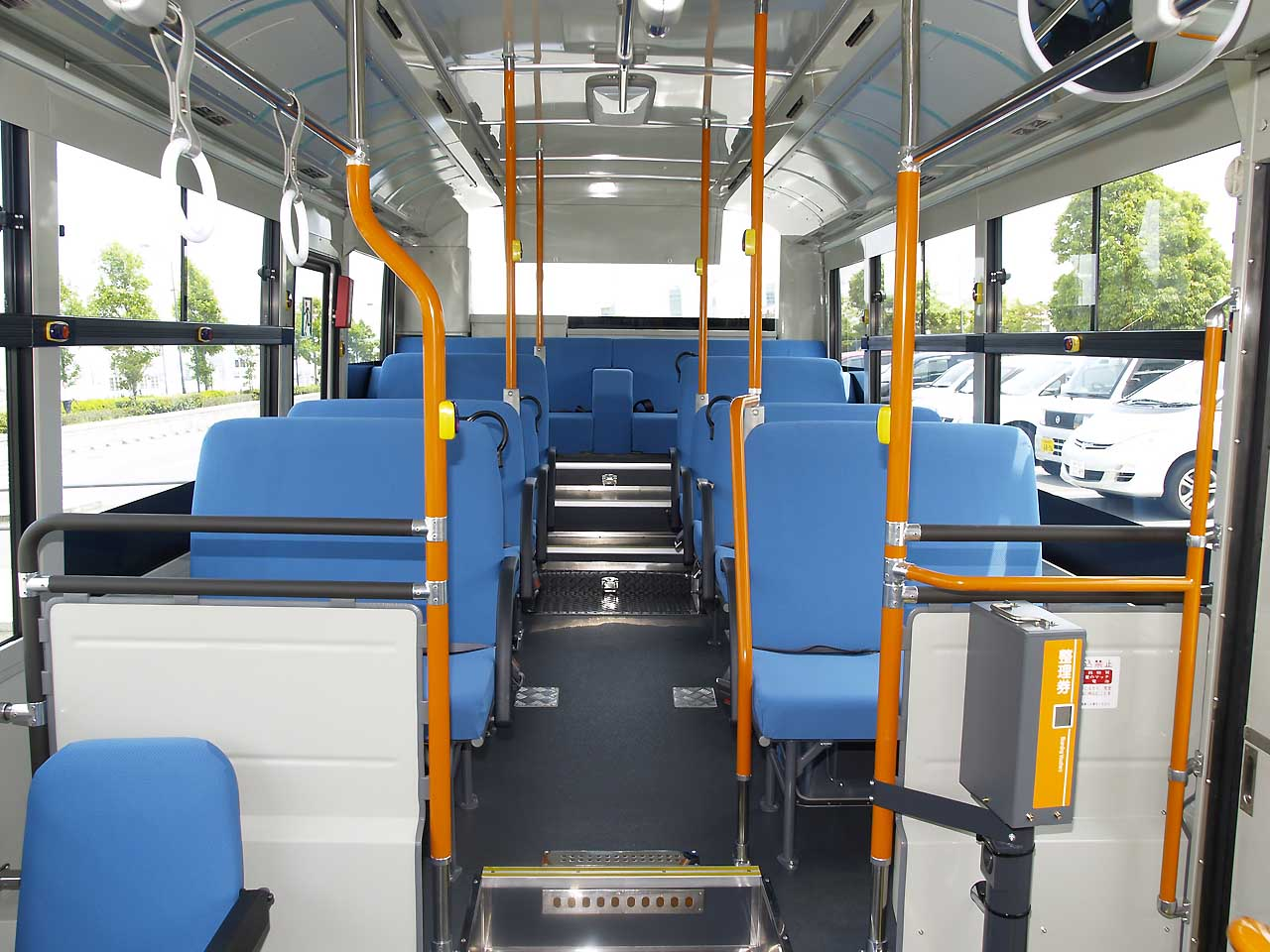
하이브리드 논스텝 차의 뒷좌석 ACG-차와 BJG-차의 맨 뒷줄은 대형 팔걸이가 갖추어져 2+두배가 된다.
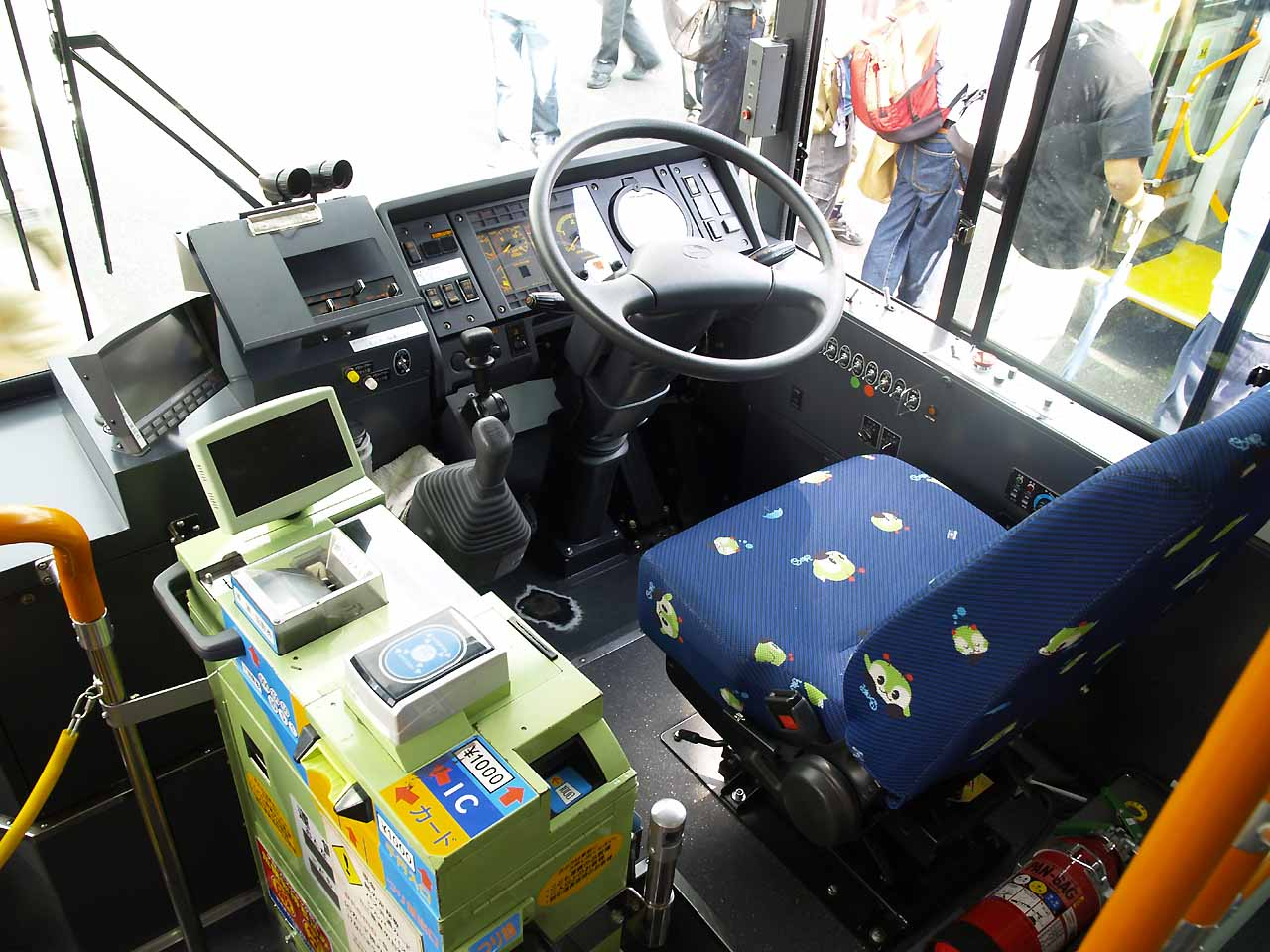
운전석
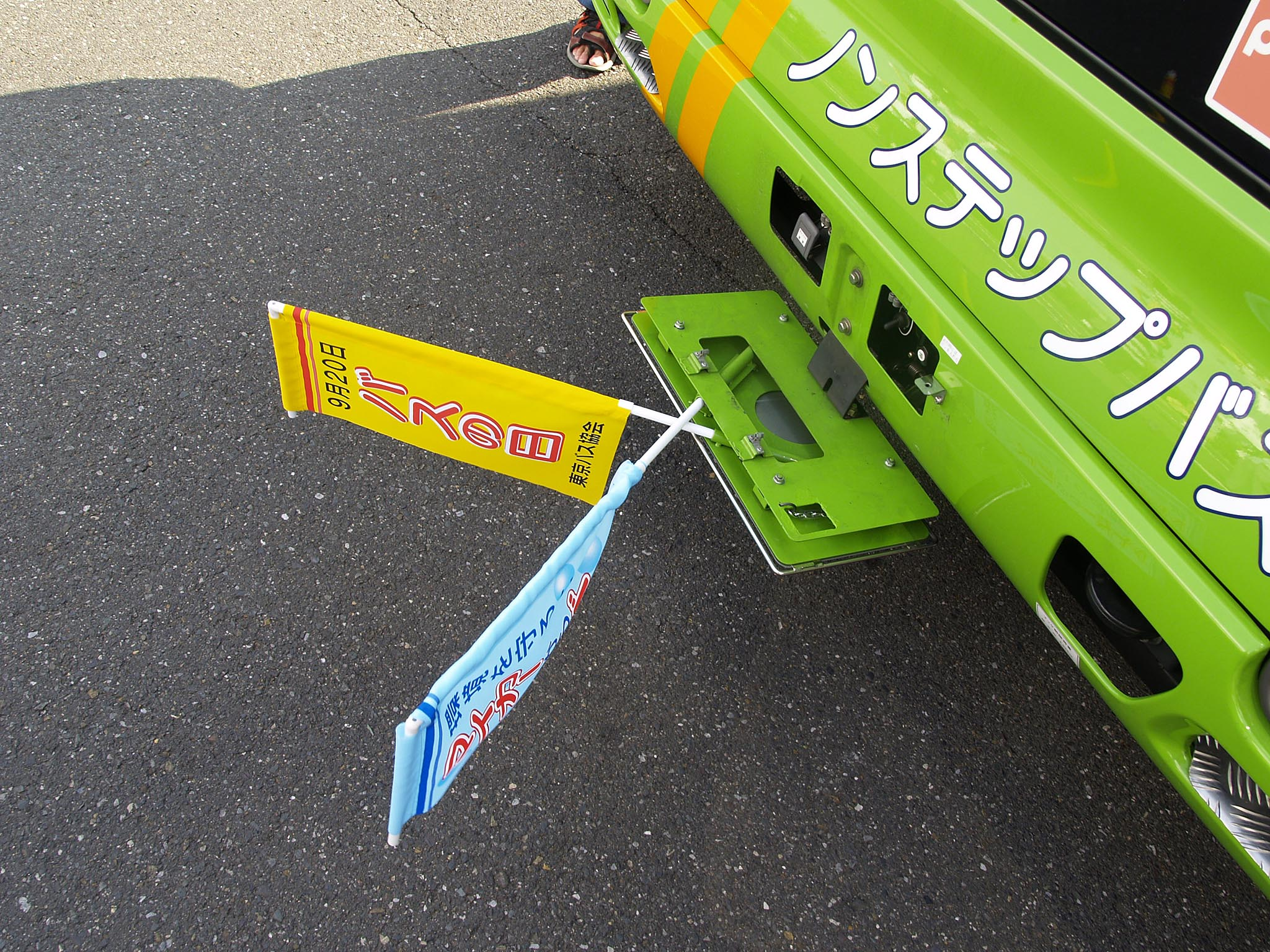
프론트 도어 밸브는 번호판의 뒤에 숨어 있다

#### LJG-HU8J계열
2010년 6월 15일부터 2010년 배출 가스 규제에 적합하게 하기 위해 마이너 체인지가 이루어져 형식은 HU8JOGP로 발매되었다. 엔진은 J08E-1M 그대로이지만 이 시기에 개량된 레인저(LKG-차)와 마찬가지로 에어 루프 기술을 채용하고, 각부의 개량이 이루어져 최고 출력은 206kW(280PS)로 올랐다. 외관이 냉방 컴프레서가 전동식으로 교체되고 지붕상의 본체에 내장된 것으로 냉방 케이스가 대형화되었으며, 휠이 8스터드 볼트에서 ISO 대응 10스터드 볼트로 변경되었다. 또한 차내는 최후부의 좌석이 2+2명 타입에서 5인용으로 변경되었다.

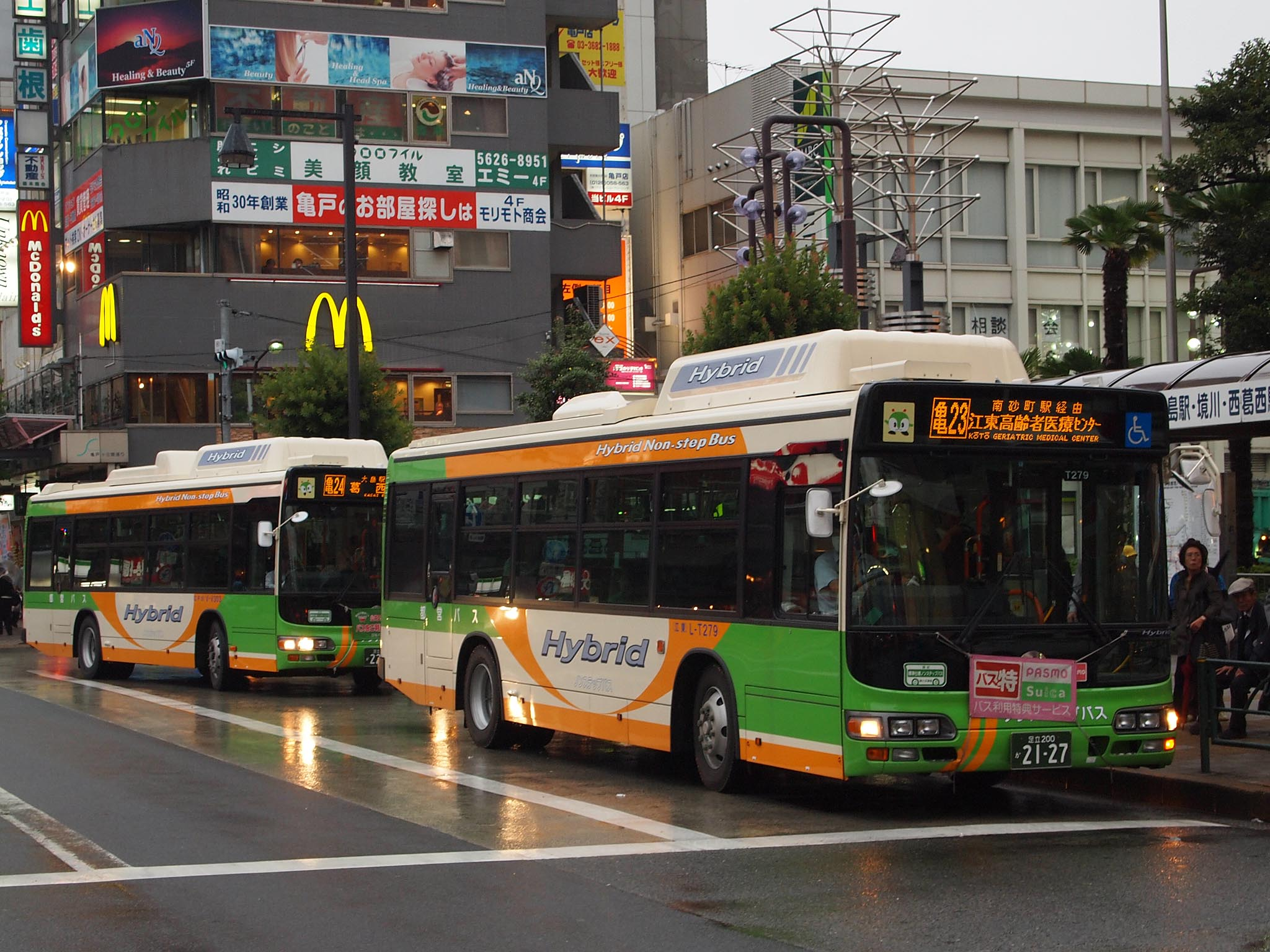
BJG-차(전)과 LJG-차(후)의 비교
LJG-차는 냉방 케이스가 대형화되고 있다

차량 본체 가격은 10.9m(휠 베이스 5.2m)차로 2949만엔까지 내려갔으며, 2010년 6월 시점에서 450대 이상 판매되고 있다. 2012년 4월에 나고야 가이드 웨이 버스에 리프트 달린 투스텝 사양이 납입되었다.
형식은 WB4.8m 차량이 LJG-HU8JLGP, WB5.2m차가 LJG-HU8JMGP이다.

#### LNG-HU8J계(현행 차종)
2012년 5월 10일에 일부 마이너 체인지가 이루어졌다. 변경 사항은 연비 기준을 +5% 달성하고, 2012년 7월의 시트 및 안전 벨트에 관한 보안 기준 개정과 새로운 원맨 버스 구조 요건 적합 등의 변경이 되고 있다. LJG 세대와의 식별은 매우 어렵기 때문에 리어 윈도우의 '2016년 연비 기준 +5% 달성 차'의 스티커의 유무로 밖에 식별할 수 없으며 이스즈 측에서는 에르가 하이브리드가 출시되고 있기 때문에 이 차종은 판매되지 않고 있다. 차량 본체 가격은 10.9m(휠 베이스 5.2m)차로 2970만엔으로 21만엔 가격 인상되고 있다. 이 모델에는 안내 링 등을 탑재하기 위해 구조상 논스텝화가 불가능하다고 여겨지고 있는 나고야 가이드웨이 버스 전용 차량으로 리프트 탑재 투스텝화한 차량이 제조되고 있다. 그간 5단 수동변속기만 써 오다가 2014년 경부터 자동화 수동변속기(AMT)를 사용한다.
형식은 WB4.8m 차량이 LNG-HU8JLGP, WB5.2m 차가 LNG-HU8JMGP이다.

### IPT 하이브리드 버스(비접촉 급전 시스템)
IPT 하이브리드 버스는 미리 노면에 공급 코일을 제공하여 그 위에 정차한 차량이 차량 바닥에 탑재한 차재 코일을 통해 급전하는 방식의 하이브리드 버스이다. IPT는 Inductive Power Transfer의 약어로 일본어에서는 '비접촉 대전력 충전'이나 '비접촉 급전 시스템' 등이라고 말한다.
국토교통성이 추진한 '차세대 저공해 차 개발·실용화 촉진 프로젝트'의 일환으로 이 시스템을 이용한 대형 관광 버스인 세레가에 적용되어 2004년 제38회 도쿄 모터쇼에 출품되었는데, 정류소의 터울이 짧고 정해진 장소에 정차하는 시가지의 노선 버스에 적절한 시스템이며 현재는 노선 버스 위주로 개발이 진행되고 있다. 실제로는 주행에 필요한 에너지를 모두 전기로 조달하는 것을 목표로 배출 가스의 대폭적인 저감이 기대되고 있다.
2008년의 도야코 서밋을 앞두고 데이터 조사 및 저공해차로의 대응을 각국에 어필하는 것을 목적으로 일본 공항 빌딩이 하네다 게이큐 버스에 위탁하고 운행하는 하네다 공항 터미널 간 무료 연락 버스에서 2008년 2월 15일부터 같은 해 2월 29일까지 시험 주행이 실시되었다. 2008년 7월의 도야호 서밋에서는 국제 미디어 센터의 셔틀 버스로서 활약했으며, 10월 16.17일에는 국토 교통부 주최로 고원지에서의 시험 주행을 실시했다.
2009년에는 2016년 하계 올림픽 유치 활동의 일환으로 도쿄 도 교통국에 대여하여 도영 버스 후카가와 영업소의 수도 05계통 '그린 아로즈'(도쿄역 - 긴자 4가 - 하루미 부두)에서 4월 13일부터 4월 27일까지 시험 주행을 실시했다.
또한 6월 6일.7일에는 요코하마 아카렌가 창고에서 개최된 저공해 차 행사 '에코카 월드'에 출전하여 사쿠라기초 역에서 셔틀 버스를 겸한 시승 차량으로 투입되었다.
2011년에는 차체 측면에도 차량용 코일을 장착한 시작차가 등장했으며 이쪽도 도영 버스에 대여되어 후카가와 영업소의 수도 05계통에서 1월 31일부터 2월 14일의 평일에 실증 운행하여 도쿄역과 하루미 부두에 급전 코일을 가설했다. 2011년 12월 2일부터 12월 18일에는 내외장을 고친 차량이 등장했으며 세번 도영 버스 후카가와 영업소에 대여되어 전세 취급으로 도요스 역에서 도쿄 국제전시장 사이에서 실증 운행을 실시하고, 도쿄 국제전시장에 급전 코일을 가설했다. 나중에는 다른 곳에서 운행도 검토되고 있다.
하네다 공항 및 도쿄 도 교통국 버스에서 시험 주행에 제공되고 있던 차량에서는 모터 주행하는 영역을 넓히기 위해 지붕 위의 2차 전지를 니켈 수소 전지에서 리튬 이온 전지(512볼트, 용량 80Ah)로, 엔진은 J08E형 177kw(240PS)에서 리엣세의 J05D형 132kW(180PS)으로 변경되었다. 또한 객실에 기기를 증설하여 후부의 좌석이 6석 감소하고 있다. 변속기는 전자식 수동 5단변속기를 사용한다.

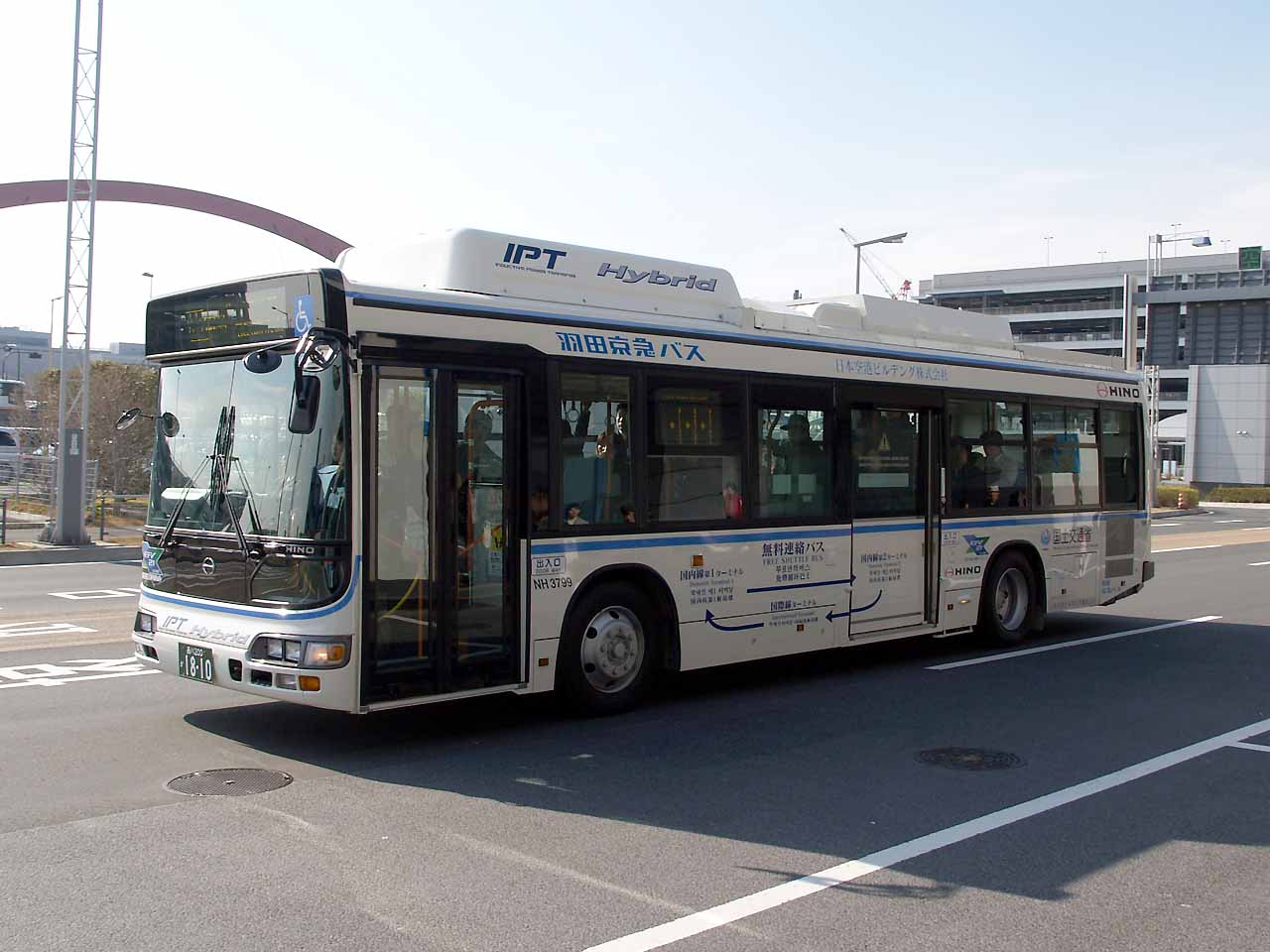
IPT 하이브리드 모델 HU8JMFP개 하네다 게이큐 버스
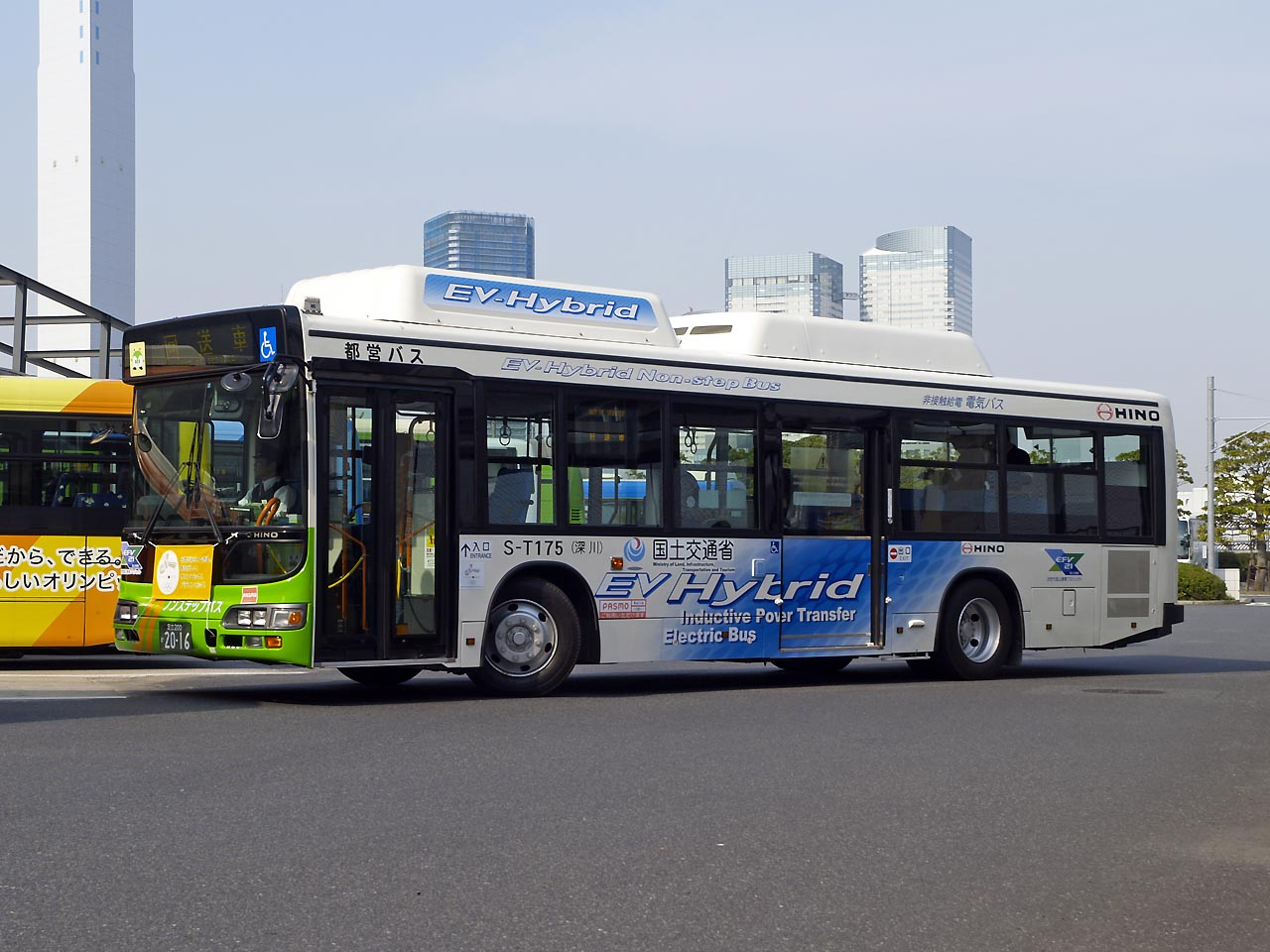
도쿄 도 교통국(2009년 버전)
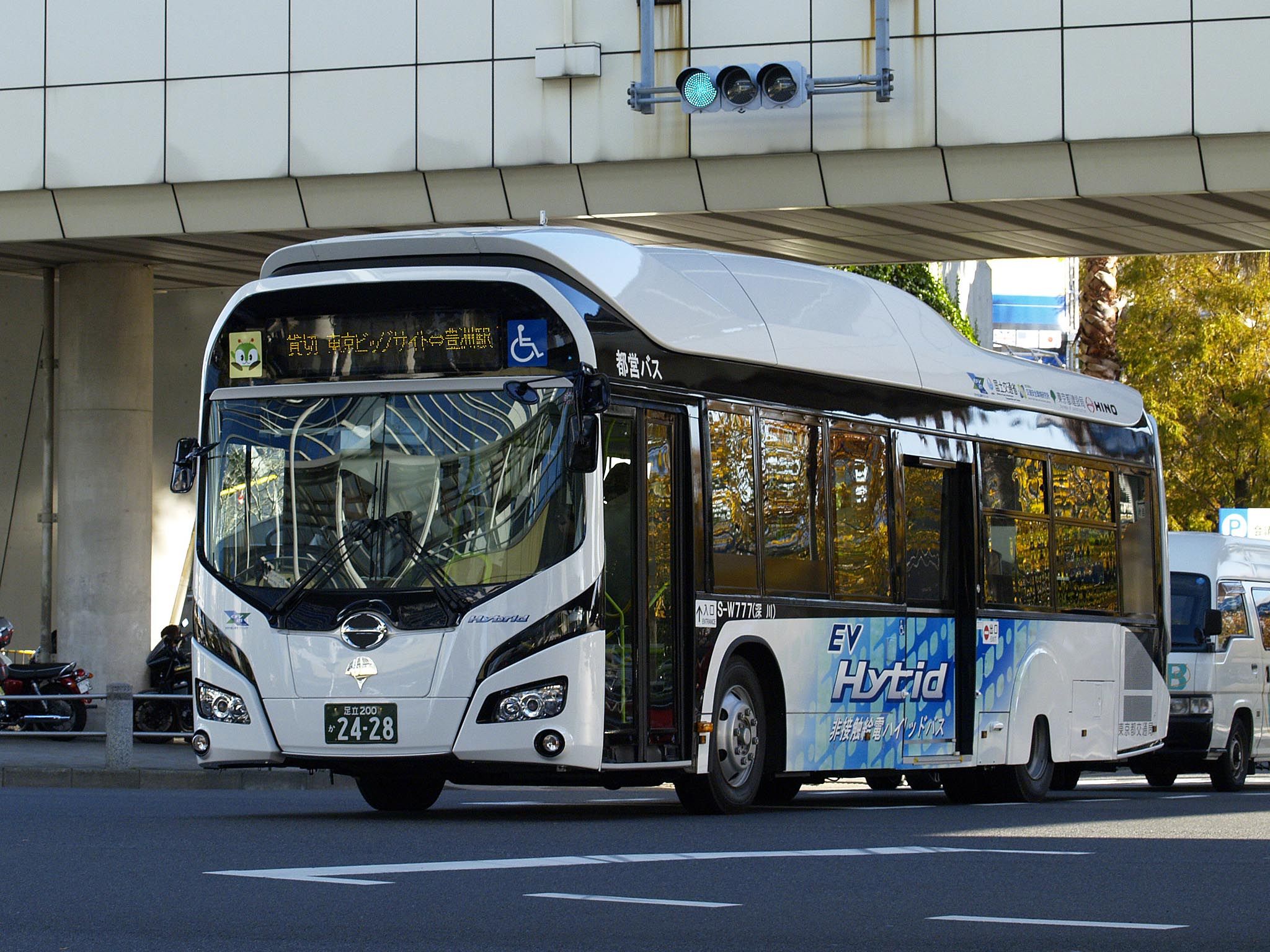
도쿄 도 교통국(2011년 버전)

### 연료 전지 버스
KL-HU2PM을 기반으로 모회사인 도요타 자동차와 공동 개발한 것이다. 시제형·초기형·현행행 3가지 사양이 있으며 현행형은 2005년 일본 국제 박람회(아이치 엑스포)의 나가쿠테 회장과 세토 회장을 연결하는 셔틀버스로 8대(실제로는 어떠한 사정으로 9대)가 제작되었다. 엑스포 폐막 후 현재도 사용되고 있다. 또한 전면 및 객실은 히노 세레가(2대째)와 비슷한 모양의 차량도 제작되고 있다.
사용된 변속기는 자동변속기이다.

## 블루 리본 II
블루 리본 II(Blue Ribbon II)는 히노 자동차와 이스즈 자동차의 합작 회사·J버스가 만들고 히노 자동차가 판매하는 노선용과 자가용의 대형 버스이다. 설계·개발은 이스즈 측이 하고 있어 해당 회사의 에르가와 통합 차종이다.
이는 양사의 버스 생산 사업이 통합된 데 따른 것으로 버스 생산은 일부 예외를 제외하고 이스즈·히노의 합동 자본인 J버스의 우쓰노미야 사업소(구 이스즈 버스 제조)에서 실시되고 있다.
에르가와는 섬세한 사양의 차이는 있지만 거의 동일한 차종이어서 시리즈 자체의 자세한 설명이나 차종별의 공통의 변경 사항(엔진·변속 등)은 이스즈 에르가에 맡기고 여기에서는 블루 리본 II의 기술에 특화하여 설명한다.
지금까지 에르가의 CNG 논스텝 버스만 공급된 적이 없다.

### KL-KV280계
2004년 8월부터 공급이 개시되었으며 이스즈 에르가 KL-LV280계열의 OEM공급 차량이다. 이 차종 시점에서의 공급은 디젤차의 논스텝 버스에만 그쳤다. 또 한 이 시점에서는 에르가와의 통합 차종이 아니며 에르가의 OEM공급 차량으로의 취급이다.
이 논스텝 버스는 앞문에서 중간문 사이를 논스텝으로 했으며 원스텝 버스와 구조를 공통화하고 비용을 삭감한 모델(에르가의 type-A)이며, 히노 자동차에는 같은 차종이 존재하지 않아 OEM공급이 이루어졌다.
에르가와 외관이나 사양은 거의 동일하며 엠블럼이 장착되어 있지 않을 경우는 외관만으로의 판별은 어렵다. 또한 차내의 명판도 'ISUZU'가 되어 있다.
PJ-KV234계가 발매된 이후에도 2005년 8월 31일까지 발매되었다.
형식은 다음과 같다. 전부 에어 서스 차량이다.
| WB4.8m       | WB5.3m       |
| ------------ | ------------ |
| KL-KV280L1계 | KL-KV280N1계 |

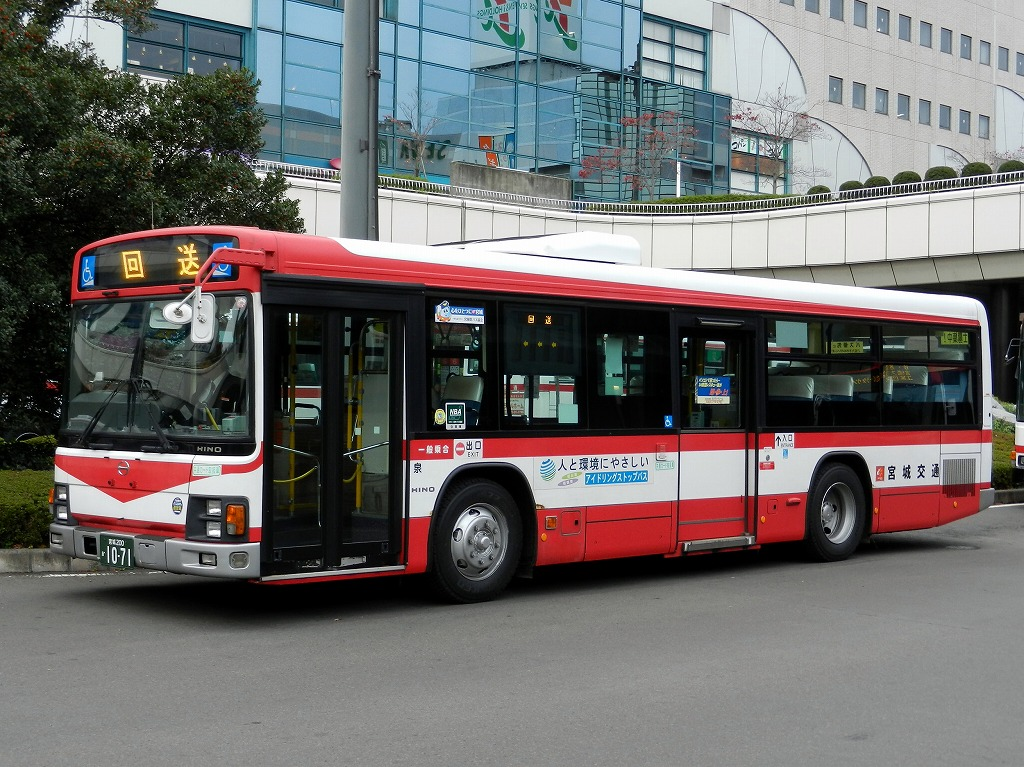
KL-KV280L1계 미야기 교통

### PJ-KV234계

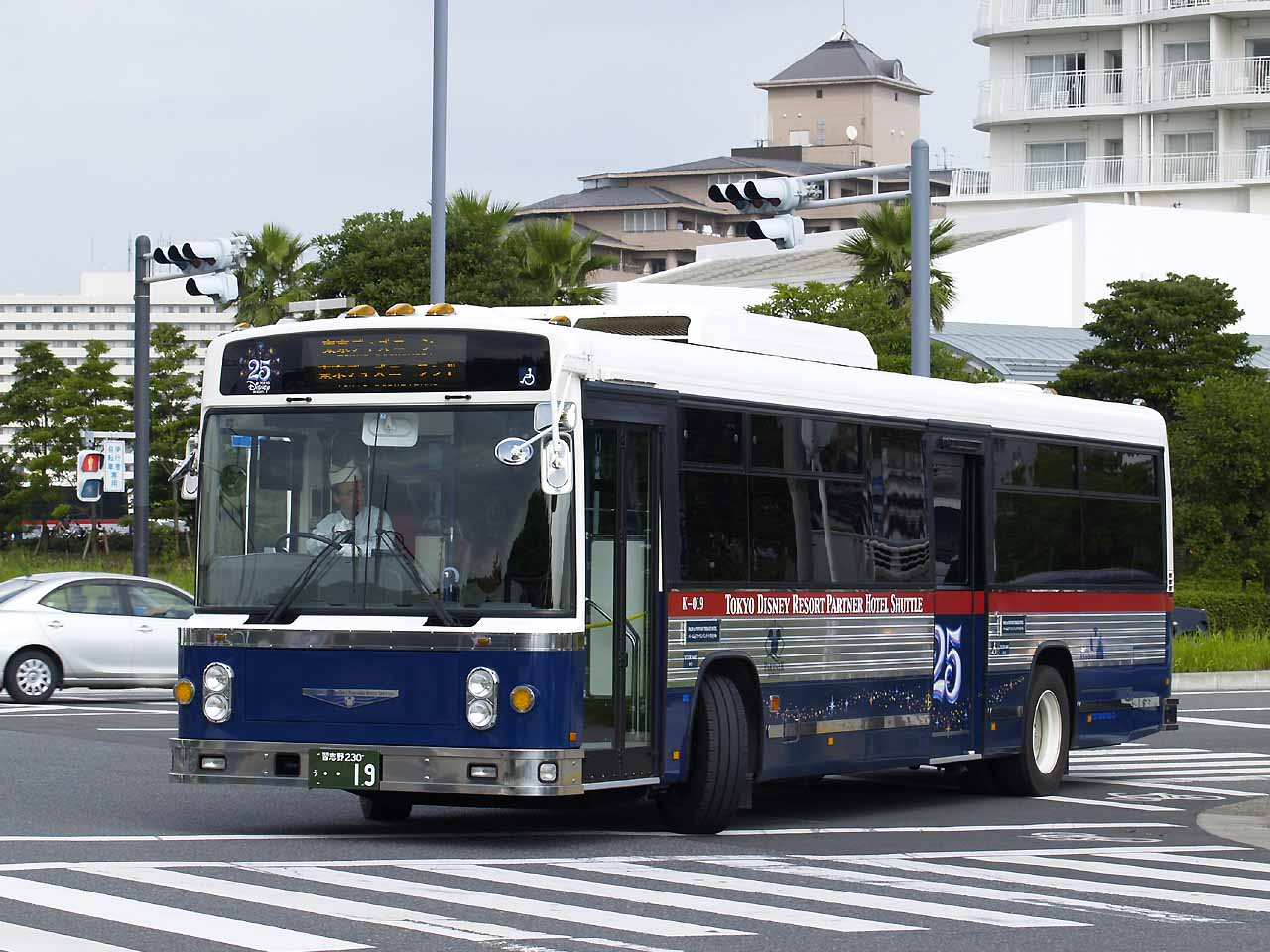
블루 리본 II 원스텝
도쿄 특수 차체 개조

2004년 12월 21일 이스즈에서 PJ-LV234계가 발매되었지만 뒤늦게 히노에서도 2005년 1월 14일에 PJ-KV계열이 발매되었다. 이 대부터 블루 리본 II는 에르가와의 통합 차종으로 규정되어 CNG 논스텝 버스를 제외한 논스텝 버스·원스텝 버스 투스텝 버스가 공급되게 되었다. 또한 에르가에 설정되어 있는 고출력 자동차나 교습차의 라인업도 후일 새로 설정되어 있다.
외관·사양에 관해서는 역시 에르가와 거의 동일한 판별이 어렵지만 스티어링 로고로 판별 가능하며, 이 모델에서는 차 내부의 명판이 '히노 자동차'가 되어 있다. 새 단기 규제(2005년 배출 가스 규제)에 적합하고, 2002년 배출 가스 규제 대비 미세 먼지 75% 저감 수준 차량으로, 초저PM차량(☆ ☆ ☆ 적합)이다.
형식은 다음과 같다. 에어 서스 차량이다.
|               | WB4.8m     | WB5.3m     | WB5.8m     |
| ------------- | ---------- | ---------- | ---------- |
| 논스텝        | PJ-KV234L1 | PJ-KV234N1 |            |
| 원스텝 투스텝 | PJ-KV234L1 | PJ-KV234N1 | PJ-KV234Q1 |

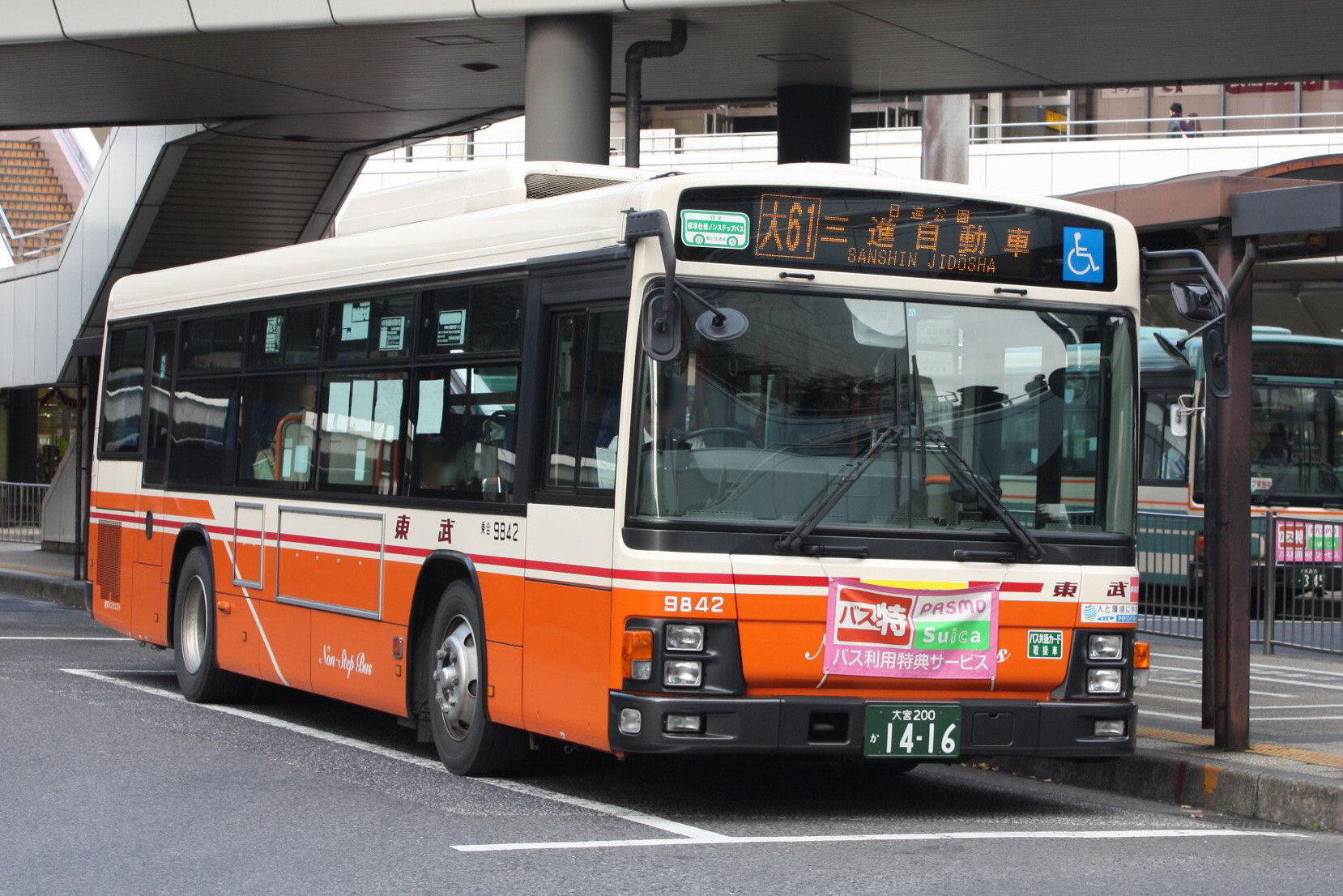
논스텝 버스 PJ-KV234L1 도부 버스
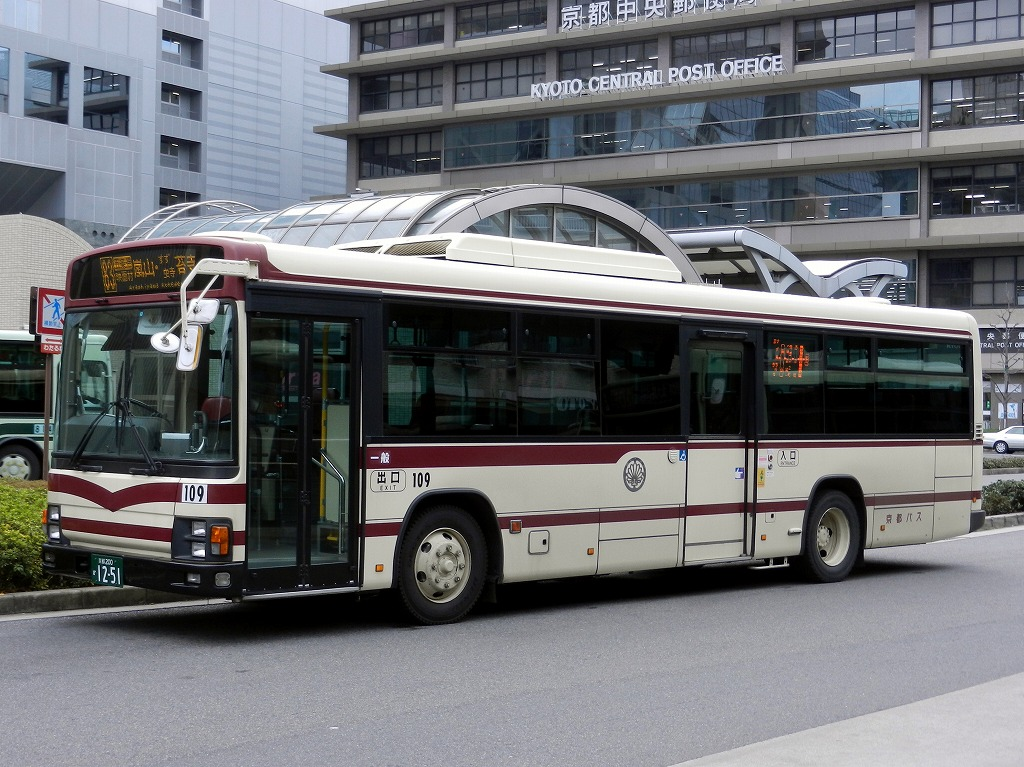
원스텝 버스 PJ-KV234N1 교토 버스

### PKG-/PDG-KV234계
2007년 2월 22일부터, 이스즈 에르가의 PKG-/PDG-LV234계와 함께 새 장기 규제(2005년 배출 가스 규제) 적합 모델인 PKG-/PDG-KV234계의 발매가 개시되었다. 일부 차종은 2016년 기한 연비 기준에 적합하고, 자동차 취득세 공제를 받을 수 있다. 그 해 8월 29일에는 고출력 차와 투스텝(자가용, 교습차만)의 설정이 추가되었다.
발매되었지만 PJ-KV234계열이 같은 해 8월 31일까지 출시 가능했던 것으로 인해 그 이후에 많이 생산되고 실제로 이 형식의 도입 제1호는 8월 초부터 운행을 개시한 도에이 버스의 L-R595(PKG-KV234L2)가 되었다. 그러나, 도에이 버스는 이 시기에 이 PKG-KV234L2계를 102대 투입하면서 단기간에 대량 생산이 이루어졌다.
라인업이 많고 연비가 각각 다르기 때문에 연비 기준 달성차와 비 달성차가 혼재하고 있으므로 이들은 휠 베이스 외에 트랜스미션(5MT·6MT·5AT)이나 사양의 차이(노선 사양 및 자가용 사양) 등에 의해 결정된다.
기본적인 부분은 에르가에 준해 있지만 이번에는 2008년 실시의 등화기 안전 기준 개정 및 2009년 적용 예정의 ECE기준에 적합할 수 있도록 헤드 램프·안개등, 코너링 램프의 디자인을 변경했다. 특히 헤드램프는 기존의 세로 2단의 각형 4등에서 각형 2등으로 바뀐 생김새가 특이했다. 이스즈 에르가는 종래대로의 세로 2단 각형 4등을 계속 적용하고 있기 때문에 종래와 다른 외관으로 구분도 쉬워졌다.
난카이 버스에는 개조에 의한 CNG 논스텝 버스가 존재한다. 이 차는 이스즈 에르가의 CNG 논스텝 버스와 달리 CNG 탱크가 차량 후방의 지붕(에르가는 차량 전방)에 설치된 것이 외관상의 특징이다.
형식은 다음과 같다. 에어 서스 차량에서 연비 기준 달성차가 'PKG-', 비 달성차가 'PDG-'가 된다.
|               | WB4.8m                  | WB5.3m                  | WB5.8m                  |
| ------------- | ----------------------- | ----------------------- | ----------------------- |
| 논스텝        | PKG-KV234L2 PDG-KV234L2 | PKG-KV234N2 PDG-KV234N2 |                         |
| 원스텝 투스텝 | PKG-KV234L2 PDG-KV234L2 | PKG-KV234N2 PDG-KV234N2 | PKG-KV234Q2 PDG-KV234Q2 |

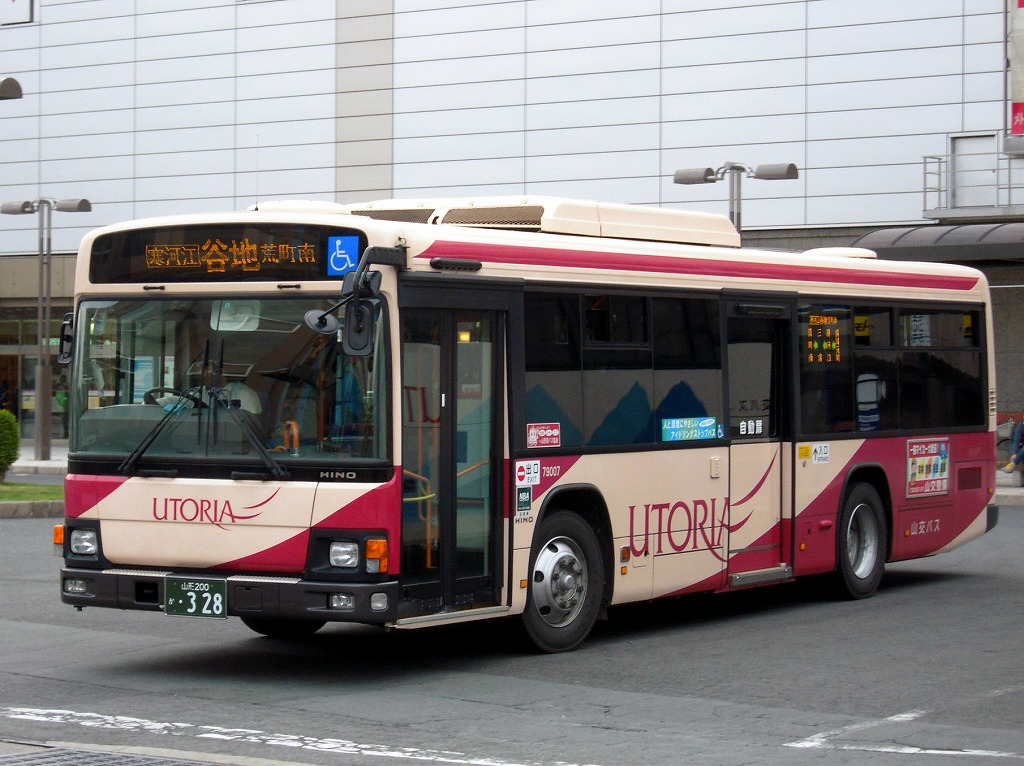
논스텝 버스 PKG-KV234L2 산쿄 버스
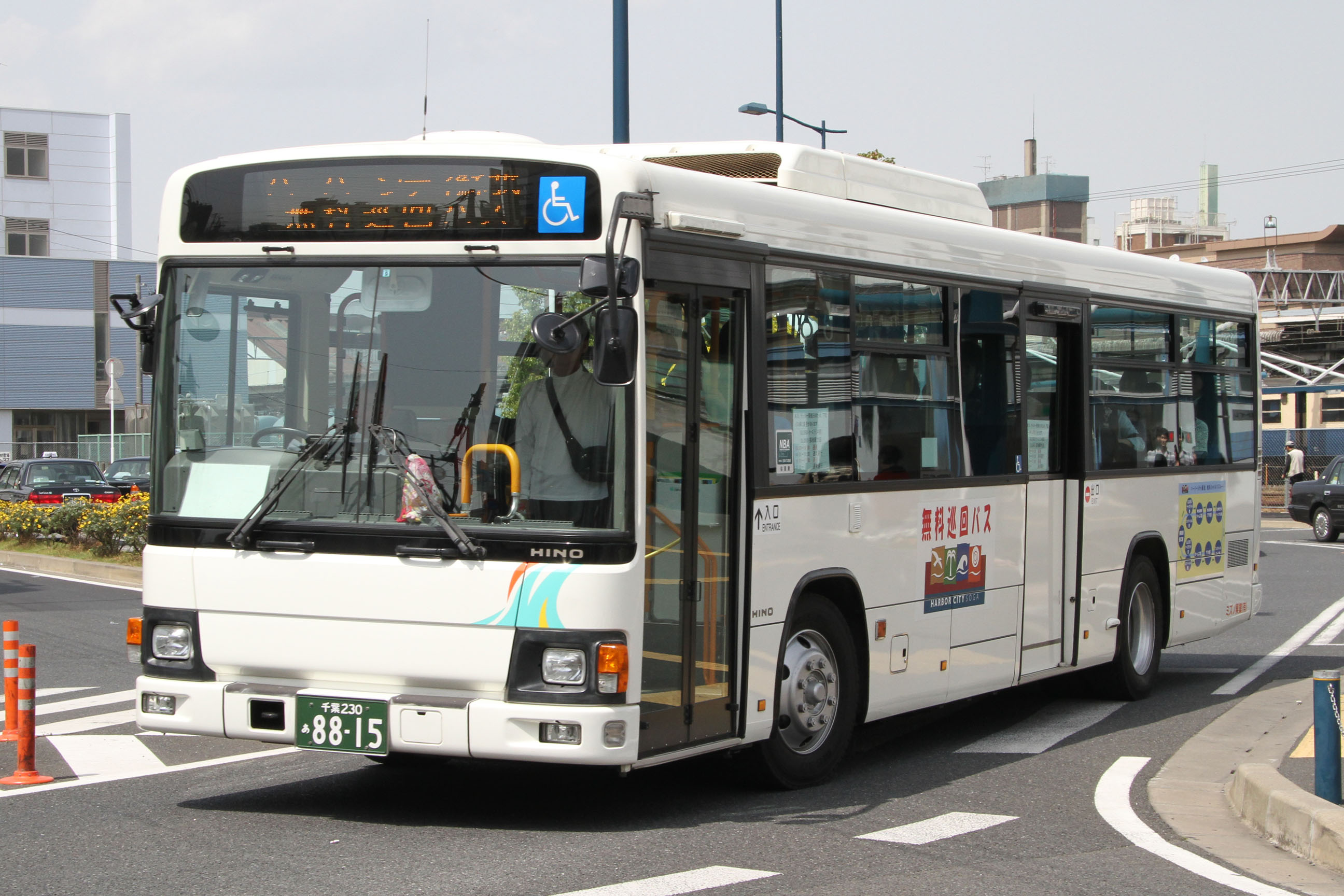
원스텝 버스 PKG-KV234N2 미즈노 흥업
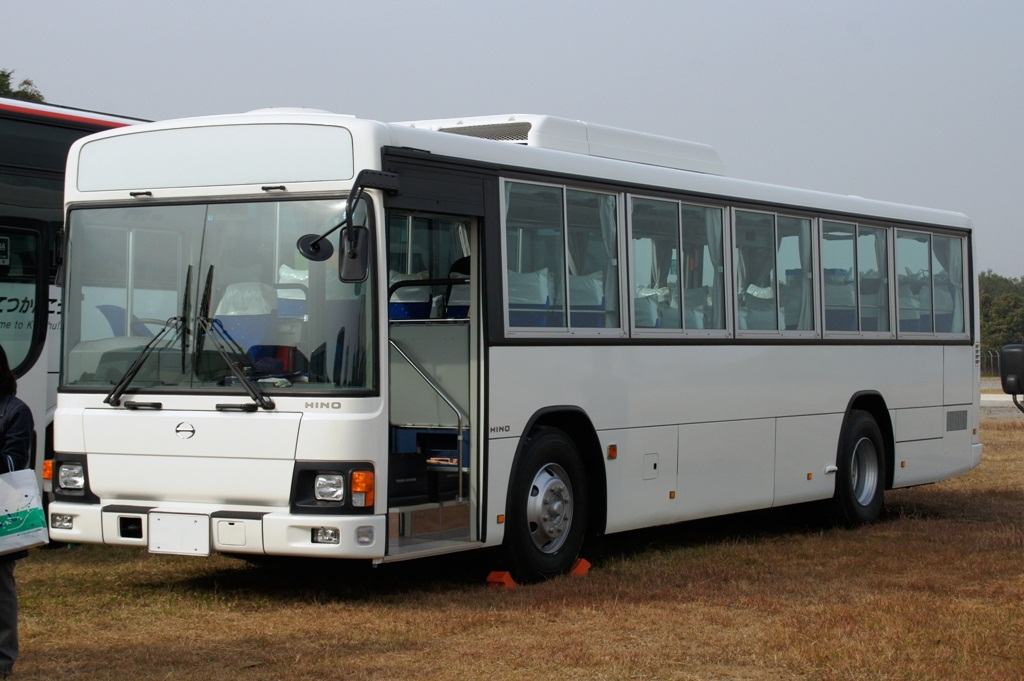
투스텝 버스 (전문형) PDG-KV234N2 육상 자위대

### LKG-/LDG-KV234계
2010년 8월 5일에 발매를 개시했다. 에르가와 마찬가지로 배기 가스 정화 장치의 개량과 요소 SCR 시스템을 이용하여 2010년 배출 가스 규제(포스트 새로운 장기 규제)에 적합하고 아울러 엔진과 트랜스미션의 개량에 의한 연비 성능을 개량하여 2016년 연비 기준 달성차의 설정을 확대하고 있다. 또한 이번의 마이너 체인지에서 ABS가 노선계 전체 차량으로 표준 탑재되고 있다.
덧붙여 엔진이 이스즈제이므로 세레가나 블루 리본 시티 하이브리드 등 다른 히노 차종에서 사용되는 환경 기술 'Air Loop'의 명칭을 사용하지 않았다.
형식은 다음과 같다. 에어 서스 차량에서 연비 기준 달성 차가 'LKG-', 비 달성 차량이 'LDG-'가 된다.
|               | WB4.8m                  | WB5.3m                  | WB5.8m                  |
| ------------- | ----------------------- | ----------------------- | ----------------------- |
| 논스텝        | LKG-KV234L3 LDG-KV234L3 | LKG-KV234N3 LDG-KV234N3 |                         |
| 원스텝 투스텝 | LKG-KV234L3 LDG-KV234L3 | LKG-KV234N3 LDG-KV234N3 | LKG-KV234Q3 LDG-KV234Q3 |

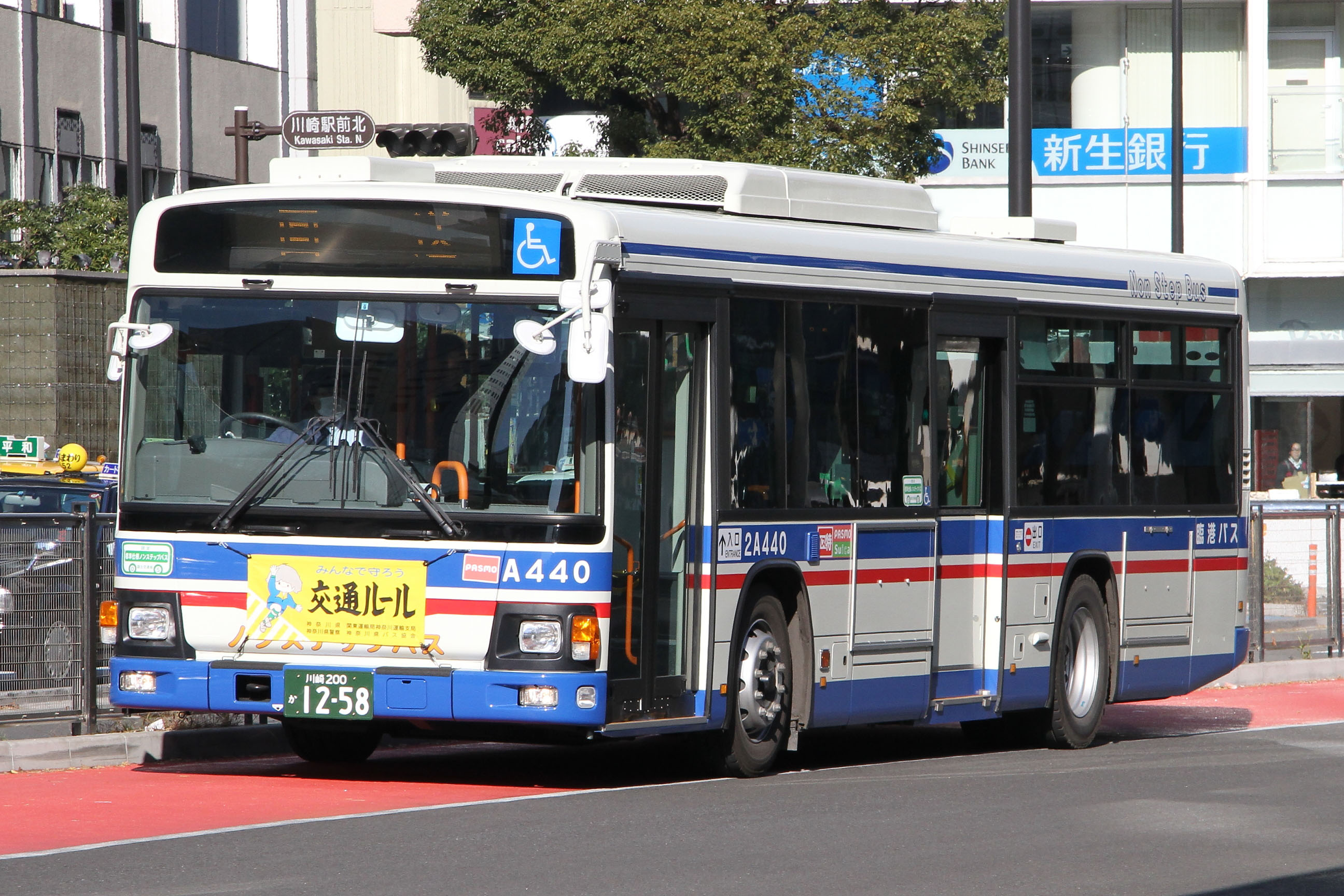
논스텝 버스 LKG-KV234L3 가와사키 쓰루미 임항 버스
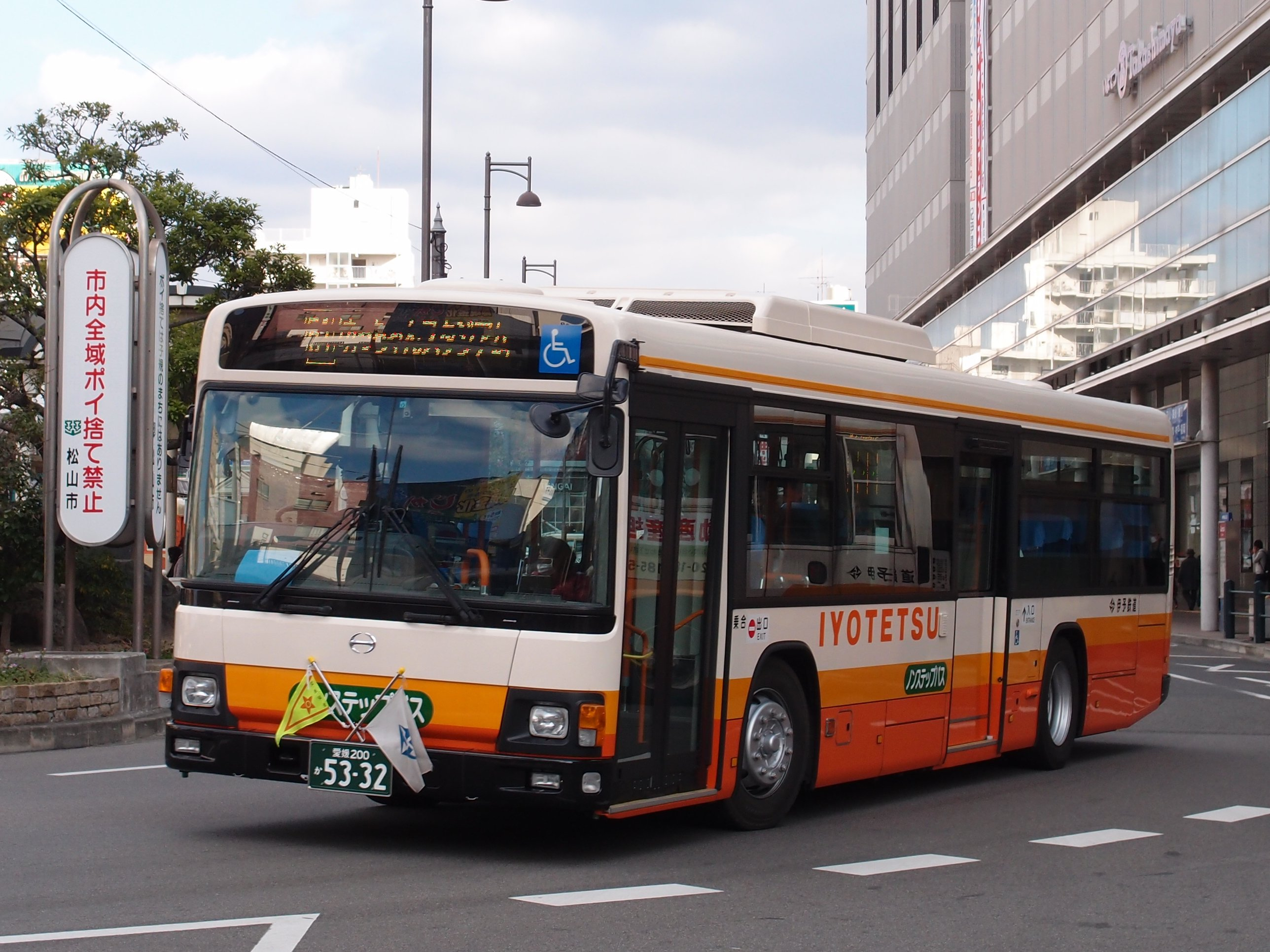
논스텝 버스 LKG-KV234N3 이요 철도
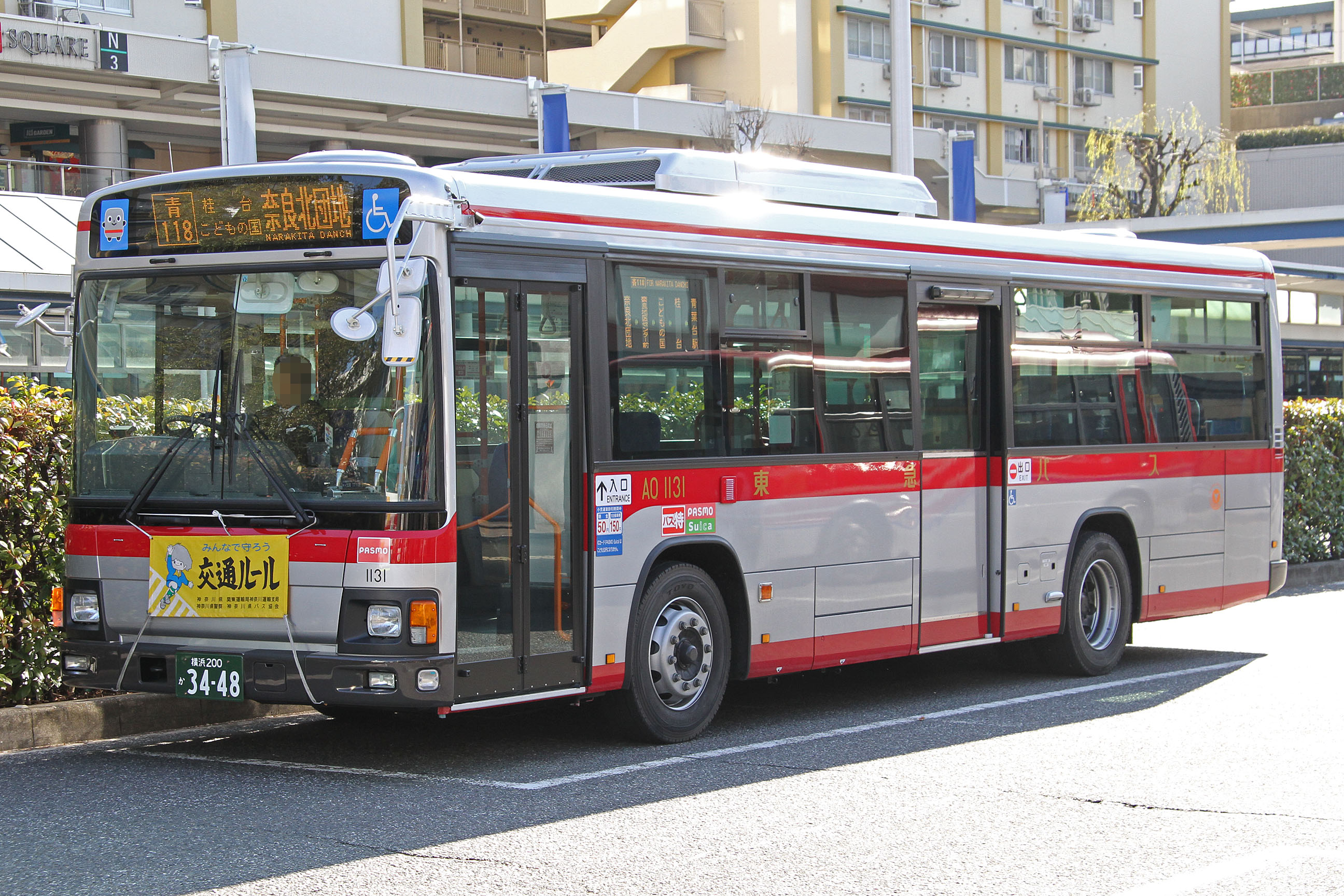
원스텝 버스 LKG-KV234L3 도큐 버스

### QPG-/QKG-/QDG-KV234계(현행 차종)
2012년 4월에 출시되었다. 새로운 에코카 감세 대응에 의해 배출 가스 규제 기호를 변경했다. 2012년 6월 새 보안 기준·새 원맨 버스 구조 요건에 대응하는 판매였다. MT차는 2016년 연비 기준보다 5% 향상된 외에 2010년 기준 저 배출 가스차 인증을 취득했다. 또한 2012년 7월부터 적용하는 새 원맨 버스 구조 요건(중간문 개폐시의 동력 전달 컷 장치 표준 탑재 등)에도 적합하다. 이번의 마이너 체인지에서는 개발을 담당하고 있는 이스즈가 발매한 이스즈 에르가보다 선행 발매되었다. 이 모델보다 대형이 마찬가지로 교습차의 설정이 없어졌다.
형식은 다음과 같다. 에어 서스 차에서 연비 기준 달성 차가 'QPG-', 또는 'QKG-'비 달성 차가 'QDG-'가 된다.
|               | WB4.8m                              | WB5.3m                              | WB5.8m                              |
| ------------- | ----------------------------------- | ----------------------------------- | ----------------------------------- |
| 논스텝        | QPG-KV234L3 QKG-KV234L3 QDG-KV234L3 | QPG-KV234N3 QKG-KV234N3 QDG-KV234N3 |                                     |
| 원스텝 투스텝 | QPG-KV234L3 QKG-KV234L3 QDG-KV234L3 | QPG-KV234N3 QKG-KV234N3 QDG-KV234N3 | QPG-KV234Q3 QKG-KV234Q3 QDG-KV234Q3 |

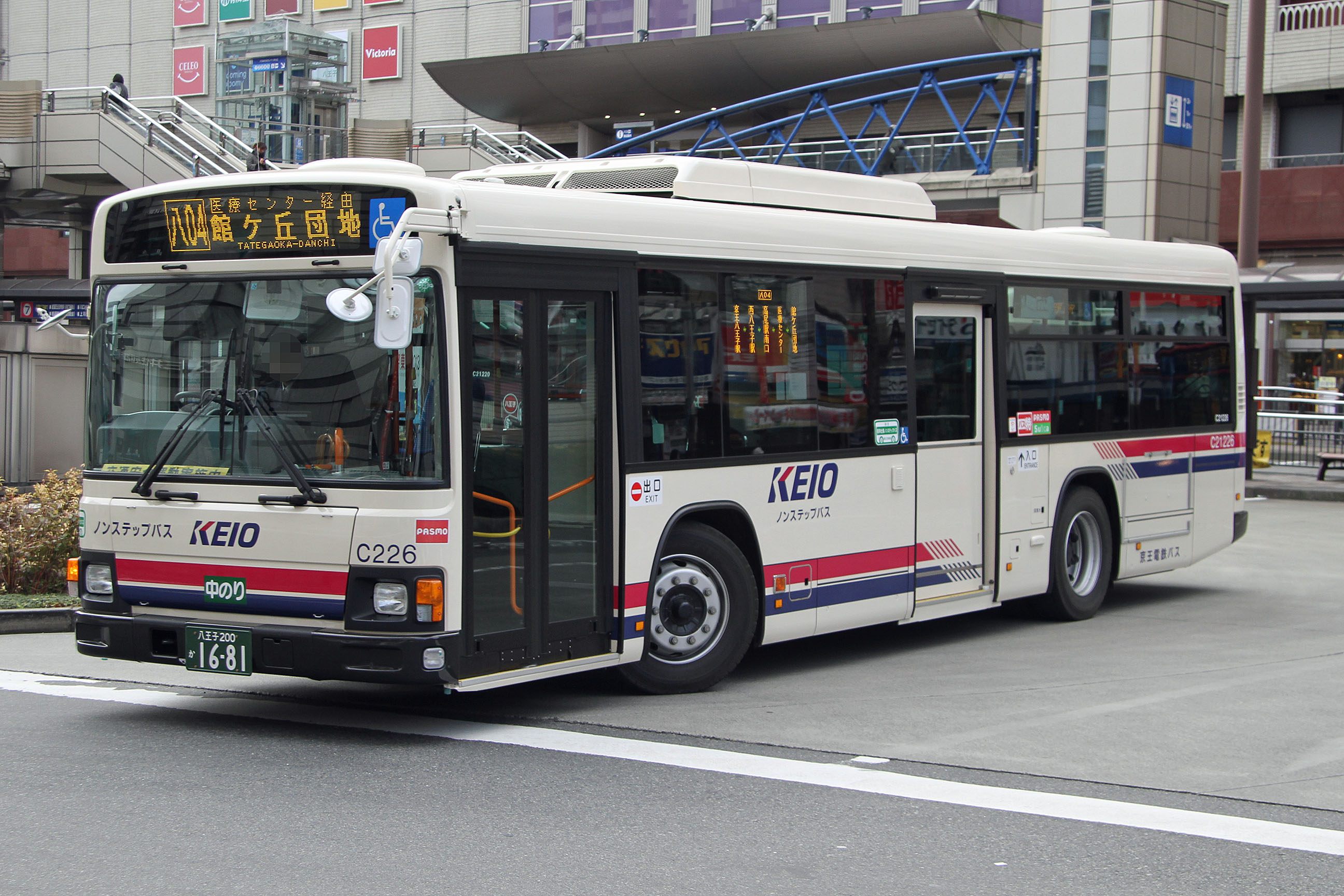
논스텝 버스 QPG-KV234L3 게이오 전철 버스

### 서일본 차체 공업 제조모델
대부분의 차량은 J버스 우쓰노미야 사업소에서 제조되고 있으며 정품 보디가 되고 있지만 일부는 서일본 차체 공업으로 가장된 차량이 존재한다.
히노 자동차는 J버스가 이스즈 버스 제조와 히노 차체 공업을 흡수 합병한 2004년경 서일본 차체 공업으로의 가장을 취소하고 있지만 이 차종은 이스즈 측이 개발·설계를 실시하고 있어서 에르가에서도 서일본 차체 공업 보디 가장이 재개된 2006년경부터 블루 리본에서 서일본 차체 공업 제조 차량이 등장하여 2010년에 서일본 차체 공업이 해체되기 전까지 제조되었다.

## 같이 보기
- 기아 AM시리즈